# Corneille noire
Corvus corone
Vous lisez un « article de qualité » labellisé en 2024.
Pour les articles homonymes, voir Corneille.
Espèce
Répartition géographique
Statut de conservation UICN

 LC  : Préoccupation mineure
La Corneille noire (Corvus corone) est une espèce de passereaux de la famille des Corvidae. Elle est présente dans deux aires distinctes de l'écozone paléarctique : l'Europe de l'Ouest et du Sud-Ouest, où sa population est estimée entre 5,5 et 12 millions de couples, et en Asie du Kazakhstan au Japon, où sa population n'est pas connue. Un des oiseaux les plus communs dans son aire de répartition, elle se trouve à peu près partout, de la campagne jusqu'au cœur des grandes villes.
Comme son nom l'indique, elle est entièrement noire, y compris le bec et les pattes. Elle mesure environ cinquante centimètres pour une envergure allant jusqu'à un mètre et pour un poids de 396 à 602 g. Elle est extrêmement proche de la Corneille mantelée, au plumage bicolore, avec laquelle elle a longtemps été considérée comme formant une seule et même espèce et avec laquelle elle peut s'hybrider. Elle se distingue du Grand Corbeau par sa taille plus petite et son bec plus effilé, du Corbeau freux par les plumes sétiformes qui recouvrent la base de son bec et du Corbeau à gros bec par son bec plus court et moins arqué.
La Corneille noire est omnivore et opportuniste, avec une tendance carnivore. Son régime alimentaire varie selon la région, mais elle se nourrit essentiellement de graines, d'invertébrés (insectes et vers de terre), de petits mammifères, d'œufs et d'oisillons, de fruits, de cadavres et de restes alimentaires. Elle recherche sa nourriture essentiellement au sol, mais peut aussi poursuivre d'autres oiseaux pour leur faire lâcher leur proie. Ses techniques de chasse sont très diverses. Elle a même été vue déposant des noix sur le passage de voitures pour que celles-ci les cassent, ou remontant avec son bec des fils de pêche pour atteindre le poisson.
Jeune, elle est très sociale et forme des troupes à l'organisation sociale complexe, au sein desquelles elle dort et cherche sa nourriture. À l'âge adulte, elle vit en couples territoriaux stables et essentiellement sédentaires, mais rejoint volontiers, l'hiver, de grands rassemblements comptant parfois plusieurs milliers de corvidés de différentes espèces. Une population au nord de l'Espagne pratique pour sa part la reproduction communautaire au sein de groupes familiaux.
Fréquemment considérée comme nuisible en raison des dommages qu'elle cause aux cultures et à la petite faune, elle figure parmi les animaux les plus régulés au monde. Toutefois, sa longévité, son adaptabilité et ses capacités cognitives remarquables contribuent à expliquer la fascination qu'elle exerce sur l'homme et sa place dans de nombreuses cultures, aux côtés du Grand Corbeau avec lequel elle se confond souvent dans les mythes et légendes. Sa longue interaction avec l'homme a ainsi été décrite par le biologiste John Marzluff comme une « coévolution culturelle ».

## Étymologie et dénominations

Corneille noire par François-Nicolas Martinet, seconde moitié du XVIII. Collection de l'université d'Amsterdam.

La Corneille noire fait partie des espèces décrites par Carl von Linné en 1758 dans son Systema naturae et conserve le nom binominal Corvus corone attribué par ce naturaliste. Il est issu du grec κορώνη / korốnê, qui désigne la corneille, essentiellement la Corneille mantelée (Corvus cornix) présente en Grèce et en Italie, au sud des Alpes. Aristophane décrit ainsi la corneille comme grise,. Le même terme sert aussi pour divers autres oiseaux, dont la « corneille de mer », qu'on a identifiée comme le Puffin cendré (Calonectris diomedea), ou des rapaces. La courbure du bec de la corneille a conduit à des emplois figurés comme la poupe d'un navire, l'épicondyle du coude ou l'extrémité recourbée d'un arc et est à l'origine du latin corona, la couronne. Le mot subsiste en grec moderne, κορώνη. Paradoxalement, les corvidés sont appelés « becs droits » par les chasseurs, par opposition aux rapaces.
Le mot français « corneille » provient du bas latin cornicula, diminutif de cornix, qui désigne l'oiseau et se rattache à une racine commune avec le grec, renvoyant au cri des corbeaux et corneilles. Le mot est attesté dès 1180 environ, chez Chrétien de Troyes. Le diminutif latin a également donné l'italien cornacchia et l'espagnol corneja. L'adjectif « noire » renvoie à la couleur de son plumage. Tel est également le cas en espagnol (corneja negra), en portugais (gralha-preta), en néerlandais (zwarte krai), en italien (cornacchia nera), en suédois (svartkråka), en norvégien (svartkråke) ou en danois (sortkrage).
L'anglais crow, issu de l'anglo-saxon crāwe, est apparenté à l'allemand Krähe. Tous deux sont des termes expressifs, onomatopéiques du cri de la corneille, tout comme kruk en polonais, ukrainien et russe, le néerlandais kraai ou le francique khork, qui aurait donné le prénom Roch et le nom de famille Rocard,. Le nom anglais complet Carrion Crow (« corneille des charognes ») renvoie à ses pratiques de charognard, de même qu'un autre de ses noms en allemand, Aaskrähe.
Au XVIIIe siècle, Georges-Louis Leclerc de Buffon la décrit sous le nom « corbine », qu'il justifie ainsi : « Quoique cette corneille diffère à beaucoup d'égards du grand corbeau, surtout par la grosseur et par quelques-unes de ses habitudes naturelles, cependant il faut avouer que, d'un autre coté, elle a assez de rapports avec lui, tant de conformation et de couleur que d'instinct, pour justifier la dénomination de Corbine, qui est en usage dans plusieurs endroits, et que j'adopte par la raison qu'elle est en usage. » Le mot est dérivé du terme « corbin », qui désigne en ancien français le Grand Corbeau (Corvus corax). Au XIXe siècle, plusieurs auteurs jugent d'ailleurs utile de prévenir que la corbine n'est pas la femelle du corbeau : l'auteur semi-anonyme de Secrets, anciens modernes, de la chasse aux oiseaux écrit que « la corneille ou corbine, qu'il ne faut pas confondre avec la femelle du corbeau, est de la même couleur, mais n'a que 50 cm (18 pouces) de long ».
Jusqu'au milieu du XXe siècle, elle est fréquemment appelée « corbeau(-)corneille » par les naturalistes. Emmanuel Le Maout la décrit ainsi dans son Histoire naturelle des oiseaux : « Le Corbeau corneille (Corvus Corone, de Linné) , vulgairement nommé Corbine, Cornouaille, Corneille, est d'un quart plus petit que le Corbeau ; la queue est plus carrée, et le bec moins arqué. »
Elle est parfois appelée « graille » ou « gro(l)le » dans l'Ouest de la France, par dérivation du latin gracula qui désigne une femelle de choucas et se retrouve dans le nom scientifique du Chocard à bec jaune (Pyrrhocorax graculus). Le mot graille existe aussi dans le patois du Dauphiné, par exemple, le quai de la Graille, à Grenoble. Dans son Dictionnaire du patois des environs de Grenoble (1911), Albert Ravanat traduit ainsi le mot « graille » par « corneilles ».

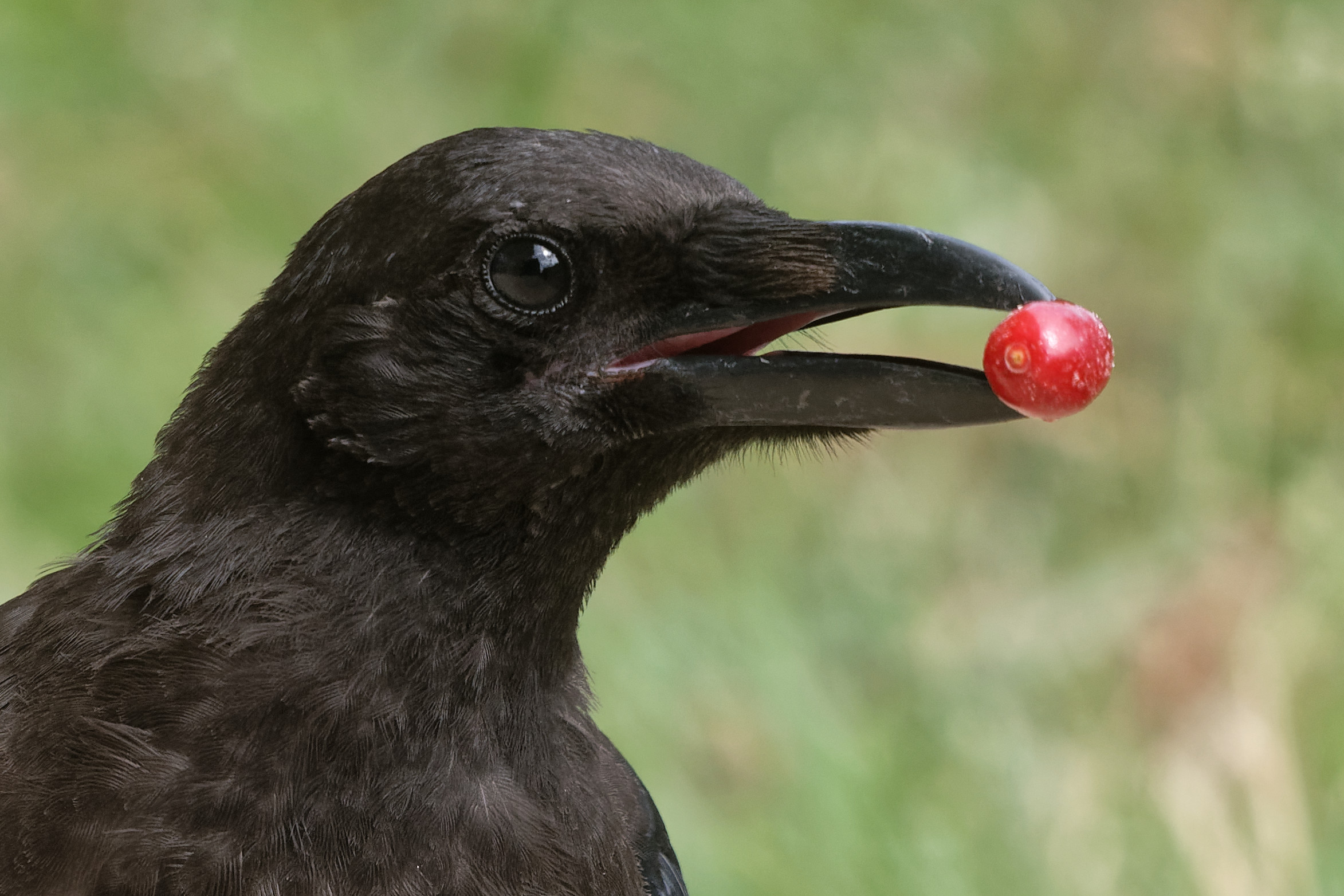
Corneille ou cornouille ? Dans l'expression bayer aux corneilles, le mot corneille peut aussi bien renvoyer au fruit rouge du cornouiller.

La Corneille noire a donné naissance à plusieurs expressions. Sa longévité est déjà connue des Grecs, d'où le mot κορωνεκάϐη / korônekábê dans l'Anthologie grecque, « une Hécube vieille comme une corneille ». En français, « bayer aux corneilles » signifie rêvasser, perdre son temps en regardant en l'air. Le terme « corneille » renvoie ici soit à l'oiseau, considéré comme un gibier de faible valeur pour les fauconniers, soit au fruit du cornouiller, là encore pour désigner un objet sans importance. « Y aller de cul et de tête, comme une corneille qui abat des noix » signifie faire beaucoup d'efforts pour venir à bout de quelque chose, souvent de manière inefficace.
En anglais, la corneille se retrouve dans crow's feet, littéralement les pattes de corneille, qui désigne les rides au coin de l'œil, qualifiées familièrement en français de pattes-d’oie. Le terme est attesté depuis la fin du XIVe siècle, notamment dans le Troïlus et Criseyde de Geoffrey Chaucer : « Til crowes feet be growen under youre ye », littéralement « jusqu'à ce que les pattes de corneilles te poussent sous les yeux ». Il s'explique probablement par l'emploi de véritables pattes de corneille dans des rituels magiques. Le terme nautique crow's nest, en français le nid-de-pie ou vigie, renvoie quant à lui à l'association entre corneille et prophétie.

## Description

### Dimensions
La Corneille noire mesure de 48 à 56 cm de long pour un poids de 396 à 602 g (jusqu'à 690 g pour la sous-espèce C. c. orientalis). Son envergure est de 84 cm. Chez la sous-espèce nominale, la longueur de l'aile varie entre 290 et 345 mm, celle de la queue entre 195 et 256 mm, celle du tarse entre 55 et 64 mm et celle du bec de 29 à 62 mm ; C. c. orientalis, la longueur de l'aile est de 310 à 375 mm, contre 197 à 218 mm pour celle de la queue, et 48 à 69 mm pour celle du bec. En moyenne, le mâle est plus grand que la femelle.

### Apparence
La Corneille noire possède une robe noire brillante qui, selon la lumière, peut présenter des reflets bleus, verdâtres ou pourpres en plumage neuf. Ces reflets sont moins marqués que chez d'autres espèces proches, le Grand Corbeau (Corvus corax) et le Corbeau freux (Corvus frugilegus). L'iris est marron, allant du cannelle foncé au brun sombre. Les pattes noires sont robustes, typiques d'un oiseau marcheur, écailleuses sur la face antérieure et lisses sur la face postérieure. Les doigts sont de type anisodactyle (trois doigts antérieurs et un doigt postérieur), comme chez la plupart des passereaux. Le bec, gris foncé à noir, s'inscrit dans la continuité de la tête. Il est assez fort, avec un culmen incurvé, et représente 50 à 66 % de la longueur totale de la tête. La commissure du bec et la base de la mandibule supérieure sont recouvertes de fines plumes sétiformes, caractéristiques des corvidés. La mandibule supérieure dépasse souvent légèrement de la mandibule inférieure pour former un petit crochet.
Les jeunes de Corneille noire naissent nus, avec une peau rose qui devient grise avec l'âge. Ils se recouvrent rapidement d'un plumage duveteux, court et noir mat les deux à trois premiers mois de leur vie. D'abord aveugles, ils ont ensuite les yeux bleu-gris. La commissure du bec présente un petit bourrelet qui régresse avec l'âge ; elle est d'abord rose, puis à bout gris, avant de devenir uniformément foncée. L'intérieur du bec est rose vif, ce qui permet de stimuler le nourrissage par les parents, le bec grand ouvert de la jeune corneille étant très visible de loin. Cette coloration rose est progressivement remplacée par du gris sombre.
Comme tous les corvidés, la jeune corneille effectue une mue post-juvénile incomplète sa première année, entre juin et septembre : elle conserve ses rectrices (plumes de la queue), ses rémiges (plumes de vol) et ses grandes couvertures, dont l'aspect brun et usé permet de la différencier des adultes,. Elle effectue ensuite une mue complète chaque année, généralement de juillet à septembre. Après la première mue complète, le jeune ne peut plus être distingué extérieurement d'un adulte ; il devient impossible de déterminer son âge après trois ans, une fois que l'intérieur du bec est entièrement sombre.

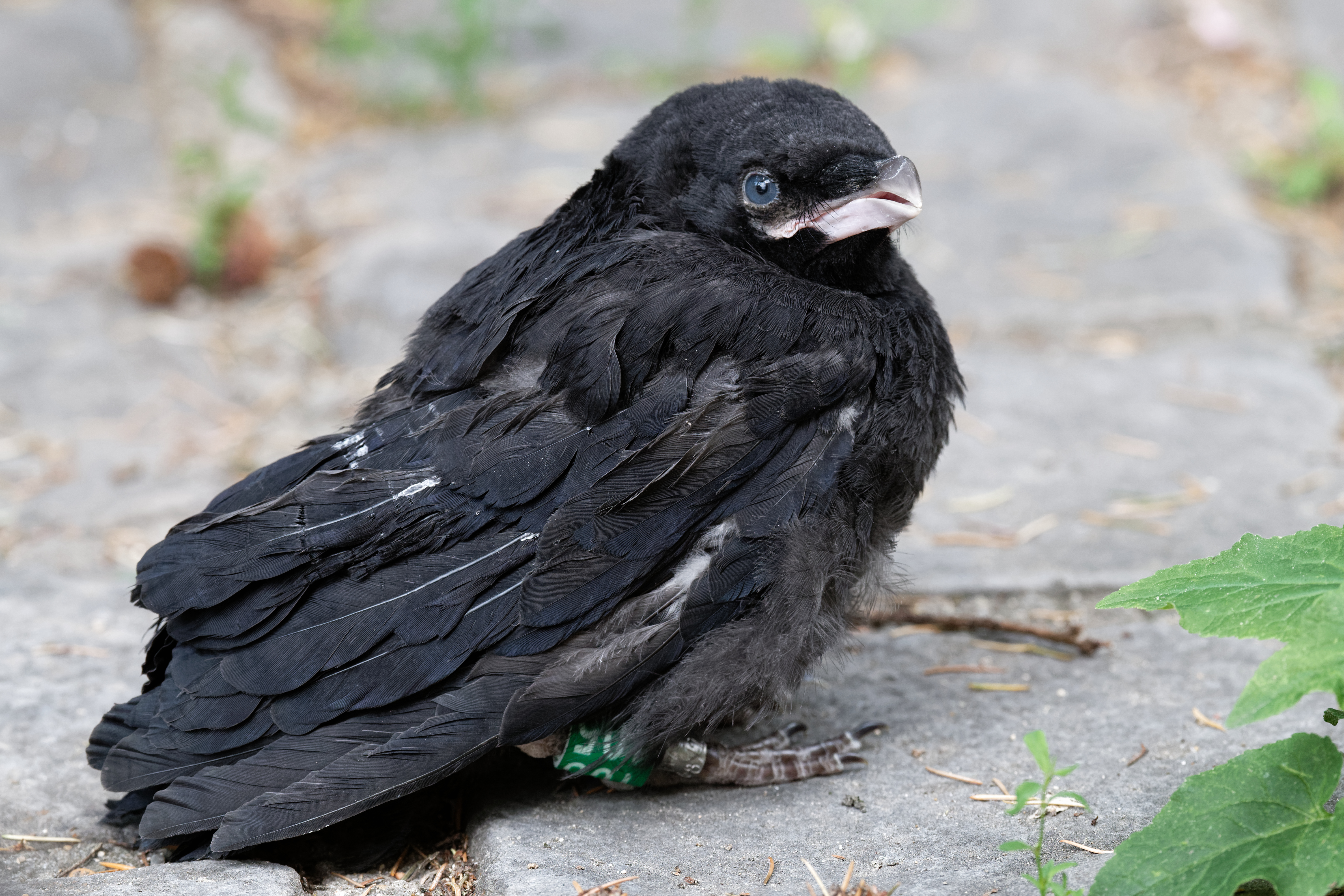
Jeune âgé de 15 à 17 jours.
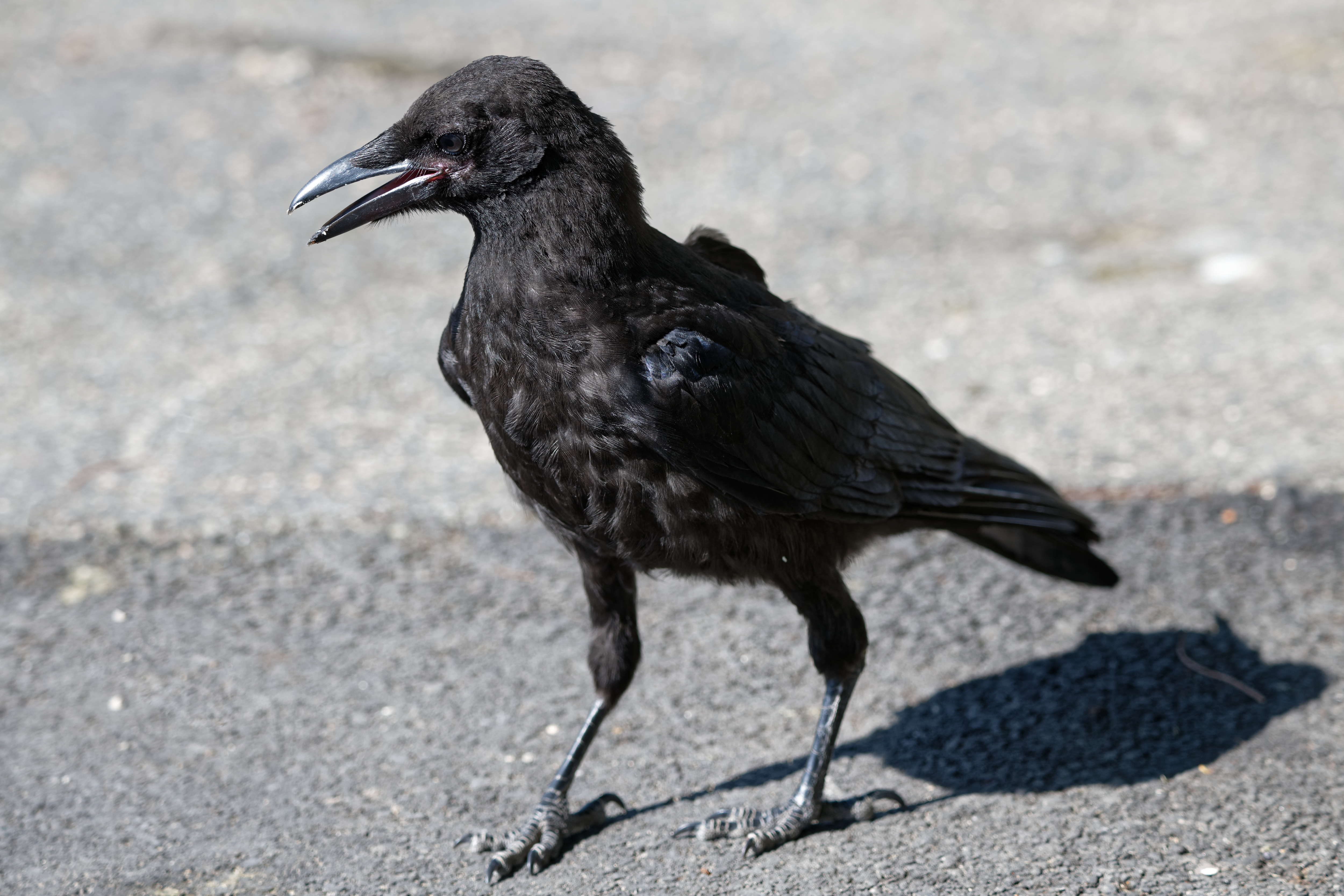
Jeune âgé de 2,5 mois environ.
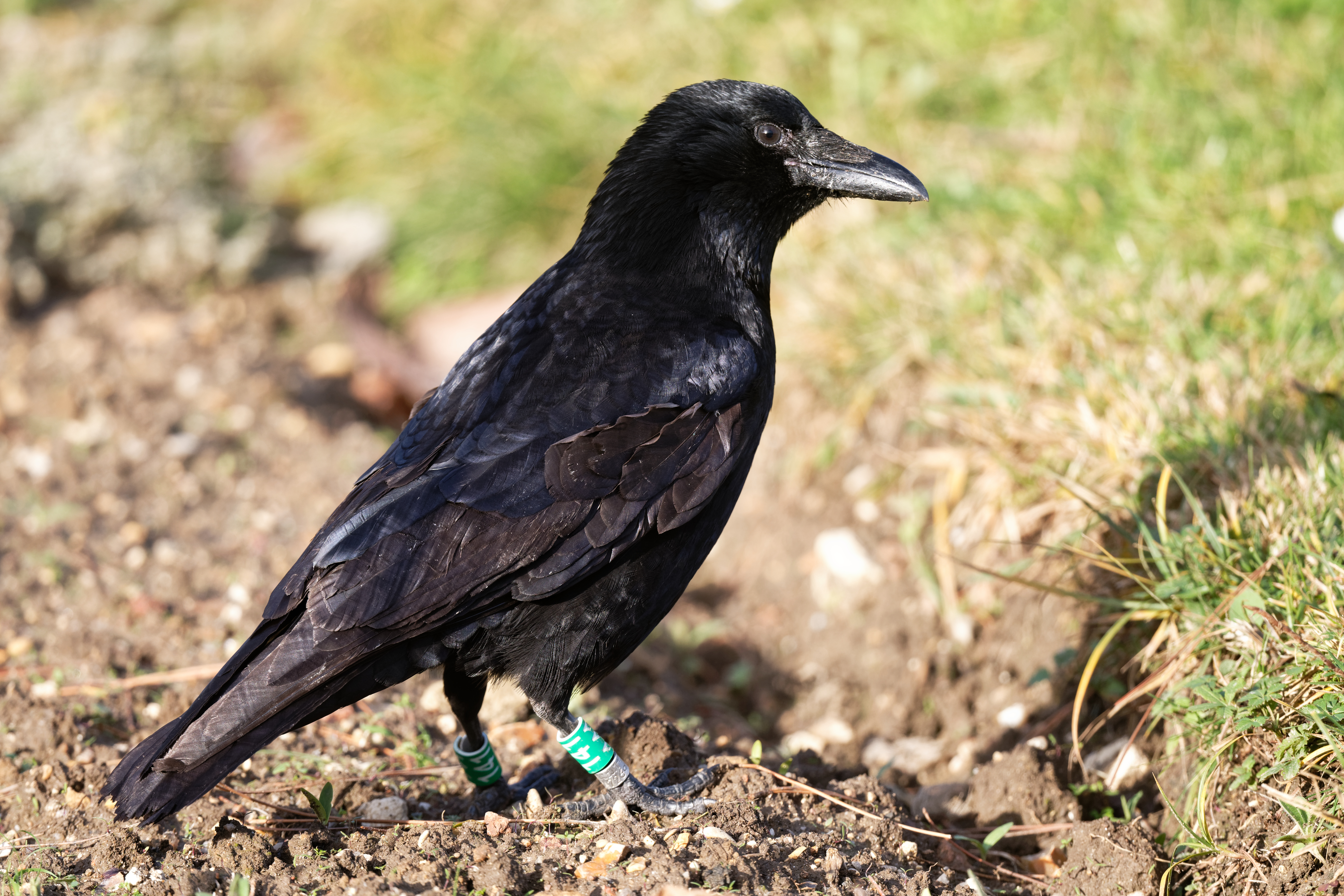
Jeune après la mue post-juvénile.
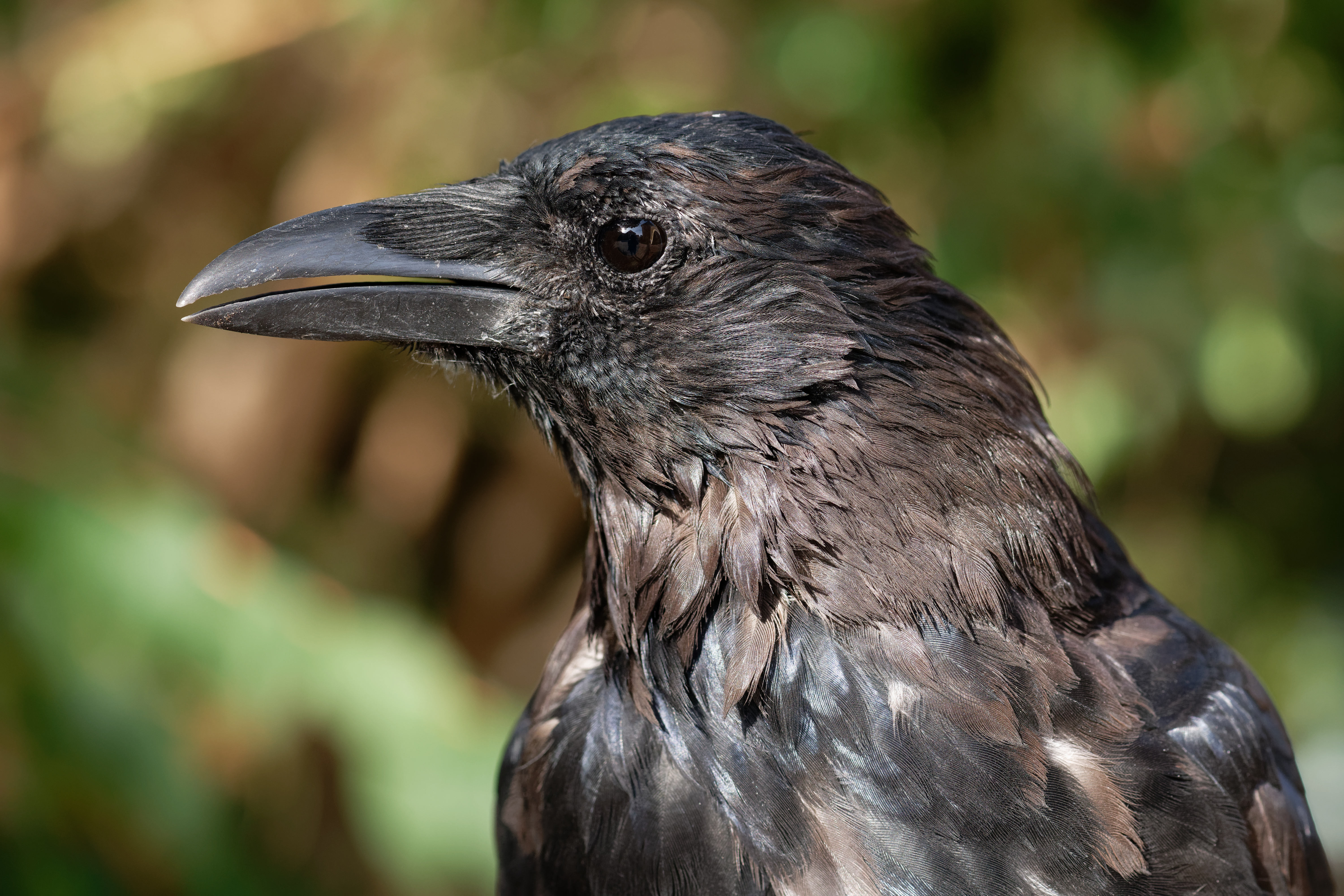
Adulte en pleine mue.
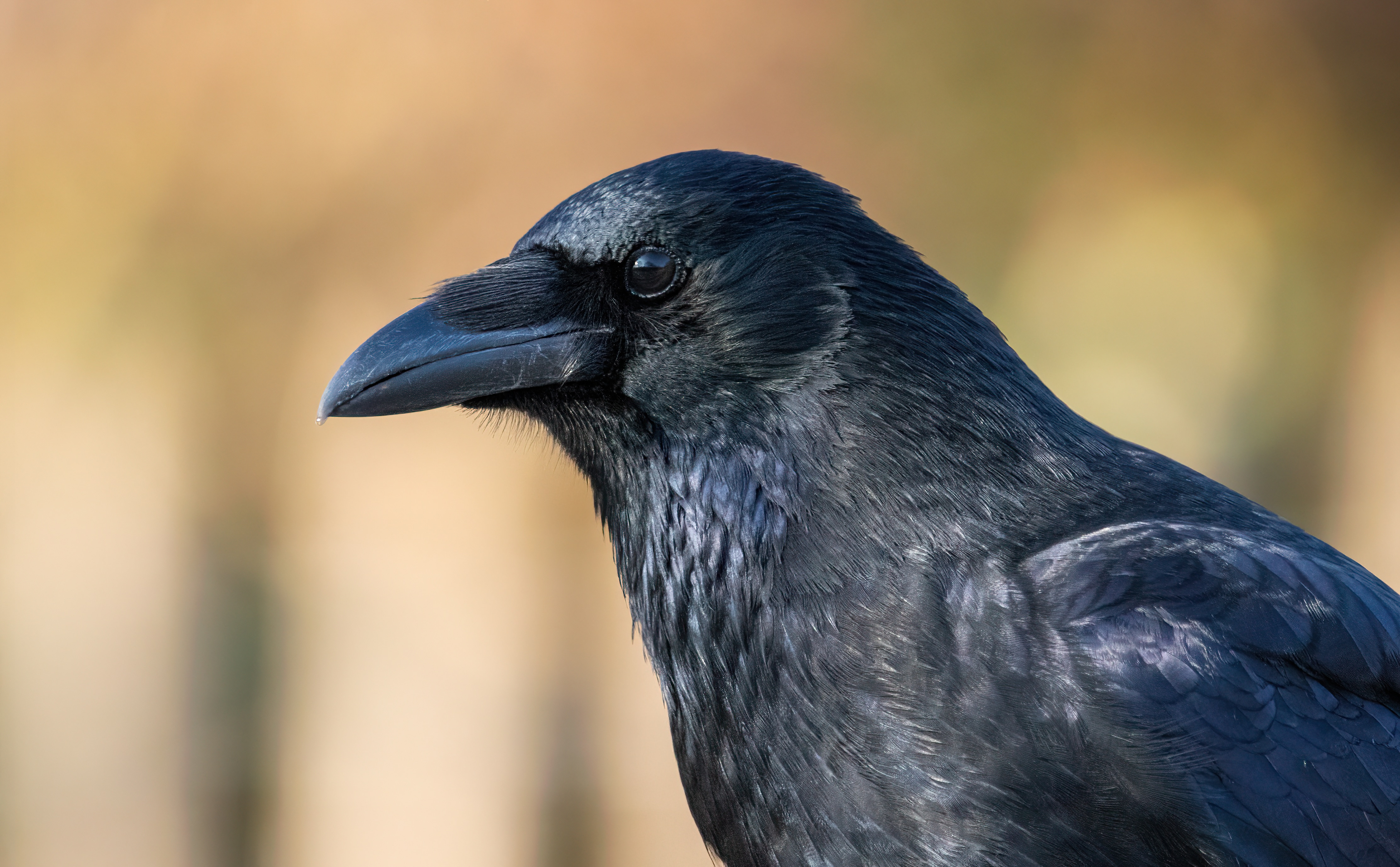
Adulte en plumage neuf.

La Corneille noire ne présente pas de dimorphisme sexuel : les deux sexes sont identiques. Les mâles sont en moyenne plus grands que les femelles, avec un recouvrement significatif : les petits mâles peuvent présenter la même taille que les grandes femelles, en particulier chez les individus jeunes, âgés de moins d'un an. Le sexage est possible par observation du comportement pendant la période de reproduction, laparoscopie ou analyse génétique d'un prélèvement sanguin ou d'une plume. Des chercheurs ont également déterminé une fonction discriminante, fondée sur quelques mesures (hauteur et longueur du bec, longueur de l'aile et longueur du tarse), capable de prédire à 88 % le sexe des corneilles.

### Espèces proches
La Corneille noire a le même gabarit que la Corneille mantelée (Corvus cornix), mais sa robe intégralement noire empêche toute confusion. Elle se distingue du Grand Corbeau (Corvus corax) par sa taille 25 % plus petite, son bec plus effilé et des plumes du cou moins ébouriffées. En vol, elle a la queue droite et non cunéiforme comme le Grand Corbeau ; sa « main » compte cinq doigts (rémiges primaires externes, à l'extrémité de l'aile) contre quatre pour le Grand Corbeau. Elle ressemble beaucoup au Corbeau freux (Corvus frugilegus) juvénile, mais se différencie facilement de l'adulte, dont la base du bec est nue. Enfin, elle se distingue du Corbeau à gros bec (Corvus macrorhynchos) par son bec moins massif et moins arqué.

### Vol

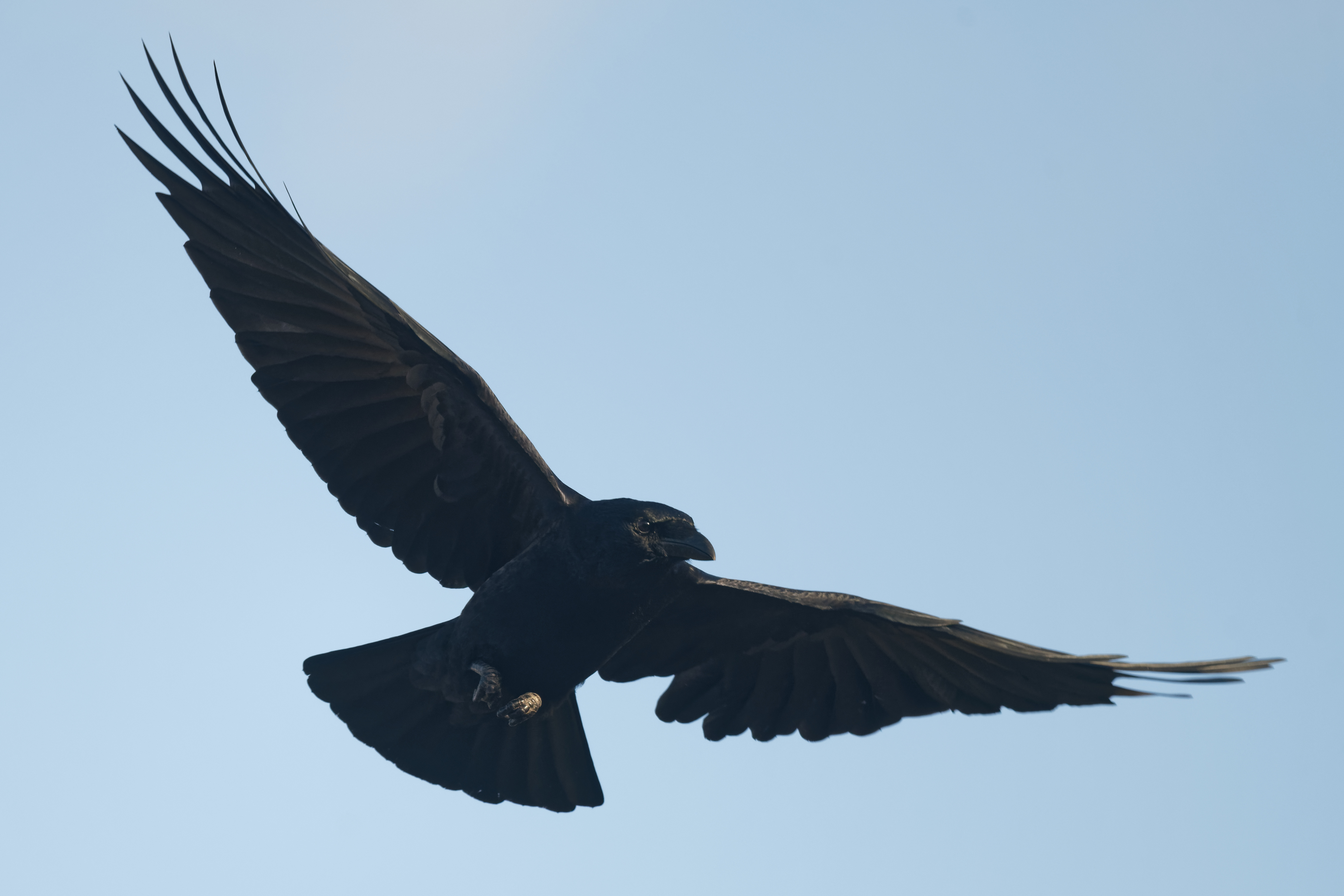
Corneille noire en vol.

L'envergure en vol de la Corneille noire est comparable à celle du Corbeau freux (Corvus frugilegus), plus grande que celle du Choucas des tours (Coloeus monedula) et beaucoup plus petite que celle du Grand Corbeau (Corvus corax). Les ailes de la Corneille noire sont larges, plus que celles du Corbeau freux, avec les extrémités digitées. Le rapport entre l'envergure de l'aile et la longueur du corps a été calculé à 6,97 chez les Corneilles noire et mantelée, 7,36 chez le Grand Corbeau, 7,08 chez le Corbeau freux et 3,7 chez le Faisan de Colchide (Phasianus colchicus). Des mesures similaires de la formule alaire aboutissent à classer la Corneille noire dans le groupe des « pilotes de ligne » aux ailes moyennes, à côté des oiseaux buissonniers dont le type est le Merle noir (Turdus merula), avec des ailes courtes, et des pratiquants du vol d'endurance dont le type est le Martinet noir (Apus apus).
Concrètement, le vol de la Corneille noire est assez lent, plus que celui du Corbeau freux. Il est battu, à une fréquence entre 3,1 et 4,2 battements par seconde, et plané seulement en descente. Il est le plus souvent direct, d'où l'expression anglaise « as the crow flies », équivalent du français « à vol d'oiseau ». Elle pratique peu le vol en cercles pour prendre de l'altitude. Elle peut atteindre une vitesse de 50 km/h et voler avec une grande vigueur lors d'un houspillage.

### Capacités sensorielles

#### Vue

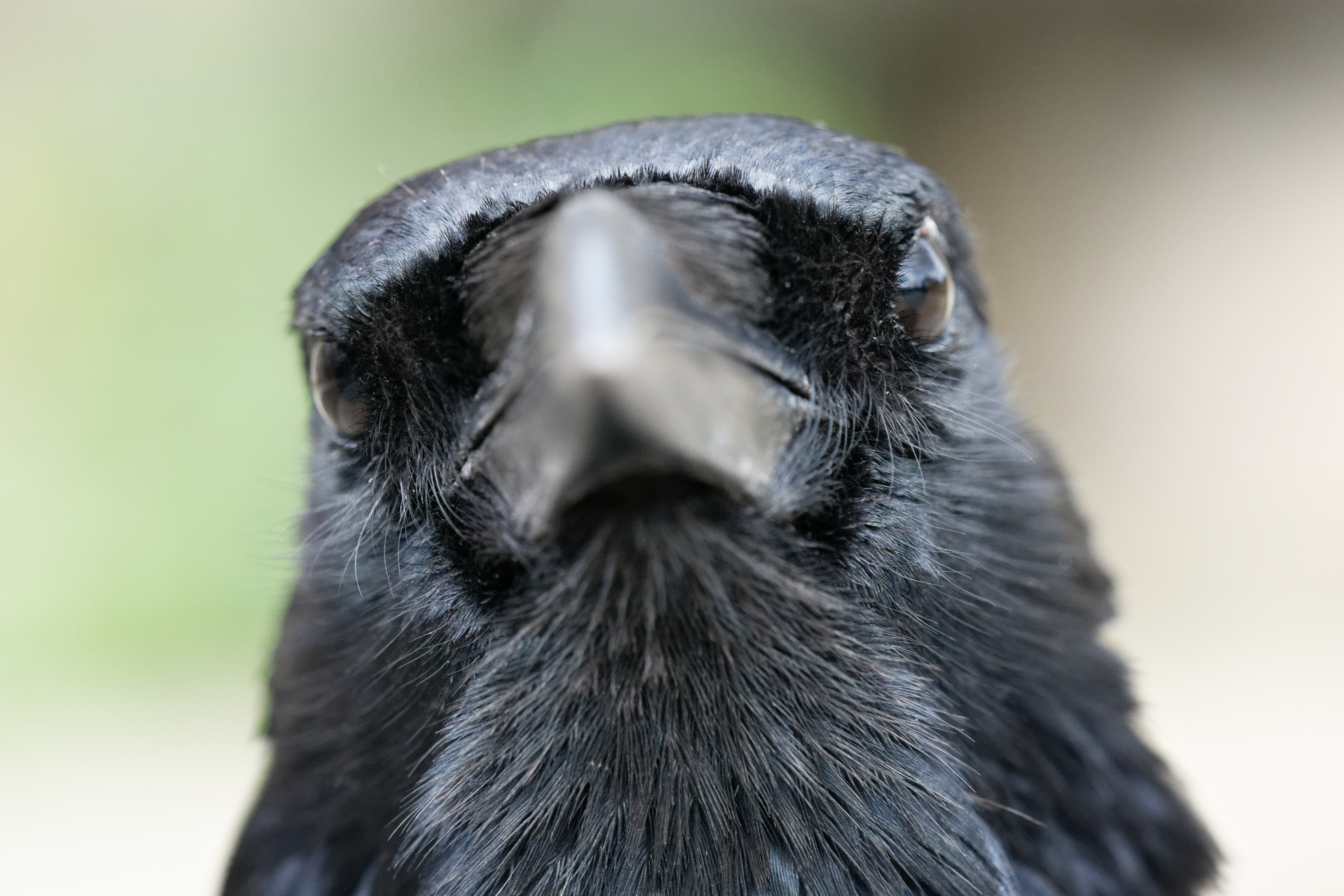
Le champ de vision binoculaire de la Corneille noire est de 37,6°.

Comme chez la plupart des oiseaux, les yeux de la Corneille noire sont situés de part et d'autre de la tête : chaque œil observe une scène différente, avec un recoupement assez faible. Son champ de vision binoculaire a été évalué à 37,6° ±1,65, alors qu'il est de 35 à 51° chez les autres passereaux, hors corvidés.
Comme les autres corvidés et comme les rapaces, la Corneille noire possède une vision sensible au violet. Chez la Corneille mantelée, dont l'anatomie est virtuellement identique, la longueur d'onde de l'absorbance maximale se situe à 406 nm. En revanche, elle n'est pas sensible à l'ultraviolet, contrairement à la plupart des autres passereaux. Concrètement, cette différence de vision permet aux petits passereaux, espèces proies, d'arborer des couleurs ou motifs qui restent cachés à leurs prédateurs, les rapaces et corvidés
L'acuité visuelle de la Corneille noire est estimée à 0,12° (8,4 cycles/degré) : elle est meilleure que celle des pigeons et comparable à celle de rapaces nocturnes comme le Grand-duc d'Amérique (Bubo virginianus) ou la Chouette hulotte (Strix aluco). En revanche, elle est moins bonne que celle de rapaces diurnes comme l'Aigle d'Australie (Aquila audax) ou le Faucon bérigora (Falco berigora).

#### Ouïe
Au sein des passereaux, les corvidés se distinguent en présentant la meilleure sensibilité absolue aux fréquences basses à moyennes et la plus mauvaise aux fréquences élevées. La Corneille mantelée présente une excellente sensibilité auditive sur l'ensemble du spectre, en particulier en-deçà de 2 kHz, ce qui correspond à la fréquence de ses vocalisations. Elle est donc bien équipée pour la communication à longue distance. Dans l'ensemble, son audition est assez proche de celle de l'humain.

#### Goût

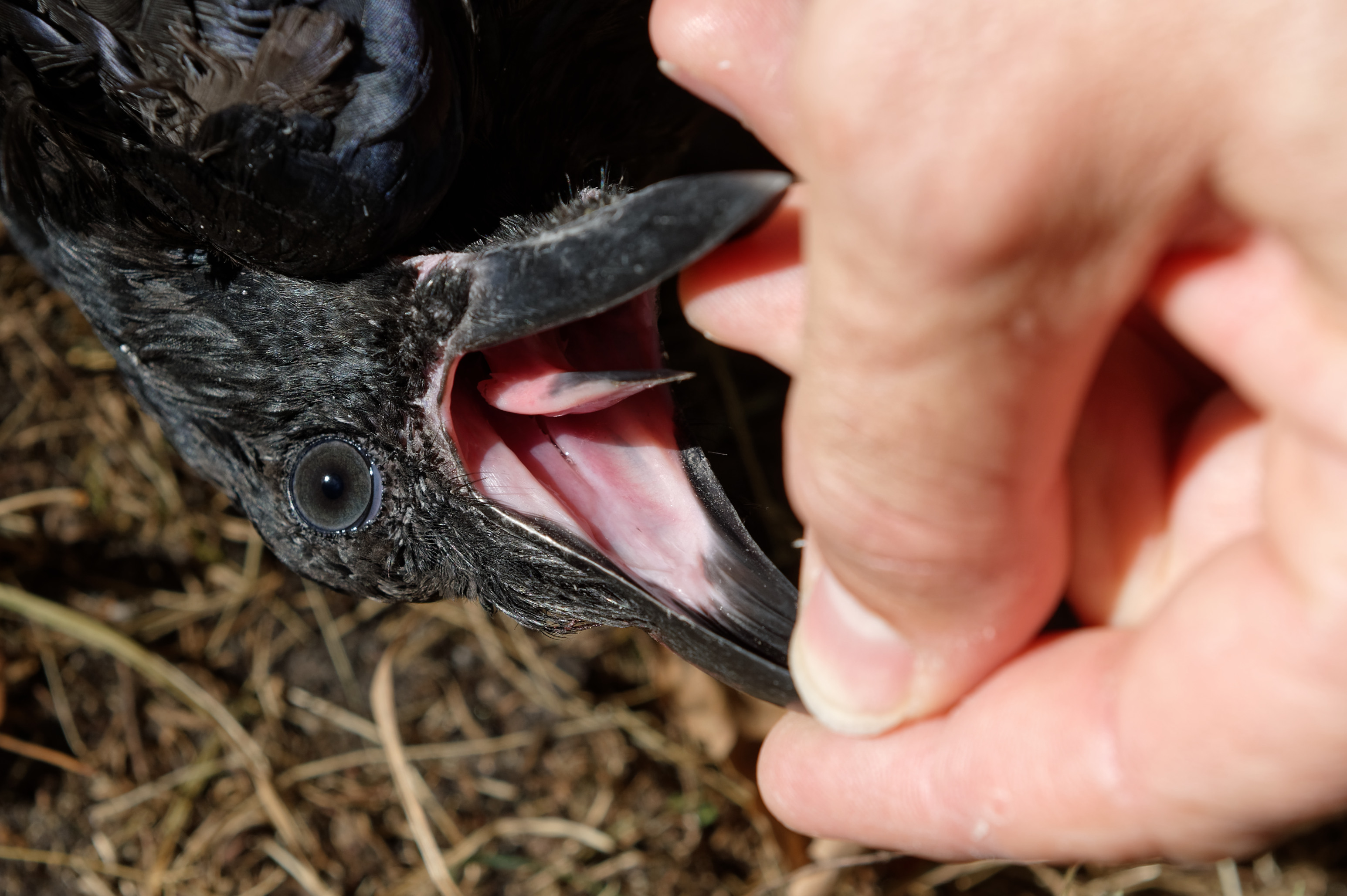
Intérieur du bec d'une Corneille noire, dont la couleur rose montre qu'il s'agit ici d'un immature.

Sur le plan physiologique, l'appareil gustatif de la Corneille noire est composé à la fois de sa langue et de la paroi supérieure de sa cavité buccale, un palais dur comportant une fente longitudinale, la choane. La langue est pointue, dotée d'une extrémité fourchue, et kératinisée sur sa surface ventrale, vers la pointe. La partie caudale de la langue est équipée de glandes salivaires : la production de salive est cruciale pour le transport des aliments vers les papilles gustatives. Ces dernières, une soixantaine, sont situées sous l'épithélium qui recouvre la surface dorsale et non-kératinisée de la langue. Toutefois, comme chez tous les oiseaux, la plupart se trouvent sur le palais : la langue n'est pas l'organe sensoriel majeur.
De manière générale, les oiseaux sont assez indifférents aux goûts acides, salés, sucrés et amers en faibles concentrations, mais n'apprécient pas ces mêmes goûts en concentrations élevées. Ce schéma a été vérifié chez le Grand Corbeau (Corvus corax), un cousin de la Corneille noire. Chez cette dernière, dix récepteurs de l'amertume ont été identifiés. Ses capacités gustatives sont un sujet actif de recherche, notamment afin de concevoir des enrobages répulsifs pour les cultures agricoles qu'elle attaque. Ainsi, une étude en plein champ réalisée en 2022 a testé l'enrobage de graines de tournesol avec un mélange de capsaïcine (composant actif du piment) et de géraniol. Elle confirme que les Corneilles noires sont sensibles à ces goûts, mais qu'elles s'y habituent vite et qu'il faut donc explorer d'autres composés aromatiques, de préférence aux goûts complexes.

### Odorat
L'olfaction des oiseaux est également un champ d'études émergent, car on a longtemps cru que ce sens était négligeable chez eux. Des Corneilles mantelées (Corvus cornix) ont été soumises à un test de consommation en choix libre sur deux bouteilles (two-bottle choice), consistant en l'occurrence à essayer de trouver la nourriture cachée dans une boîte perforée. Les corneilles ont échoué à choisir la bonne boîte. En sens inverse, des Grands Corbeaux (Corvus corax) en captivité se sont montrés capables de choisir lequel de deux récipients contenait des morceaux de poisson frais enterrés sous 2 cm de gravier et ont pu localiser une très petite quantité de poisson (1 g) recouverte par 1,5 cm de gravier, poussant les auteurs à conclure que les corvidés sont capables d'utiliser des indices olfactifs pour trouver leur nourriture. Toutefois, les études de ce type ont été critiquées, car elles procèdent par élimination (si un oiseau ne trouve pas de la nourriture invisible, c'est qu'il n'a pas de sens de l'odorat, et inversement), un raisonnement qui a été considéré comme faible.

## Écologie et comportement

### Reproduction

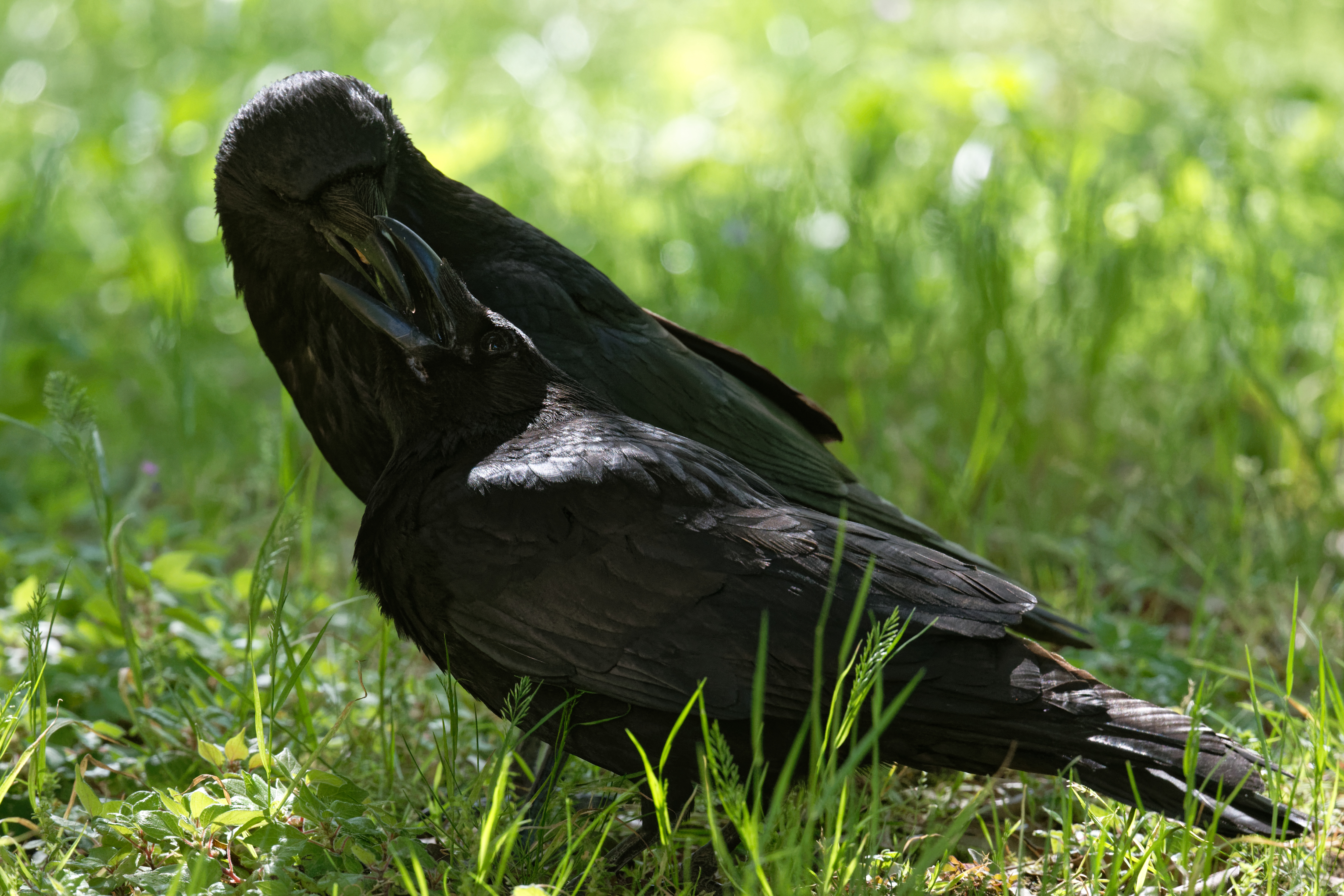
Mâle nourrissant sa femelle lors de l'incubation.

La Corneille noire est sexuellement mature dans le courant de sa troisième année, mais ne commence généralement à se reproduire qu'à partir de trois ans. Elle est socialement monogame et forme des couples de long terme, même si sa réputation de former un couple à vie reste à confirmer scientifiquement, notamment par le baguage.
Les mécanismes par lesquels les couples se forment ne sont pas connus. Dans une expérience menée en 1905 et consistant à tuer le mâle en période de nidification, la femelle a reformé un couple très peu de temps après, ce qui montre que la recherche de partenaire peut être très rapide.
Une fois les individus en couple, les corneilles renforcent leurs liens chaque année, au sortir de l'hiver, par plusieurs jeux nuptiaux : vols en piqué communs, révérences du mâle à la femelle. En cours d'année, ils pratiquent le lissage des plumes réciproque.

#### Construction du nid
La période de nidification commence à la mi-mars en Europe de l'Ouest et au Japon. La Corneille noire bâtit un gros nid de branchettes, isolé et éloigné des regards. Le nid est installé en hauteur : à 6 mètres du sol en moyenne en Norvège, à 15 m dans le nord de l'Allemagne. Il est construit le plus souvent dans un arbre, majoritairement sur une fourche, à défaut à l'insertion d'une branche contre le tronc.
La Corneille noire n'est pas liée à une essence précise : elle utilise la plus courante. Dans une étude réalisée dans le bocage limousin, les essences mises à contribution incluent hêtre, pin, sapin, érable, peuplier, chêne, bouleau, châtaignier, orme et frêne. Dans le nord de l'Espagne, les corneilles utilisent le chêne des Pyrénées, le peuplier noir, le saule, le chêne vert ou le pin. La nidification sur des pylônes électriques, signalée depuis les années 1930, n'est pas rare : dans une étude réalisée en Thuringe, 99 nids sur 481 se trouvaient sur des pylônes. À Takatsuki, dans la préfecture d'Osaka, 52 % des nids sont bâtis dans des résineux, 25 % dans des feuillus et 23 % sur des structures artificielles.
Le plus souvent, le couple construit un nouveau nid chaque année, les anciens nids étant réutilisés soit par un autre couple de corneilles, soit par d'autres espèces, typiquement le Faucon crécerelle (Falco tinnunculus), le Faucon hobereau (Falco subbuteo), le Hibou moyen-duc (Asio otus) et les milans. Il arrive que plusieurs nids soient construits, un seul étant finalement retenu. Les deux sexes participent à la construction. Dans certains couples, la femelle se charge seule d'incorporer au nid les matériaux apportés, surtout dans les étapes finales de la construction. Une surveillance est nécessaire lors des premières phases de construction pour éviter le pillage de matériaux par des voisins.
Le nid comporte usuellement quatre couches : l'assise est constituée de branches, mortes ou vertes, cassées directement sur l'arbre. La corneille peut aussi incorporer des éléments d'origine humaine pour renforcer l'infrastructure : fil de fer barbelé, fil électrique, fil téléphonique, cintres à vêtements et même pics anti-oiseaux. Suit une couche d'écorces fibreuses et de brindilles, qui consolide l'assise, puis une couche de mousse, herbes et racines. La coupe interne est formée de mousse, laine, papier ou fibres. La construction dure 8 à 10 jours, mais peut aller jusqu'à 17 jours. Le nid est généralement isolé, mais il arrive que plusieurs nids se trouvent voisins faute d'autres sites disponibles. Pour autant, on ne peut parler de colonie au sens strict.

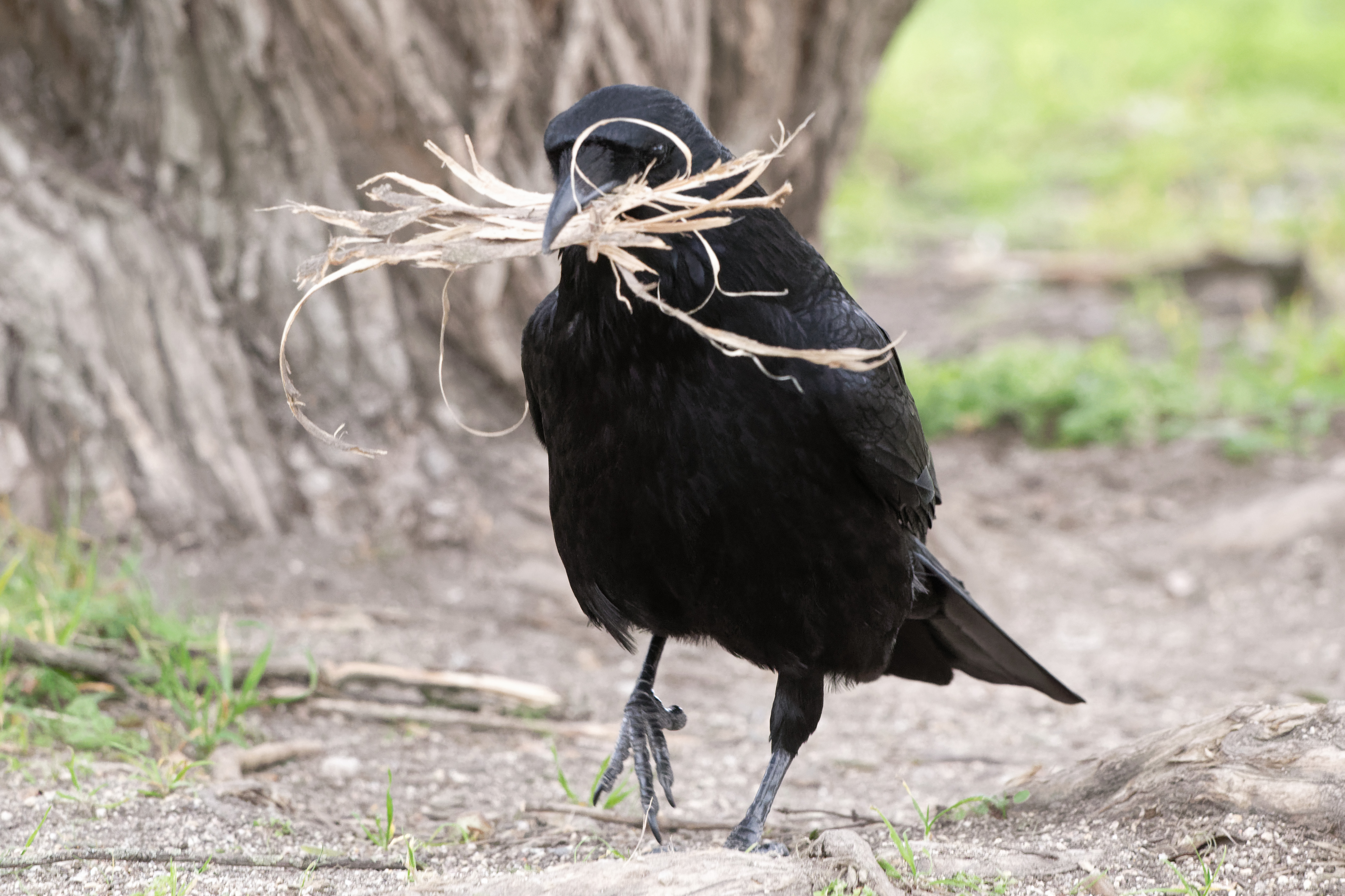
Mâle adulte transportant des matériaux pour le nid.
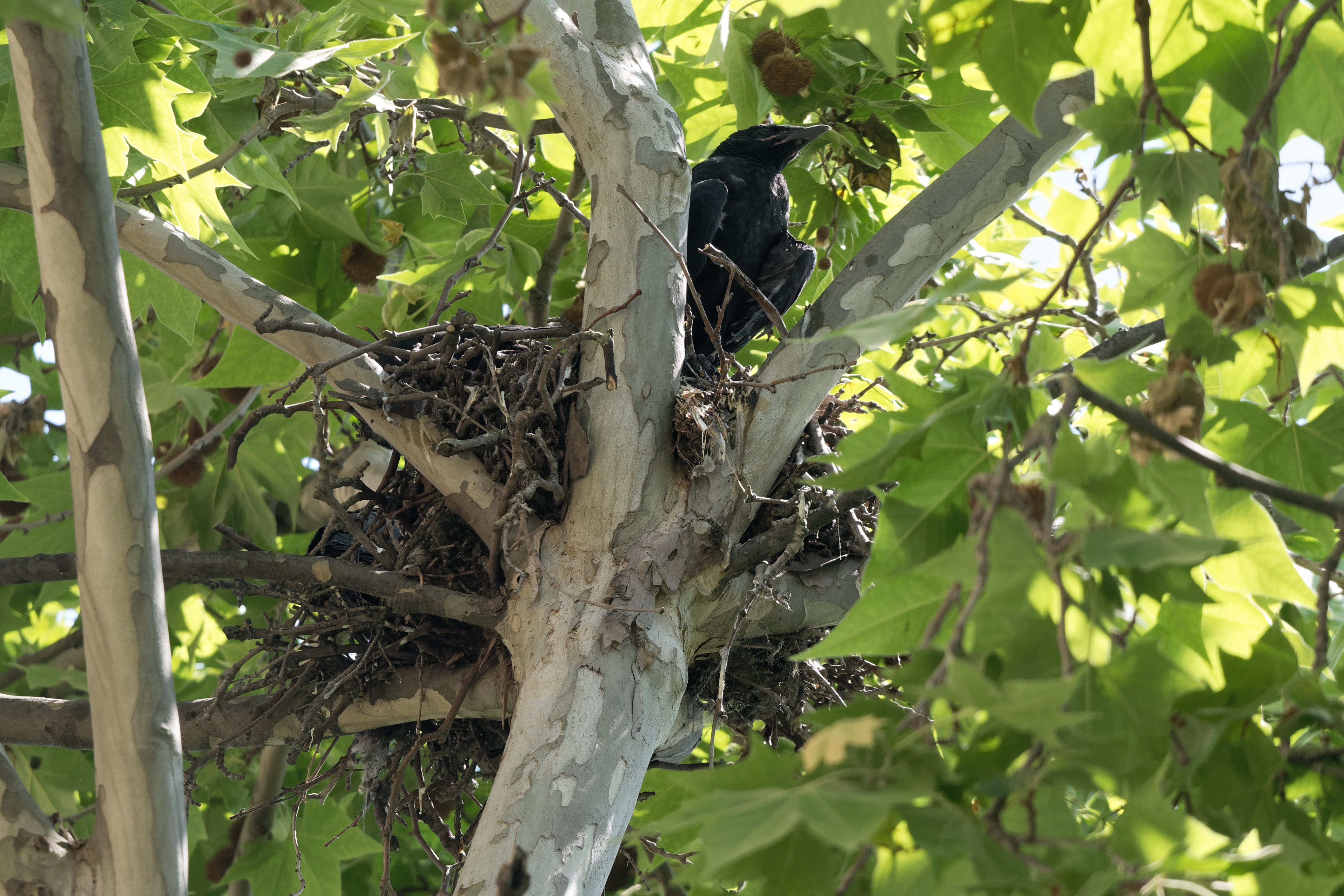
Juvénile sur un nid de branchettes classique.
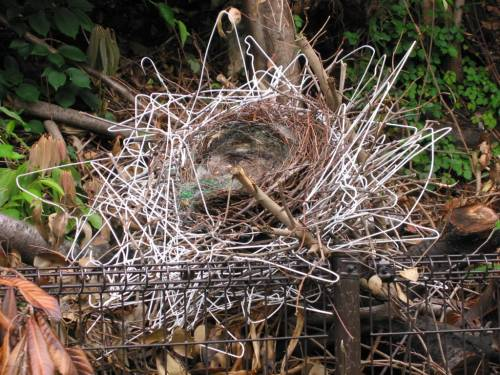
Nid construit à partir de cintres.
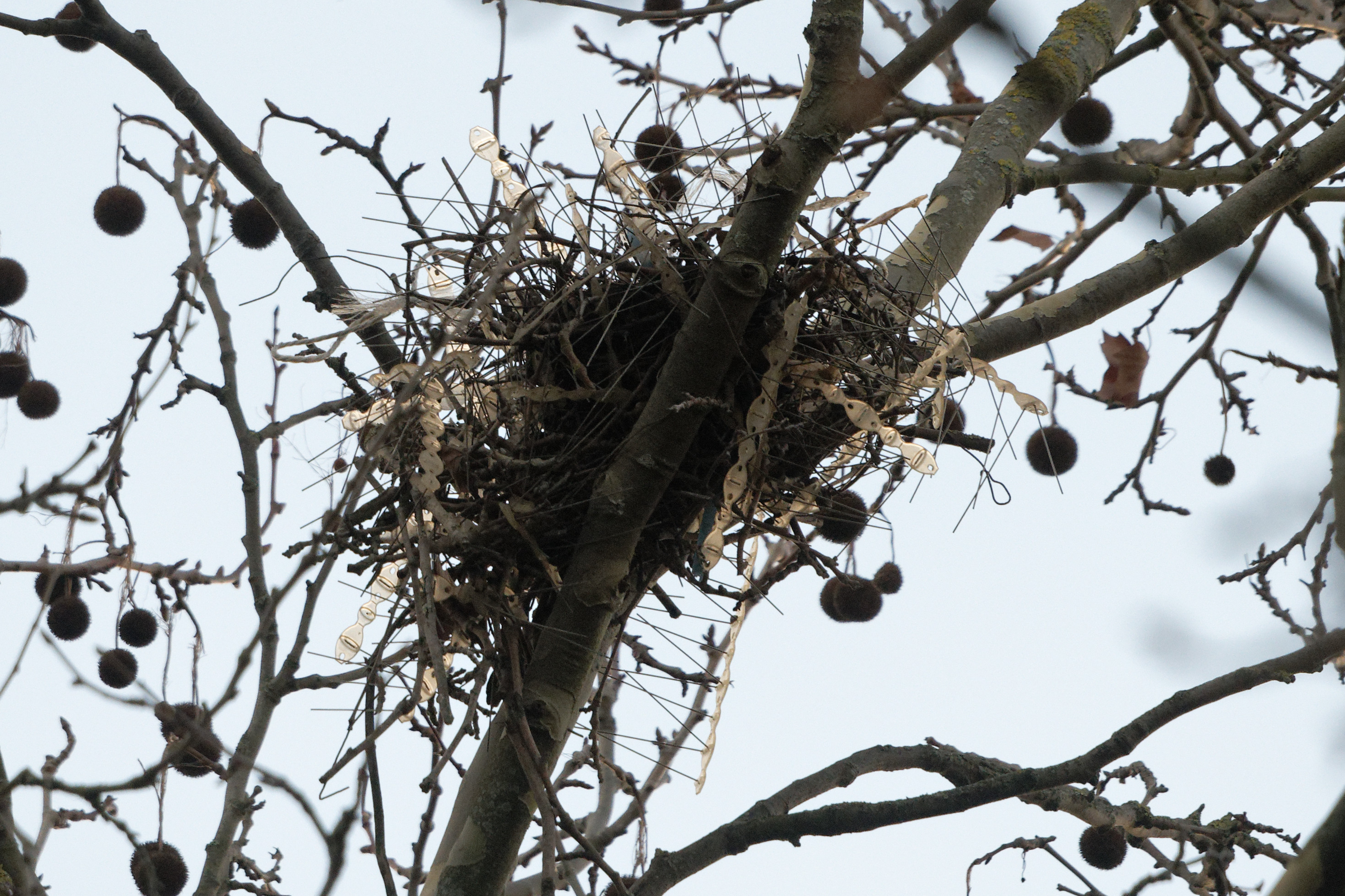
Nid construit à partir de pics anti-oiseaux.

#### Copulation et incubation

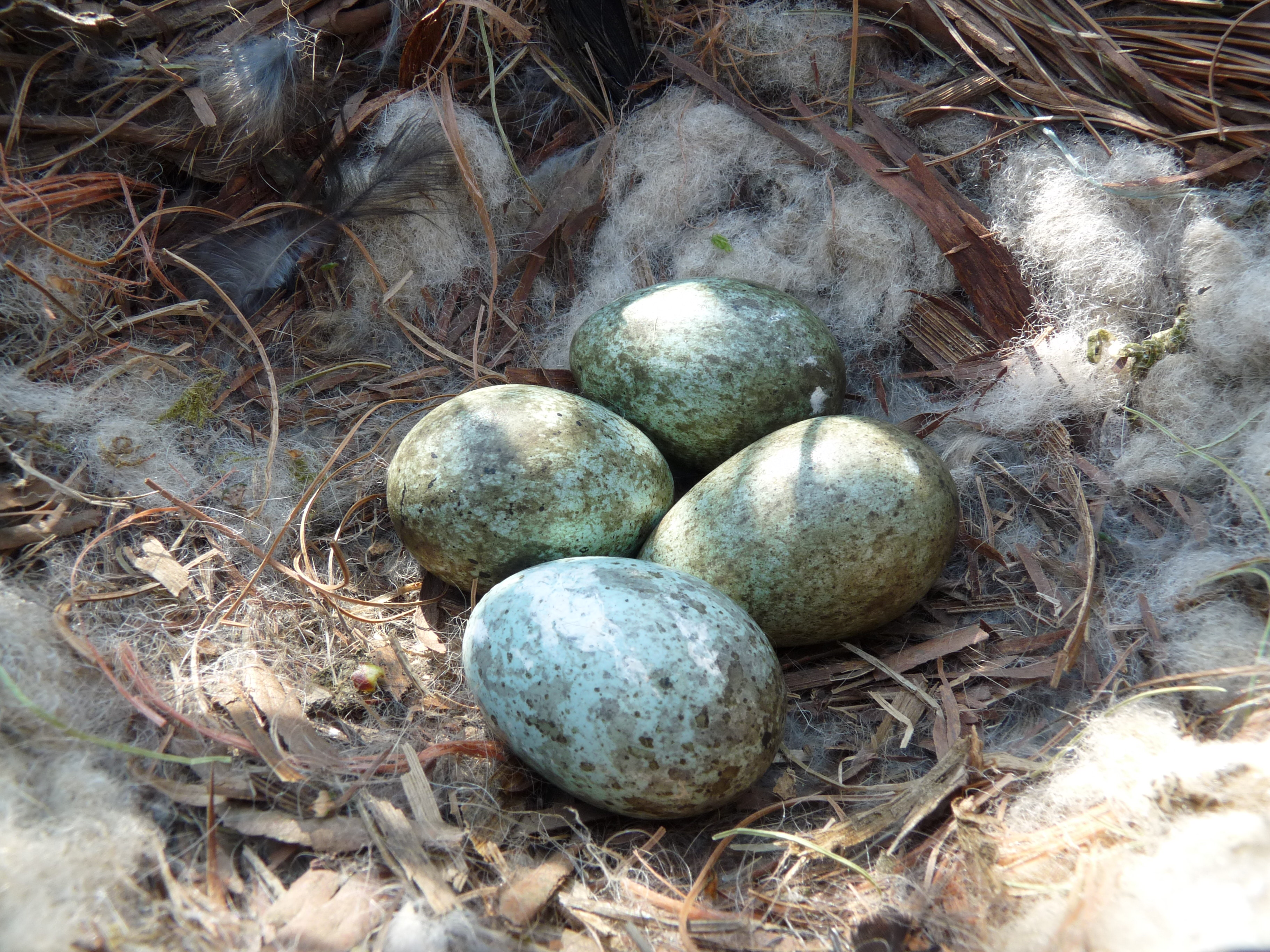
Œufs de Corneille noire au nid.

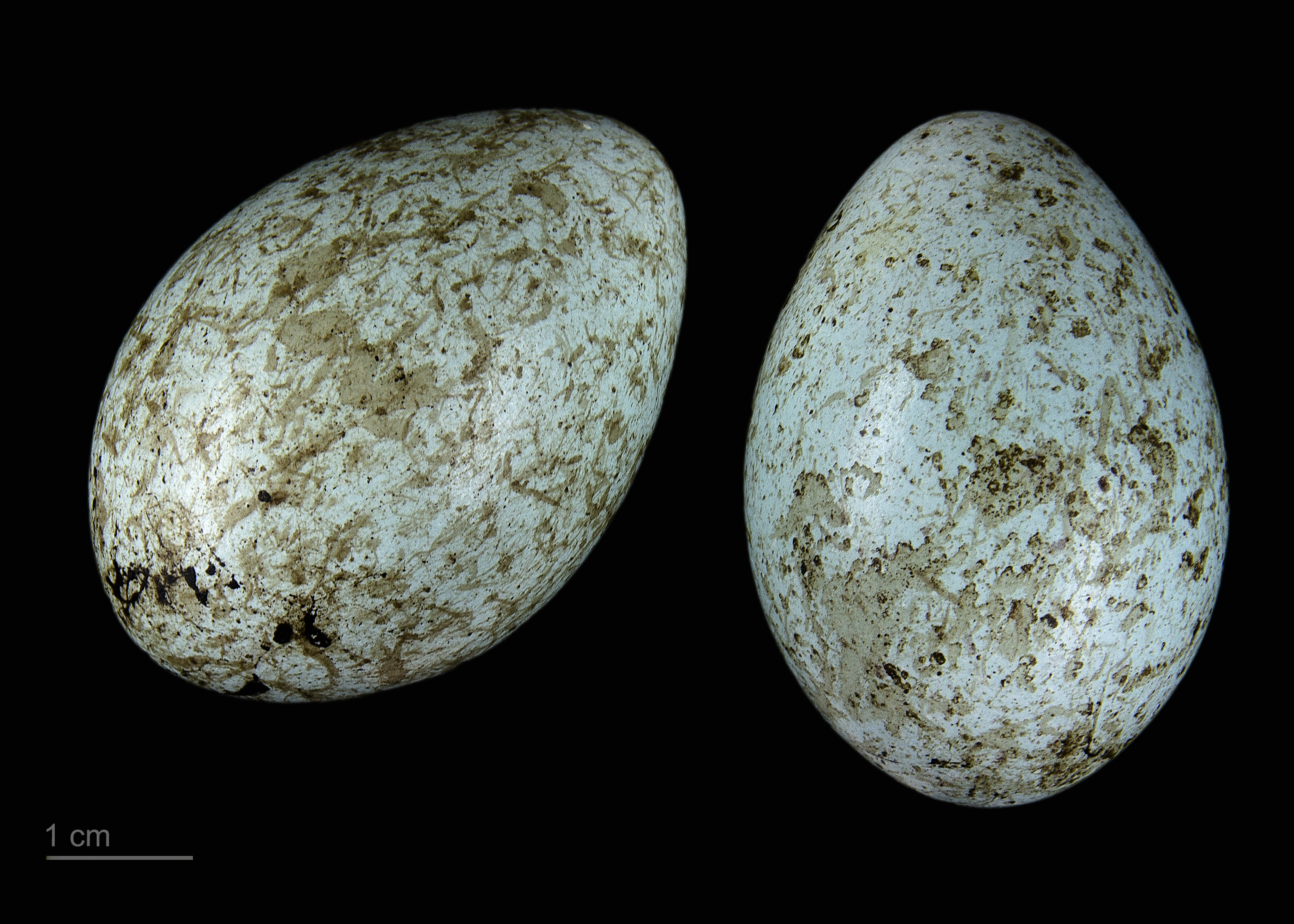
Œuf de Corvus corone corone - Muséum de Toulouse.

Les copulations se produisent généralement lors de la construction du nid, dans le nid lui-même ou à proximité. Chacune dure 10 à 15 secondes. Pendant la période des copulations, le mâle garde sa femelle pour empêcher la copulation hors-couple par un mâle de passage. Si néanmoins le cas se produit, le mâle entreprend une nouvelle copulation,.
La ponte a lieu entre avril et juillet, plus rarement dès la fin mars. Les archives du British Trust for Ornithology jusqu'en 1965 montrent que la date moyenne du premier œuf varie suivant la région : elle va du 13 avril au pays de Galles au 22 avril dans le nord de l'Angleterre. Les corneilles vivant en altitude sont également plus tardives que les corneilles en plaine.
La femelle pond quatre à cinq œufs, parfois six, moins souvent sept ou trois. L'œuf de corneille noire est bleu verdâtre tacheté de vert olive et pèse en moyenne 19 g pour une longueur de 4 cm et un diamètre de 3 cm. La ponte se fait à raison d'un œuf par jour. Les pontes de remplacement ne sont pas rares, en particulier quand la ponte initiale a été détruite par l'homme. Une femelle peut ainsi pondre jusqu'à 21 œufs au cours d'une même saison.
L'incubation démarre soit dès le premier œuf, soit à l'avant-dernier. Elle dure typiquement 17 ou 18 jours, mais peut aller jusqu'à 21 jours. Seule la femelle y prend part, le mâle ne portant pas de plaque incubatrice. Elle ne quitte le nid que pour se dégourdir et pour se nourrir. Pendant ce temps, le mâle surveille les environs et ravitaille la femelle.
D'après une étude menée au Royaume-Uni à la fin des années 1960, le taux d'éclosion est de 60 %, les premiers facteurs d'échec étant, dans l'ordre, le pillage d'œufs par d'autres corvidés (Pie bavarde (Pica pica), Grand Corbeau (Corvus corax), Geai des chênes (Garrulus glandarius)) et l'interférence humaine. Le nombre moyen de jeunes à l'envol varie entre 1,1 et 1,7 par nichée selon l'endroit et l'année. En 1963 et 1964 , une étude menée dans le bassin de Nagano sur la sous-espèce orientale (C. c. orientalis) montre une ponte moyenne de 4,4 œufs, pour un taux d'éclosion de 90 % et un taux de jeunes à l'envol de 57,5 %.
Les nids de Corneille noire peuvent être parasités par le Coucou geai (Clamator glandarius), qui y dépose ses œufs. Dans le nord de l'Espagne, cette proportion varie selon les années entre 1,2 % et 70 % des nichées et les nids affectés contiennent en moyenne 1,5 œuf de coucou. La présence de jeunes coucous réduit mécaniquement le nombre de jeunes corneilles au nid, mais confère un avantage indirect en ce que le jeune coucou excrète une substance répulsive quand il se sent menacé, dissuadant les prédateurs et protégeant ainsi le reste de la nichée.

#### Jeunes au nid

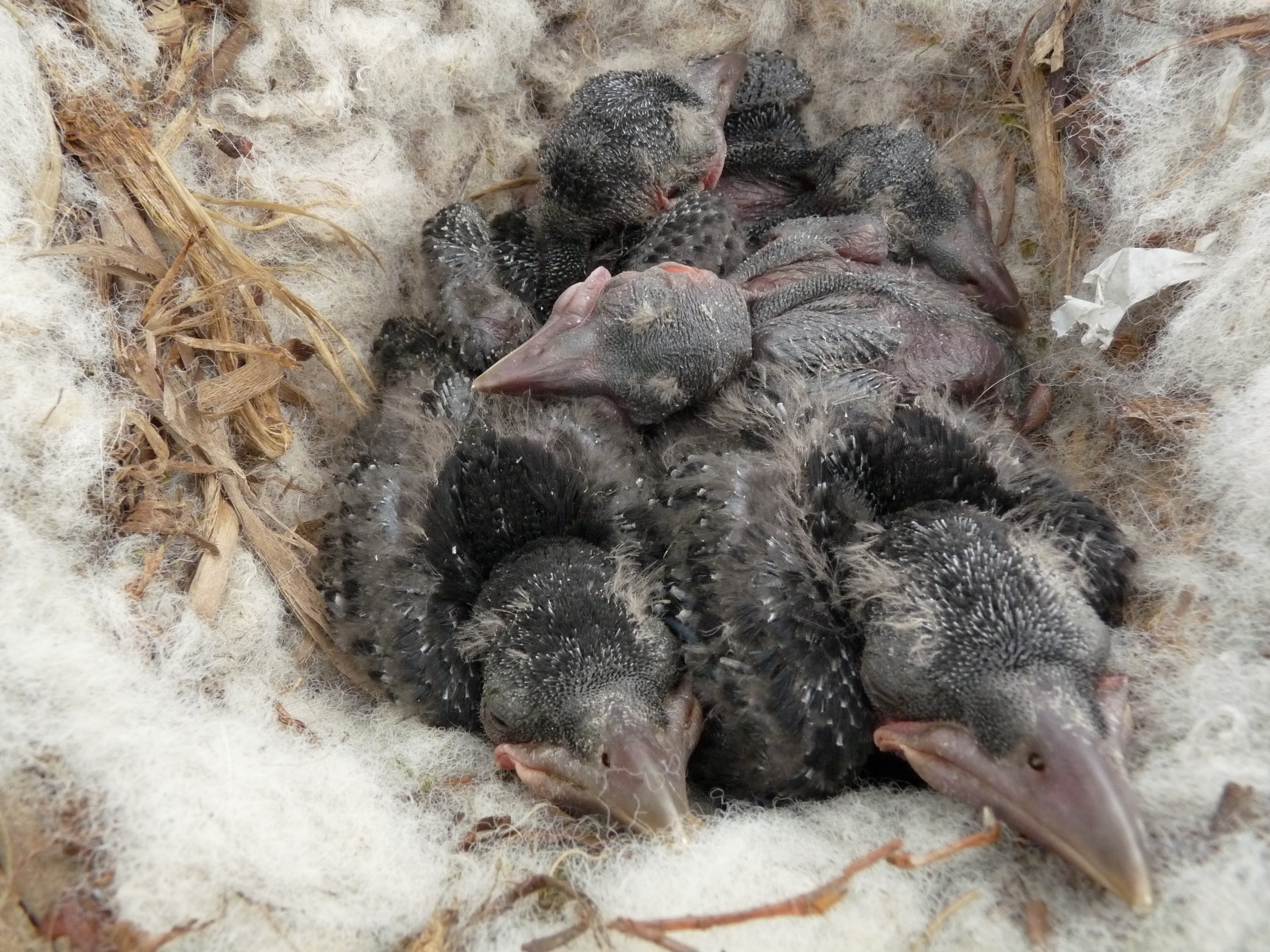
Jeunes quelques jours après l'éclosion.

Les jeunes sont des nidicoles typiques : ils naissent nus, poïkilothermes, aveugles et sourds. La femelle se charge de les couvrir pour assurer leur régulation thermique. Les coquilles d'œuf sont poussées hors du nid ou mangées. Il semble que les parents évacuent les œufs non éclos dans les premiers jours qui suivent l'éclosion des autres, voire qu'ils les mangent, sans doute pour éviter la propagation de maladies. De même, les jeunes morts en très bas âge sont poussés hors du nid et mangés.
Quelques heures après leur naissance, les jeunes commencent à quémander. La femelle régurgite dans leurs becs la nourriture apportée par le mâle, d'abord animale, puis végétale. Durant les premiers jours, les excréments sont expulsés dans des sacs fécaux emportés par les adultes. Les jeunes apprennent ensuite à faire leurs besoins hors du nid. Après deux à trois semaines, les jeunes ne sont couverts que la nuit et les deux parents assurent leur ravitaillement. Ils quittent le nid vers 31-32 jours, mais restent perchés dans les branches quelques jours avant d'apprendre à voler.
Les jeunes vivent avec leurs parents soit jusqu'à l'automne, soit jusqu'à la fin de l'hiver, avant de se disperser. Une partie plus ou moins importante des couples cesse alors de défendre son territoire. Une faible minorité de jeunes reste sur le territoire (philopatrie) et aide ses parents pour la reproduction suivante.

### Organisation sociale

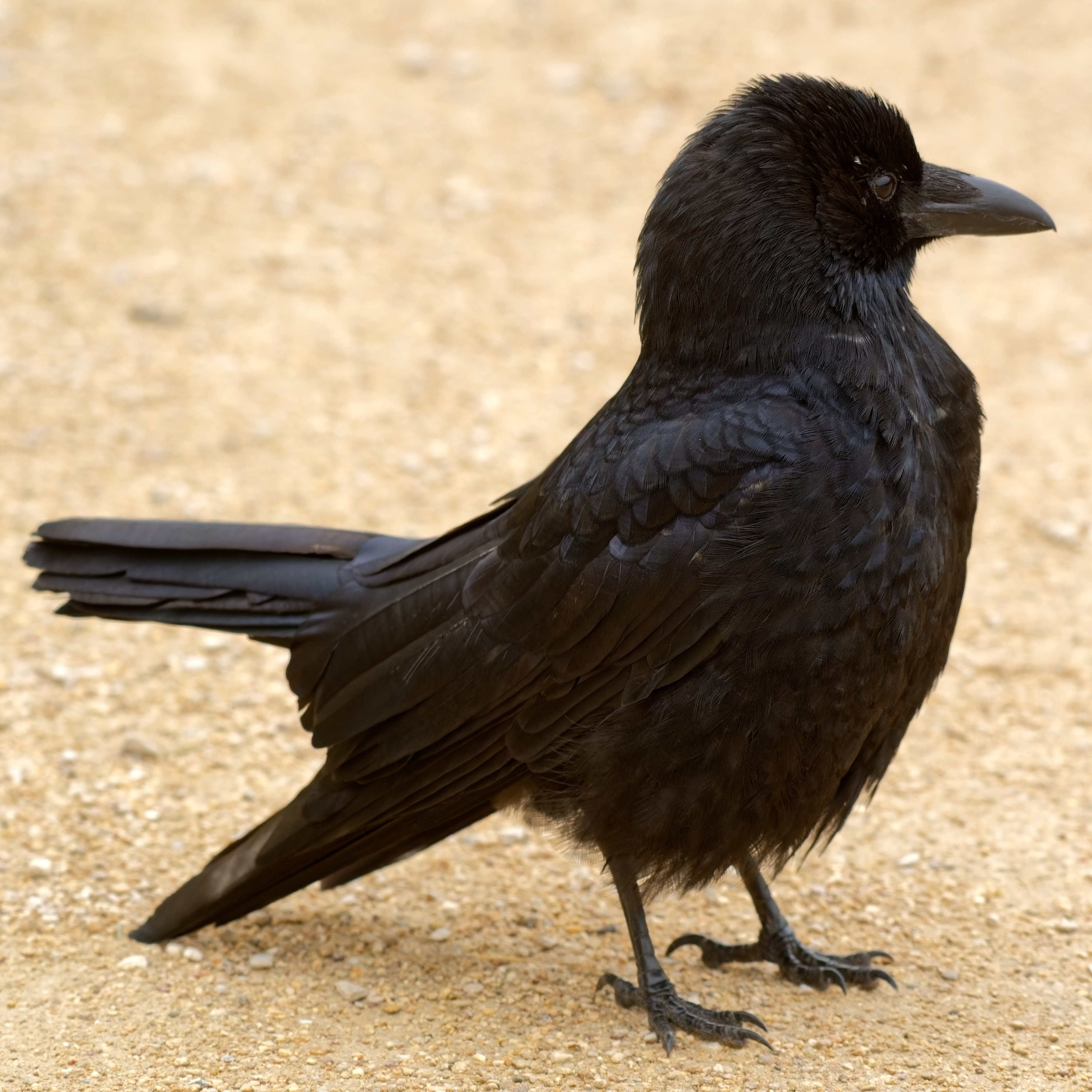
Mâle territorial plumes hérissées, ailes basses et queue relevée, en posture de défense du territoire.

#### Cas standard
La Corneille noire adulte vit en couples territoriaux. Une étude réalisée en Suisse entre 1984 et 1988 montre une densité moyenne de six couples par km2 en milieu rural, contre 36 couples par km2 en milieu urbain. Une autre étude menée à Haren, aux Pays-Bas, au début des années 1980, fait état de 2 à 10 couples par km2 en milieu rural, soit des territoires de 10 à 50 hectares par couple.
Les deux membres du couple surveillent et défendent le territoire contre les autres corneilles et parfois contre d'autres oiseaux : rapaces, autres corvidés, en particulier la Pie bavarde (Pica pica) et le Corbeau à gros bec (Corvus macrorhynchos). La défense peut passer par des vols agressifs d'intimidation ou des combats, mais elle consiste le plus souvent en postures ritualisées, dites cawing-display ou bowing-display : la corneille hérisse les plumes de la tête et du corps ; la queue étalée et les ailes légèrement tendues, elle pousse une série de croassements en levant et en baissant tout l'avant du corps, tout en clignant des yeux de sa membrane nictitante.
Les territoires peu adaptés à la reproduction sont occupés par des bandes d'immatures, d'oiseaux n'ayant pas pu trouver de partenaire et de couples adultes n'ayant pas pu se créer leur propre territoire et ne se reproduisant pas. Ces oiseaux forment le plus gros des grands groupes qu'on peut trouver dans les décharges, les lacs récemment vidés et autres sources de nourriture abondante et prévisible. Ils peuvent alors se trouver en position dominante grâce à leur nombre, alors qu'ils sont le reste du temps dominés et chassés par les oiseaux territoriaux.
Une étude menée en 2014 et 2015 auprès d'une population mixte de Corneilles noires et de Corneilles mantelées (Corvus cornix) du Jardin zoologique de Schönbrunn, à Vienne, montre qu'elles s'inscrivent dans des dynamiques de groupe de type fission-fusion : elles présentent individuellement des degrés de sédentarité et d'erratisme très variables, certaines restant dans le zoo toute l'année pendant que d'autres le visitent plus ou moins régulièrement.
Ces bandes sont souvent rejointes à l'automne par des couples territoriaux qui cessent de défendre leur territoire hors période de reproduction, pour former des dortoirs de plusieurs dizaines, centaines, voire milliers d'individus. Le rôle de ces dortoirs est encore mal connu, mais inclut la protection contre les prédateurs et le partage de chaleur. Les dortoirs peuvent accueillir d'autres espèces de corvidés, typiquement des Corbeaux freux (Corvus frugilegus) et des Choucas des tours (Coloeus monedula), mais aussi des Grands Corbeaux (Corvus corax). Ainsi, un dortoir en Cornouailles accueillait dans les années 1970 jusqu'à 150 corbeaux, 200 corneilles, 2 500 freux et 7 000 à 8 000 choucas.
En règle générale, les mâles dominent les femelles, les vieux dominent les jeunes, et à sexe et âge identique, les plus gros dominent les plus petits. Un mâle territorial dont la femelle meurt est souvent en mesure de conserver son territoire, mais l'inverse n'est pas vrai.

#### Reproduction coopérative

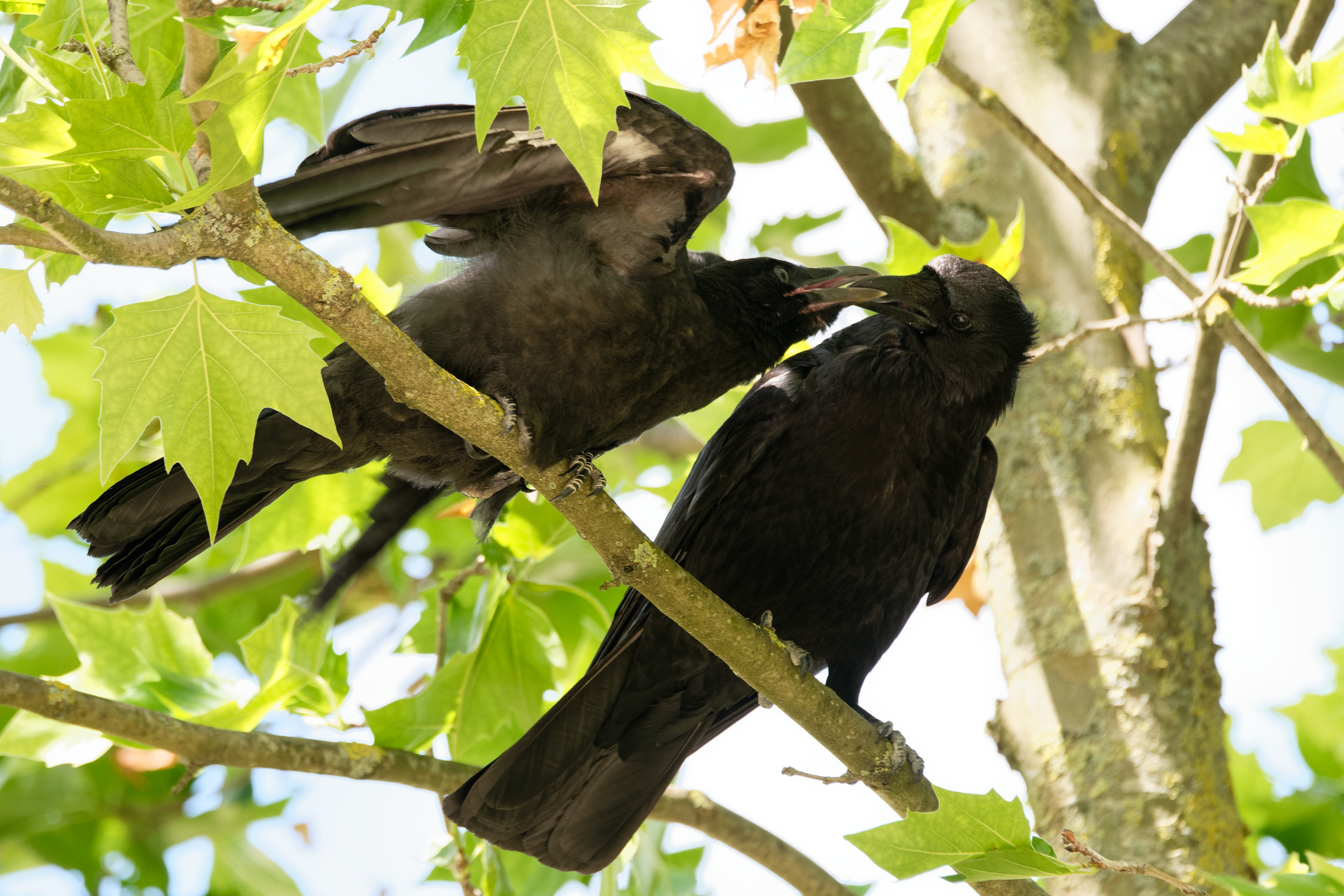
Mâle adulte (à droite) nourrissant son jeune en train de quémander (à gauche).

Des cas de territoires tenus par trois corneilles ont été signalés en Suède chez la Corneille mantelée (Corvus cornix) et dans le nord de l'Italie chez la Corneille noire. En Suisse, en zone urbaine, une étude a trouvé un aidant au nid dans trois territoires sur 33.
Dans le nord de l'Espagne, une population de corneilles pratiquant la reproduction coopérative a été découverte en 1995 : les couples de corneilles y comptent des assistants dans près de 75 % des cas, un même territoire étant tenu par jusqu'à neuf individus. Ces assistants sont à la fois des jeunes des deux années précédentes et des oiseaux immigrants apparentés au mâle du couple titulaire ; dans les deux cas, il s'agit principalement de mâles. Il semble que les jeunes restent sur le territoire parental non pas du fait de contraintes écologiques (saturation des territoires, manque de partenaires, risques liés à la dispersion post-juvénile), mais parce que leurs parents défendent leur territoire toute l'année, créant ainsi un lieu de refuge où les jeunes peuvent trouver nourriture et protection.
Les assistants participent à toutes les tâches parentales : nourrissage des jeunes et, dans une moindre mesure, défense du territoire commun, construction et entretien du nid. Certains prennent même part à la reproduction : dans une étude portant sur 57 jeunes répartis en 19 nichées, 26 % des nichées se sont avérées impliquer plusieurs pères. En comparaison, une étude dans la zone hybride avec la Corneille mantelée montre un taux de reproduction hors couple de moins de 3 % aussi bien chez les couples conspécifiques qu'hétérospécifiques.
La taille du groupe est positivement corrélée au succès de la reproduction, indépendamment de la qualité du territoire occupé. Elle permet notamment de réduire le parasitisme par le Coucou geai (Clamator glandarius) : les assistants permettent à la femelle de rester davantage au nid, limitant ainsi les occasions pour le coucou de déposer ses œufs.

### Alimentation

#### Régime alimentaire

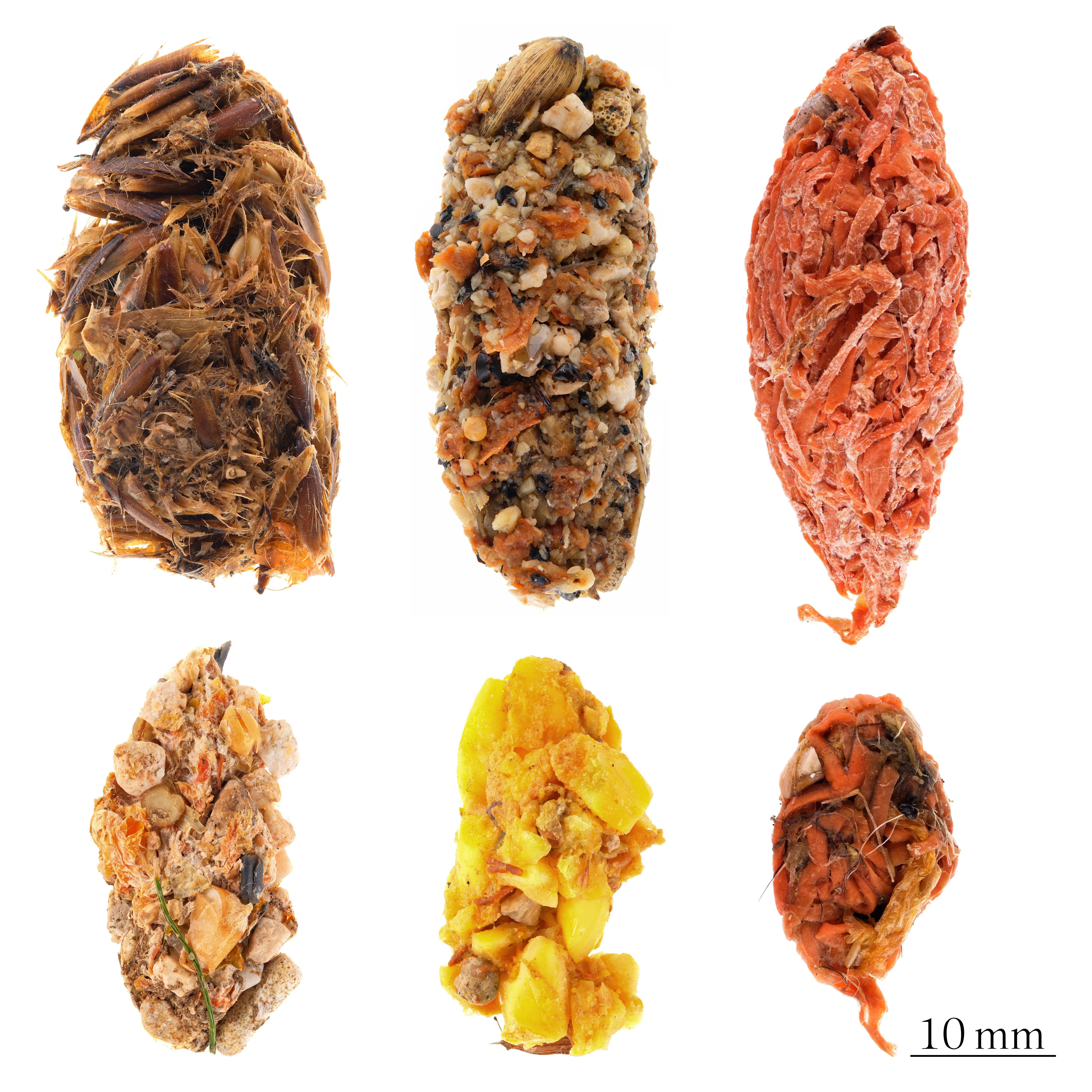
Pelotes de réjection de plusieurs corneilles, témoignant de régimes alimentaires différents.

La Corneille noire est omnivore et opportuniste. L'ornithologue Paul Géroudet remarque ainsi : « la nourriture de la Corneille noire est d'une variété extraordinaire ; il est peu d'oiseaux aussi omnivores, capables de tirer parti de tout.» Son régime alimentaire dépend donc de la région et de la saison. Il a été étudié par l'observation, l'analyse du gésier, de l'estomac et des pelotes de réjection.
Elle apprécie les graines, surtout les céréales (blé, avoine, orge, maïs) en germination ou glanées après la moisson. Selon la saison, elle recherche les baies et fruits, notamment les cerises, prunes, poires, pommes, raisins ou noix. Elle se nourrit également d'insectes (essentiellement des coléoptères), vers de terre et araignées, de petits mammifères, reptiles et batraciens. Elle pille les œufs et tue les poussins dans les nids d'autres passereaux, d'oiseaux d'eau, voire de rapaces. Elle tire parti des cadavres d'animaux, notamment tués par les voitures. Elle peut également s'en prendre à des oiseaux blessés ou malades, jusqu'à la taille d'une perdrix. Sa prédation d'ablettes et de jeunes perches est documentée sur le Léman. Elle chasse les oursins au Japon (espèces Strongylocentrotus intermedius et Mesocentrotus nudus) et en Bretagne (espèce Echinocardium cordatum). En milieu urbain, la Corneille noire s'appuie largement sur la nourriture anthropogène : poubelles ou décharges à ciel ouvert.
Une étude réalisée au début des années 1980 dans le bocage limousin montre une ration quotidienne de 61 à 83 g selon la période de l'année, équivalent à 517 à 645 kJ. En captivité, elle requiert environ 130 g de nourriture végétale et 25 g de nourriture animale par jour. En hiver, la recherche de nourriture occupe toute la journée, alors que le nourrissage est plus rapide le reste de l'année, permettant à la corneille de vaquer à d'autres activités.
À l'instar des autres corvidés, la Corneille noire a besoin de boire régulièrement pour s'hydrater. Elle le fait en prélevant l'eau avec son bec, puis en relevant la tête.
Comme la plupart des oiseaux, la Corneille noire rejette des pelotes contenant les restes non digérés de son alimentation : enveloppe de graines, restes déchiquetés d'invertébrés et de vertébrés, souvent de petits cailloux ayant servi à broyer les aliments dans le gésier. Ces pelotes sont de forme ovale ; elles mesurent 30 à 70 mm pour un diamètre de 10 à 20 mm.

#### Techniques de capture
Ses techniques de capture sont très variées : à l'aide de son bec, elle explore l'herbe à la recherche d'invertébrés, retourne méthodiquement pierres, feuilles ou branchettes au sol, harponne les batraciens dans les mares, élargit les trous pour en tirer les vers de terre ou les larves, ou creuse le sol. Elle attrape les insectes en vol, suit les charrues dans les champs en quête de vers blancs et de campagnols et, sur les pelouses, arrache l'herbe pour déterrer des larves de hannetons. Lorsque la végétation est peu abondante, ou lorsqu'elle peut se poser sur des fils électriques, elle repère plus facilement des nids d'oiseaux au sol, lui permettant d'accéder à des nichées de canards, faisans, foulques, perdrix ou vanneaux. Exceptionnellement, elle a été observée plongeant dans l'eau pour pêcher,. Elle mange les insectes collés à l'avant des voitures. Elle ouvre les fruits à coque et les mollusques en les prenant dans son bec et les laissant tomber, en vol, au-dessus d'une surface dure pour les briser. Au Japon, elle a été vue déposant des noix devant les roues de voitures au feu rouge et les mangeant après passage des véhicules.
Elle pratique le cleptoparasitisme : elle peut voler la nourriture trouvée par d'autres oiseaux moins agressifs, en particulier le Corbeau freux (Corvus frugilegus) et houspille les buses et les Autours des palombes (Astur gentilis) pour leur dérober leur proie. Bien qu'elle se nourrisse essentiellement au sol, elle peut chasser en vol, par exemple un Étourneau sansonnet (Sturnus vulgaris), un Pigeon ramier (Columba palumbus) ou une Hirondelle de rivage (Riparia riparia).
La nourriture est maintenue par une patte avant d'être fragmentée avec le bec. La nourriture trop sèche ou collante est trempée dans l'eau avant d'être consommée. Les aliments qui ne sont pas consommés immédiatement sont emportés dans le bec ou dans la poche sublinguale avant d'être cachés pour plus tard, habitude commune aux corvidés. Pour autant, la Corneille noire ne dépend pas autant de ses caches que le Geai des chênes (Garrulus glandarius) ou le Cassenoix moucheté (Nucifraga caryocatactes). Plus les conditions météorologiques sont mauvaises, plus elle compte sur les caches qu'elle a précédemment constituées. Plus rarement, elle a été observée transportant de la nourriture dans ses pattes,.

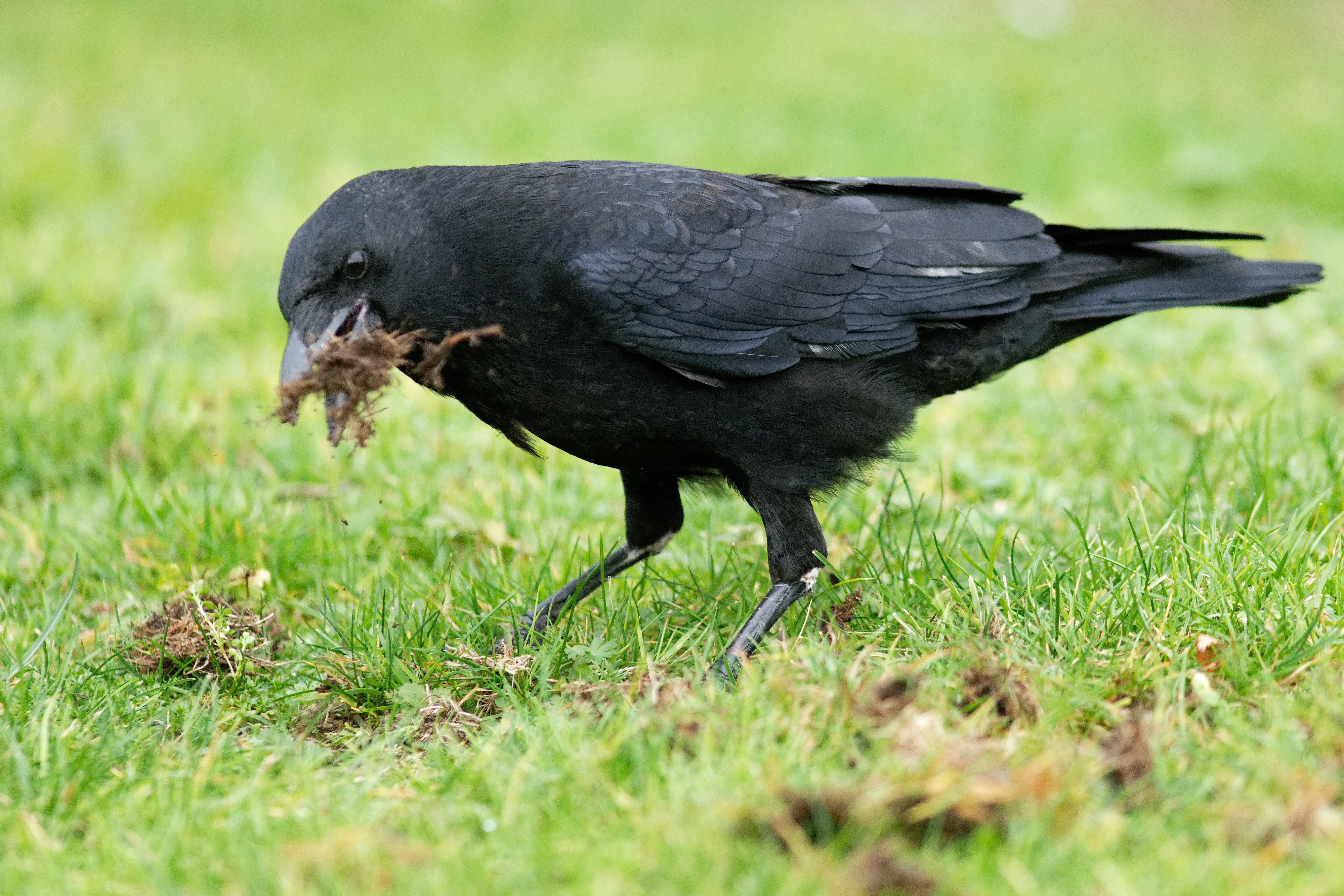
Corneille retournant une pelouse.
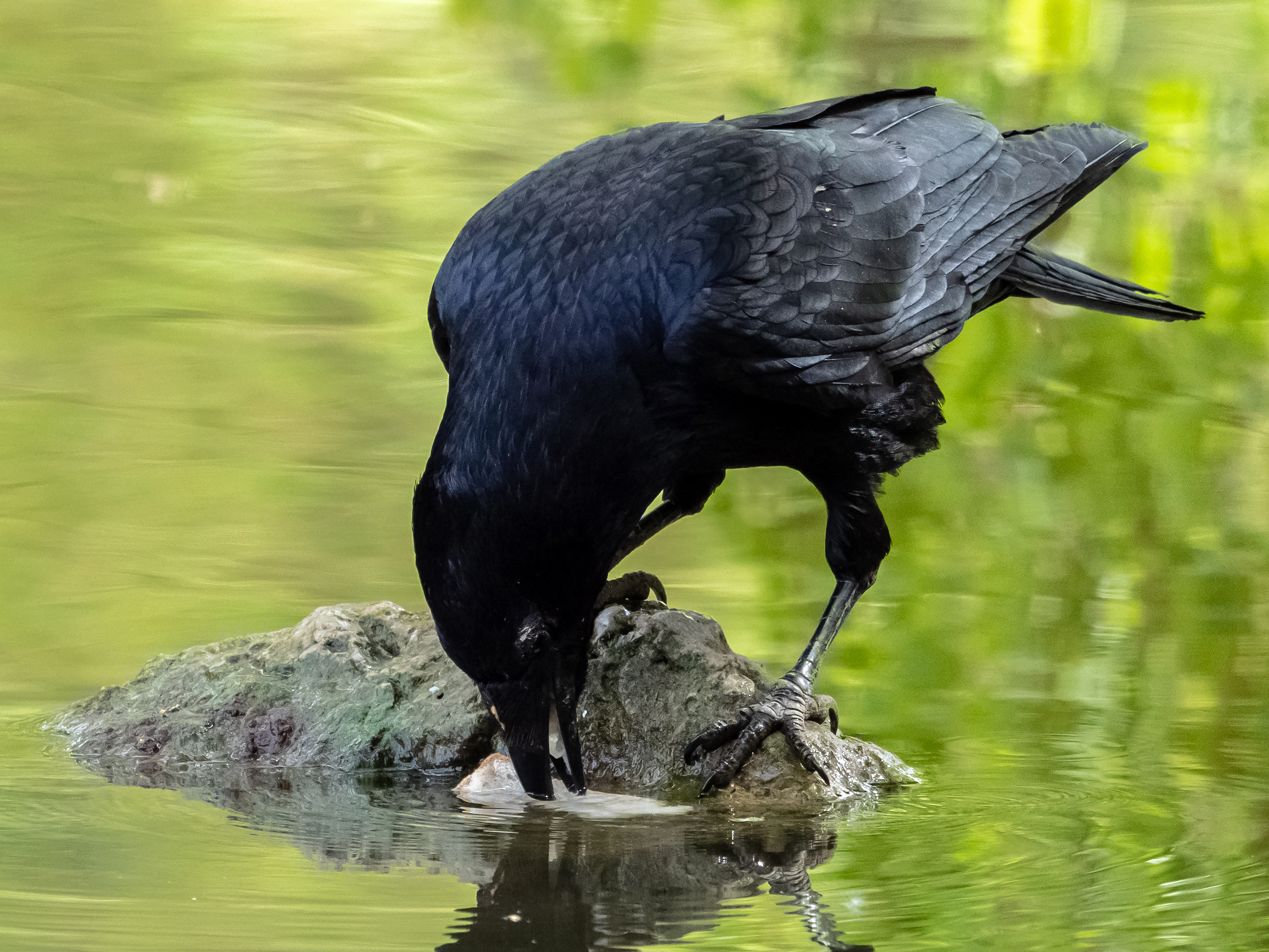
Corneille mangeant du pain de mie après l'avoir trempé.
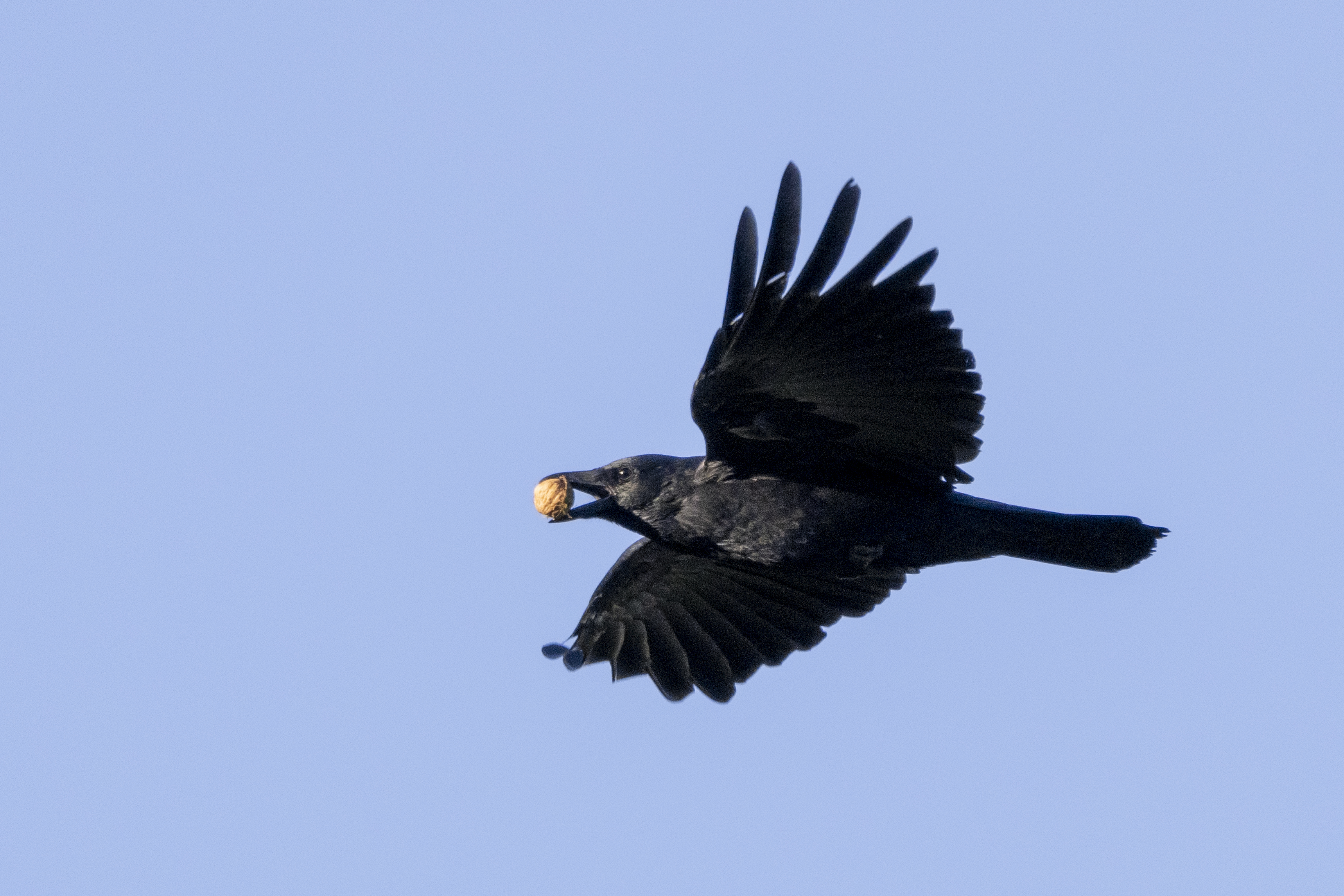
Corneille transportant une noix dans son bec.
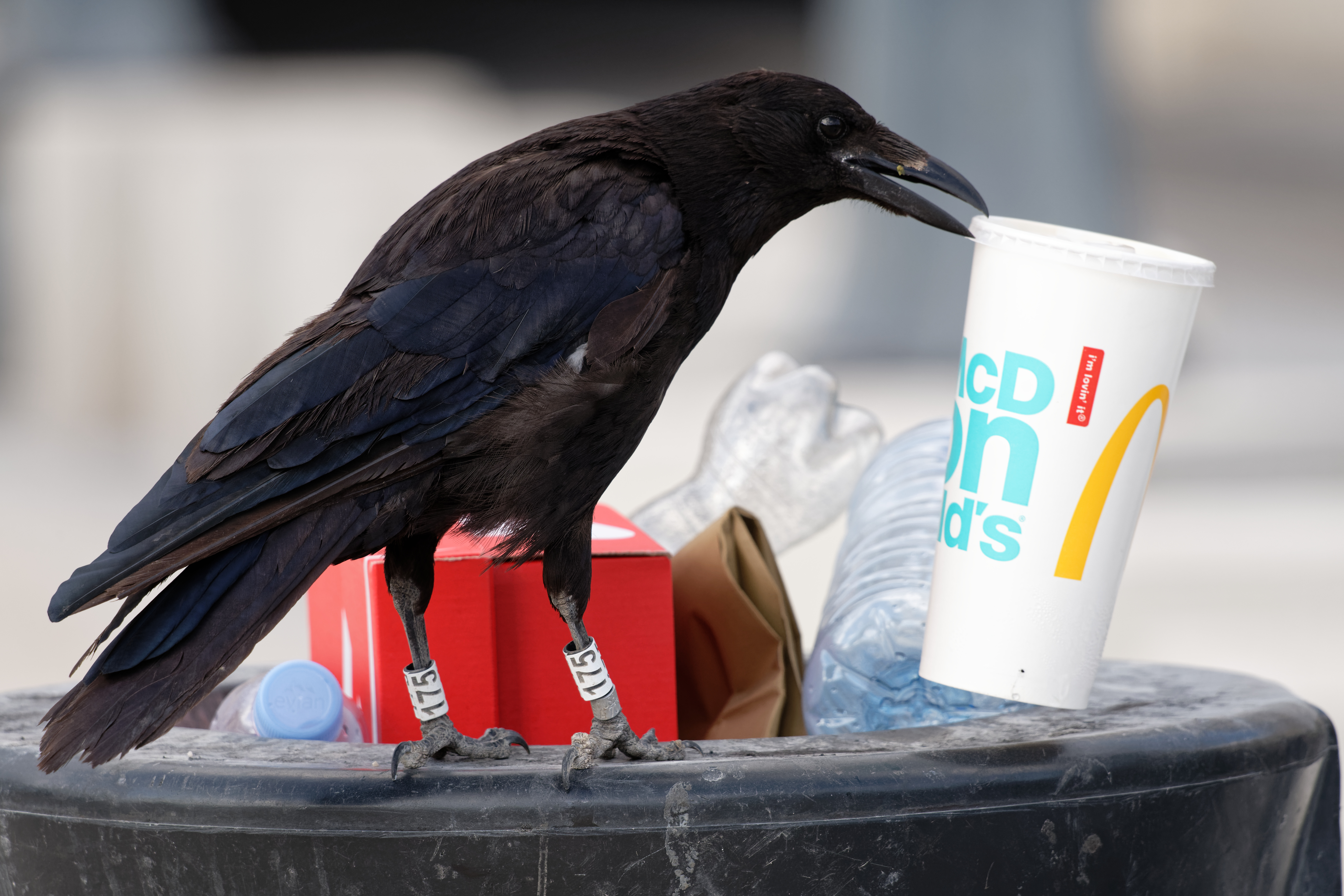
Corneille fouillant une poubelle.

### Soin du plumage
Comme tous les oiseaux, la Corneille noire consacre une partie importante de la journée à sa toilette : à l'aide de son bec, elle stimule sa glande uropygienne, puis se lisse les plumes pour arranger son plumage et enlever une partie de ses ectoparasites. Pendant la mue, la toilette permet d'ôter les plumes usées en train de tomber et de débarrasser les plumes en formation de leur étui. La Corneille noire se gratte la tête de manière indirecte, en abaissant l'une de ses ailes et en passant la patte par-dessus l'épaule. Ce grattage sert entre autres à transférer l'huile sécrétée par la glande uropygienne du bec vers les pattes, puis les plumes de la tête. Le toilettage réciproque est utilisé entre membres du couple et chez les juvéniles entre membres de la fratrie ; il se concentre sur les zones de la tête et de la nuque que l'oiseau ne peut pas atteindre avec son propre bec.
La Corneille noire ne pratique pas les bains de poussière, mais se baigne régulièrement dans l'eau. Pour ce faire, elle se place dans de l'eau peu profonde ou se perche sur un objet submergé, comme une branche, puis elle plonge la tête dans l'eau et la secoue vigoureusement de gauche à droite tout en battant des ailes et de la queue, de sorte à s'asperger complètement. Après avoir pris son bain, elle part vers un endroit sûr pour s'ébrouer.
La corneille peut recourir au bain de fourmis pour se débarrasser des hôtes indésirables dans son plumage. Le formicage actif consiste à prélever une ou quelques fourmis avec le bec et à se toiletter avec ; dans le formicage passif, la corneille se contente de s'asseoir sur des fourmis, ailes éployées, et à se laisser envahir. La fonction de cet exercice n'est pas totalement comprise, mais il semble que les oiseaux utilisent l'acide formique produit par les fourmis attaquées pour se débarrasser des parasites de leur plumage.

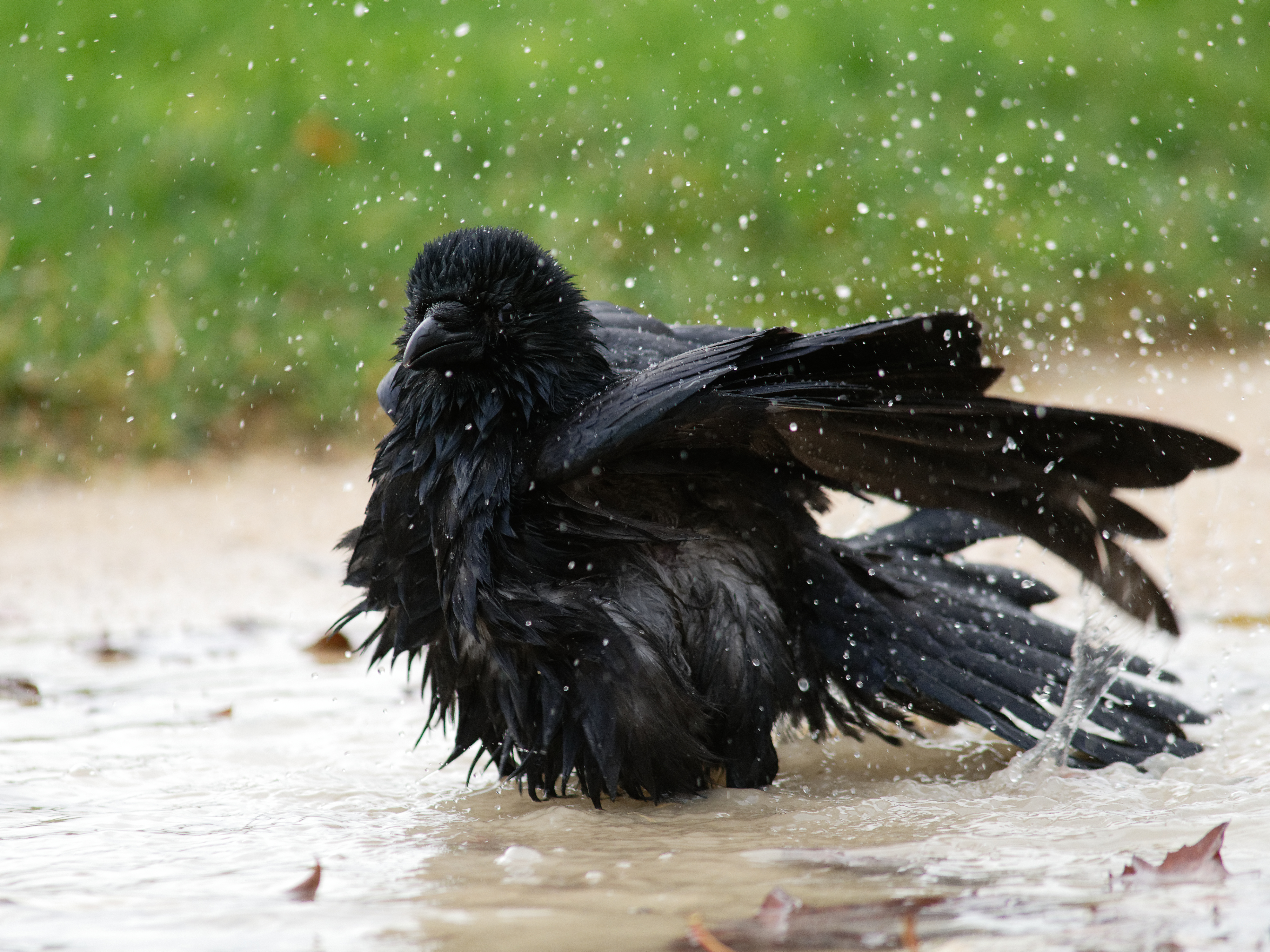
Bain dans une flaque.
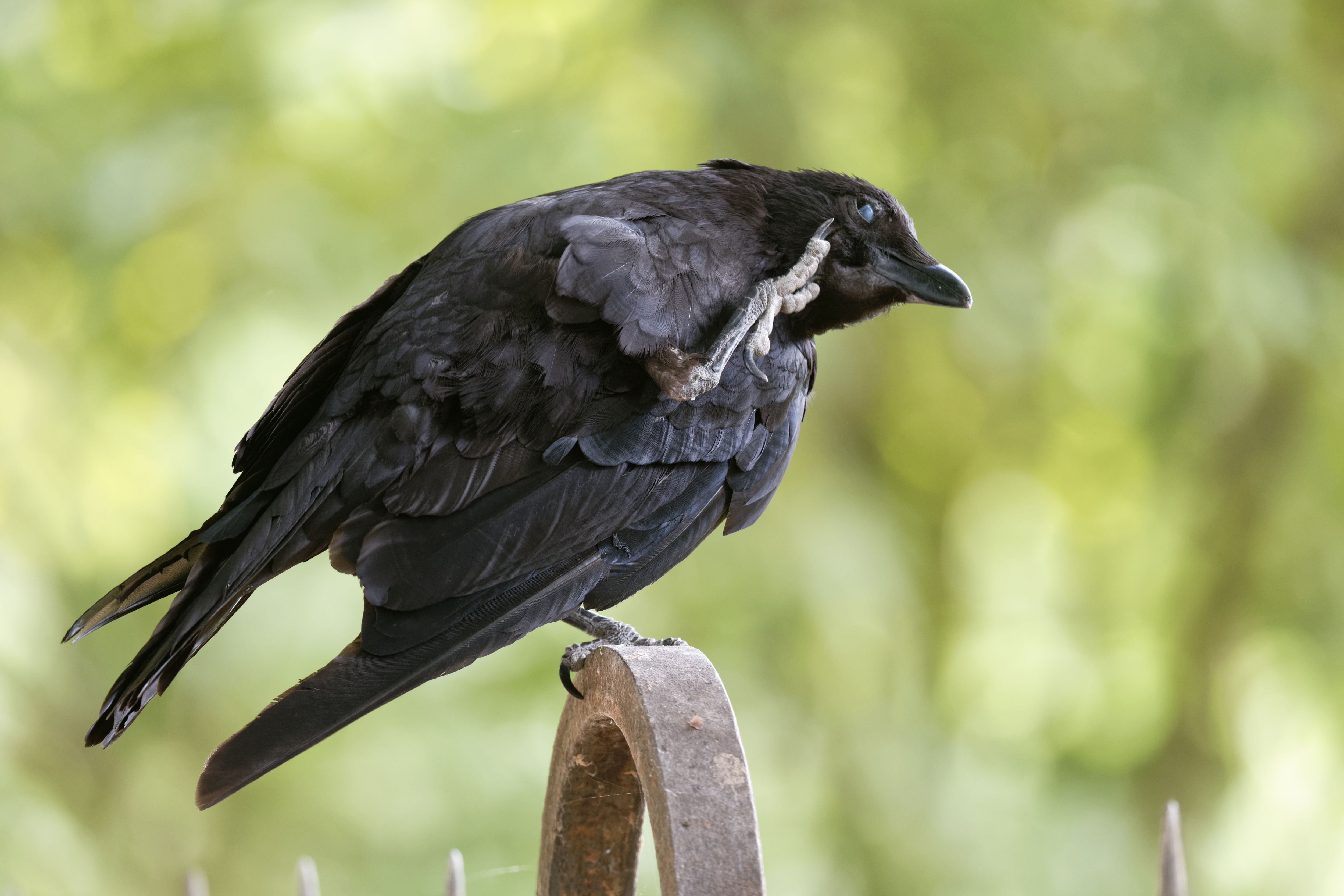
Séance de grattage.
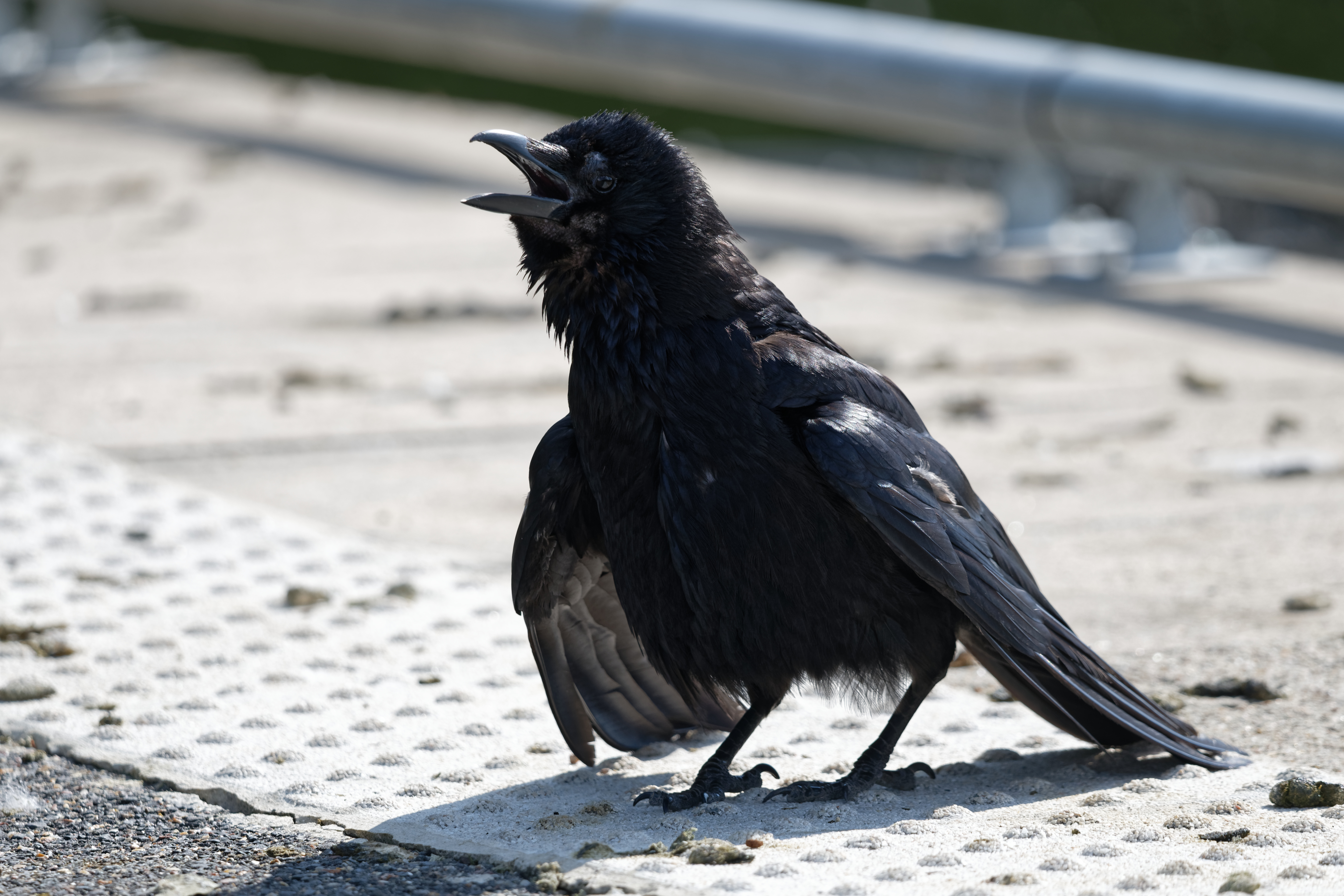
Bain de soleil.
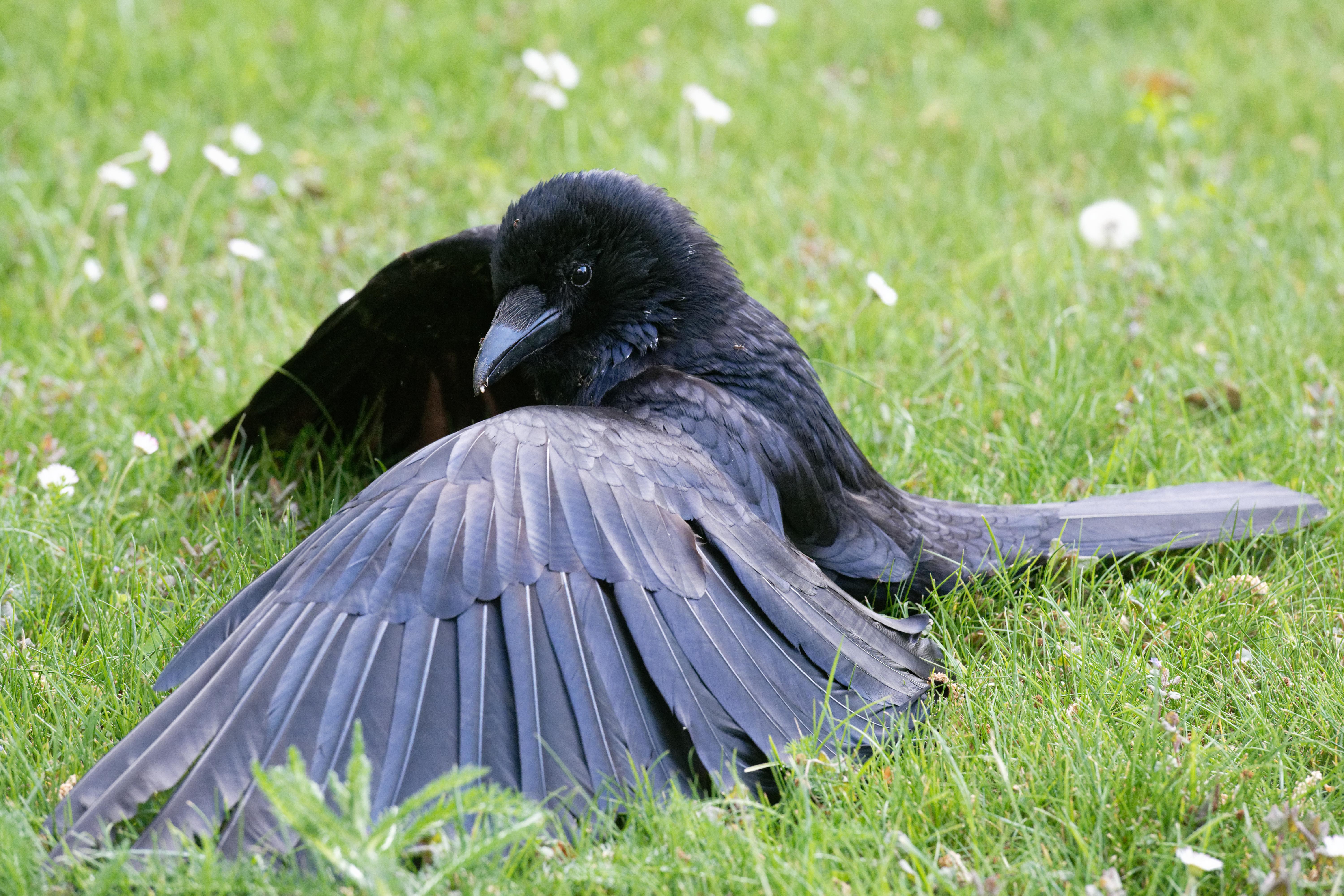
Bain de fourmis (formicage).

### Voix
La Corneille noire est un oiseau bavard. Comme toutes les espèces du genre Corvus, elle produit des cris qualifiés de croassements,, habituellement décrits comme rauques et sonores.
Pour autant, elle possède un répertoire riche et varié. Une étude menée dans le Leicestershire, en Angleterre, a collecté près de 1 100 cris auprès d'une population stable de corneilles nichant dans un paysage de terres agricoles et de pâturages. Ces enregistrements allaient du cri simple à la série de onze croassements, chaque cri durant de 150 ms à 1 s et la majorité étant composés de cris dits « structurés », c'est-à-dire similaires et émis à intervalles réguliers. L'analyse de leurs spectrogrammes a permis de distinguer six grands types de cris.
Le cri typique est un kraaa sonore et dur, produit par séquences, qui peut être accompagné de hochements de la tête, cou tendu (bowing display). Parmi les autres cris fréquents figurent un cri émis à ton constant, comparable à un klaxon, ou encore un cloc cloc cloc qui semble émis uniquement par les femelles. On parle parfois de chant pour désigner un monologue composé de cris émis à volume plus faible, qui semble n'être produit que par les immatures et les femelles posées. Les jeunes en train de quémander et les femelles en période d'incubation produisent des aaa aaa bruyants et nasillards, qui rappellent, en plus profond, le cri homologue du Geai des chênes (Garrulus glandarius).
Les observateurs rapportent une variation géographique dans les cris, avec une grande différence par exemple entre les corneilles de Cornouailles, en Angleterre, et celles d'Espagne.
Comme d'autres corvidés, mais de manière moindre, la Corneille noire possède des talents d'imitation vocale. Ainsi, un individu a été enregistré au cimetière du Père-Lachaise en train d'imiter une sirène deux-tons. L'imitation de la voix humaine est un phénomène attesté, mais seulement chez les oiseaux en captivité.
Sur le plan physiologique, la Corneille noire possède, comme tous les Oscines (oiseaux chanteurs), des régions cérébrales spécialisées dans la production de vocalisations complexes : les noyaux du chant. Elle est capable de contrôler volontairement ses émissions vocales : en utilisant la méthode du conditionnement opérant, des chercheurs ont pu apprendre à trois individus à croasser, ou au contraire à se réfréner de le faire, en réponse à des stimulus arbitraires. Ses croassements ne sont donc pas une simple réponse automatique à des états émotionnels.

### Capacités cognitives

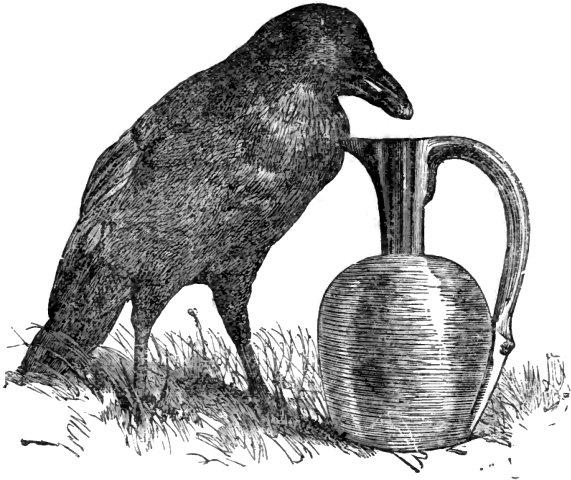
La Corneille et la cruche, fable mettant en avant l'intelligence des corneilles. Illustration par Harrison Weir de l'édition de George Fyler Townsend.

L'intelligence des corneilles est connue depuis l'Antiquité. À la fin du VIIe et le début du VIe siècle av. J.-C., le Grec Ésope montre dans l'une de ses fables une corneille assoiffée trouvant une cruche contenant un peu d'eau. Elle jette dans la cruche des cailloux pour faire monter le niveau d'eau et ainsi s'abreuver — à l'époque moderne, l'expérience a été reproduite avec succès avec le Corbeau freux (Corvus frugilegus) — et est fréquemment utilisée pour mieux comprendre le concept de causalité chez l'animal, mais aussi le jeune enfant.
Malgré tout, l'intelligence des oiseaux en général a longtemps été considérée comme négligeable. À la fin du XIXe siècle et au début du XXe, la faible taille, dans l'absolu, du cerveau aviaire et son absence de cortex ont porté à croire que les oiseaux étaient incapables de fonctions cognitives supérieures. La recherche s'est donc concentrée sur les mammifères et en particulier les primates non-humains. Des travaux ultérieurs ont montré que le pallium des oiseaux était analogue au cortex des vertébrés et que la densité en neurones des passereaux et des perroquets était supérieure à celle des mammifères.
Comme les autres corvidés, la Corneille noire possède des capacités cognitives particulièrement développées : les corvidés sont la famille d'oiseaux présentant la taille de cerveau la plus importante proportionnellement à leur taille, ce qui leur a attiré le sobriquet de « singes à plumes ». Ils constituent désormais une cible majeure pour la recherche en cognition animale et en éthologie.

#### Fonctions exécutives
La mémoire de travail de la Corneille noire a été testée en laboratoire : dans une expérience initialement conçue pour des Macaques rhésus (Maccaca mulatta), elle a été capable de se souvenir d'une image parmi plusieurs présentées, avec une excellente performance jusqu'à quatre images. Dans la nature, la Corneille noire combine mémoire de travail et mémoire spatiale pour se remémorer ses caches de nourriture, même si elle se définit comme un cacheur modéré, c'est-à-dire qu'elle ne dépend pas de ses caches pour survivre, par opposition à d'autres corvidés comme le Geai des pinèdes (Gymnorhinus cyanocephalus) ou le Geai de Steller (Cyanocitta stelleri).
La Corneille noire est capable d'inhibition, c'est-à-dire qu'elle peut réfréner ses impulsions. Dans plusieurs expériences, elle a été capable d'attendre jusqu'à dix minutes face à une nourriture de qualité médiocre (par exemple, un morceau de pain), pour obtenir une nourriture de qualité supérieure (par exemple, du fromage, de la saucisse ou des grains de raisin). Sa performance sur ce point est comparable à celle des primates, si ce n'est qu'à la différence de ces derniers, la corneille tend à cacher la nourriture médiocre en attendant la meilleure nourriture, sans doute pour éviter d'être distraite. En revanche, elle n'attend pas pour obtenir une quantité supérieure de nourriture, contrairement aux primates et au chien.
Elle fait preuve de flexibilité cognitive, c'est-à-dire qu'elle est très adaptable à son environnement, comme en témoigne sa grande plasticité écologique. Comme tous les corvidés, elle combine néophobie, grandes capacités d'exploration et haut degré d'innovation comportementale. En laboratoire, des Grands Corbeaux (Corvus corax) et des hybrides de Corneille noire et de Corneille mantelée (Corvus cornix) ont été confrontés à un dispositif, initialement conçu comme un jeu pour perroquets, où l'oiseau doit résoudre une énigme pour accéder à la récompense alimentaire cachée à l'intérieur. 50 % des individus des deux espèces sont parvenus à obtenir la récompense dans le temps imparti et la réussite s'est avérée corrélée à la tendance de chacun à explorer son environnement.

#### Cognition physique
Plusieurs espèces de corvidés sont capables de manipuler, voire de fabriquer des outils, que ce soit dans la nature pour le Corbeau calédonien (Corvus moneduloides) ou en laboratoire pour le Corbeau freux (Corvus frugilegus), ce qui a pu laisser penser que tous les corvidés partageaient cette capacité. Toutefois, une expérience a montré que sur 23 Corneilles noires sauvages, seules sept pouvaient être familiarisées avec le dispositif, consistant en un morceau de viande coincé dans un tube de plexiglas transparent, dont il ne peut être extrait qu'à l'aide d'un petit bâton posé à proximité. Contrairement aux attentes des scientifiques, aucune des corneilles n'a spontanément utilisé le bâton, même quand il était pré-inséré dans le tube.
La Corneille noire fait partie des espèces de corvidés qui comprennent la permanence de l'objet, c'est-à-dire le fait qu'un objet ne disparaît pas quand on ne le regarde pas. Une série d'expériences de plus en plus complexes réalisées sur de jeunes corneilles, motivées par la recherche d'un ver de farine — larves de Ténébrion meunier (Tenebrio molitor) —, montre qu'elles maîtrisent jusqu'au stade 6 de l'échelle proposée par Jean Piaget, c'est-à-dire les déplacements invisibles, opérés hors de leur champ de vision. De même, elles sont capables de raisonnement par exclusion. Dans une expérience, des corneilles ont été mises en présence de deux gobelets retournés, l'un recouvrant de la nourriture (une croquette pour chien) et l'autre non. L'expérimentateur soulève ensuite le gobelet sans contenu. Les corneilles s'avèrent capables d'utiliser cette information pour sélectionner l'autre gobelet, contenant la nourriture, avec un taux de succès moindre que les Grands Corbeaux (Corvus corax), mais supérieur aux kéas (Nestor notabilis) et aux Choucas des tours (Coloeus monedula). Cette capacité pourrait être liée aux pratiques de cache de la Corneille noire.
Les corneilles possèdent des compétences numériques avancées, dénotant une forme d'abstraction. Comme beaucoup d'oiseaux, elles sont capables de comparer des ensembles dénombrables, ce qui leur sert dans la nature pour cacher de la nourriture, combattre le parasitisme de couvée ou communiquer. Elles peuvent également différencier des quantités continues, comme la longueur ou la durée. Ainsi, des chercheurs ont appris à deux corneilles à choisir soit la ligne la plus courte, soit la plus longue, dans un ensemble de lignes qui leur sont montrées aléatoirement. En revanche, elles se sont montrées incapables de sélectionner la ligne intermédiaire. Dans une autre expérience, deux corneilles ont pu fournir un nombre précis de coups de bec en réponse à un nombre, compris entre 1 et 5, qui leur était présenté, soit sous la forme de points, soit sous la forme de chiffres arabes. Pendant cette tâche, elles ont été examinées par des chercheurs qui ont mis en évidence des neurones associés aux nombres dans le nidopallium caudolatéral des oiseaux. En exploitant ces compétences numériques avancées et le contrôle volitionnel qu'exercent les corneilles sur leurs vocalisations, des chercheurs leur ont appris à compter à haute voix, c'est-à-dire à produire un à quatre croassements en réponse à des signaux arbitraires associés à des nombres.

#### Cognition sociale

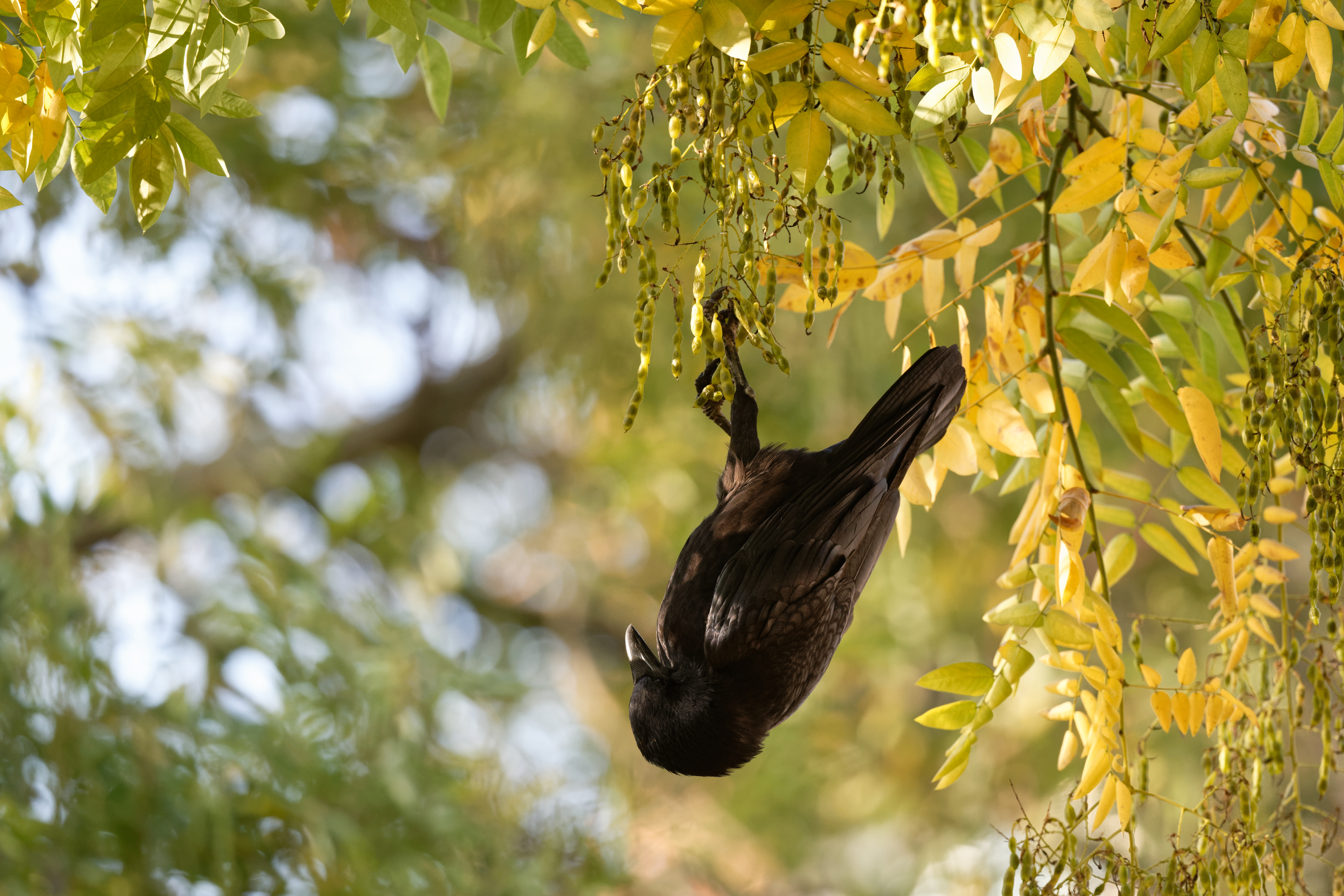
Au bois de Vincennes, Corneille noire suspendue par une patte.

La Corneille noire est capable de reconnaître individuellement les individus de son espèce, un prérequis important pour nouer les relations sociales complexes dont elle fait preuve. Dans une expérience, six Corneilles noires ont appris à reconnaître des photos de corneilles qui leur étaient inconnues, puis ont su les identifier parmi de nouvelles photos.
Une autre expérience a montré qu'elles savent reconnaître le profil d'une autre corneille ou d'un humain, que la photo soit à l'endroit ou à l'envers (inversion haut-bas). L'absence de l'effet d'inversion des visages, présent chez les humains, suggère que la Corneille noire ne se fonde pas sur la tête de ses congénères pour les reconnaître, mais sur l'ensemble du corps, ou encore qu'elle utilise des différences de plumage qui seraient visibles dans l'ultraviolet mais non dans le spectre visible. Il est également possible que les corneilles ne possèdent pas de circuits neuronaux destinés à l'analyse des visages, comme c'est le cas chez certains primates.
Comme sa proche parente, la Corneille d'Amérique (Corvus brachyrhynchos), la Corneille noire se montre donc capable de reconnaître des êtres humains particuliers,. Un chercheur baguant des corneilles à Paris témoigne ainsi qu'elles le reconnaissent et donnent l'alerte dès qu'il se montre, y compris lorsqu'il porte un masque chirurgical.
En revanche, la Corneille noire échoue de manière répétée au test du miroir, censé évaluer la perception de soi au travers de la capacité d'un individu à se reconnaître dans un miroir,. De fait, parmi les nombreuses espèces de corvidés testées, seules deux ont réussi ce test : la Pie bavarde (Pica pica) et le Corbeau familier (Corvus splendens). Dans les deux cas, ces résultats n'ont pas pu être reproduits par la suite,. Ces échecs montrent que les critères considérés comme des prérequis — coefficient d'encéphalisation élevé, complexité sociale importante et capacités cognitives avancées — ne sont pas suffisants pour la réussite au test du miroir et contribuent aux critiques à son encontre.
Les corvidés sont les oiseaux présentant les formes de jeu les plus complexes, incluant le jeu avec des objets (objets emportés dans les airs, lâchés puis rattrapés en vol), les jeux aériens, la baignade, les croassements, les vocalisations, les interactions avec d'autres espèces, les glissades et les jeux dans la neige,.

### Morbidité et mortalité

#### Prédateurs

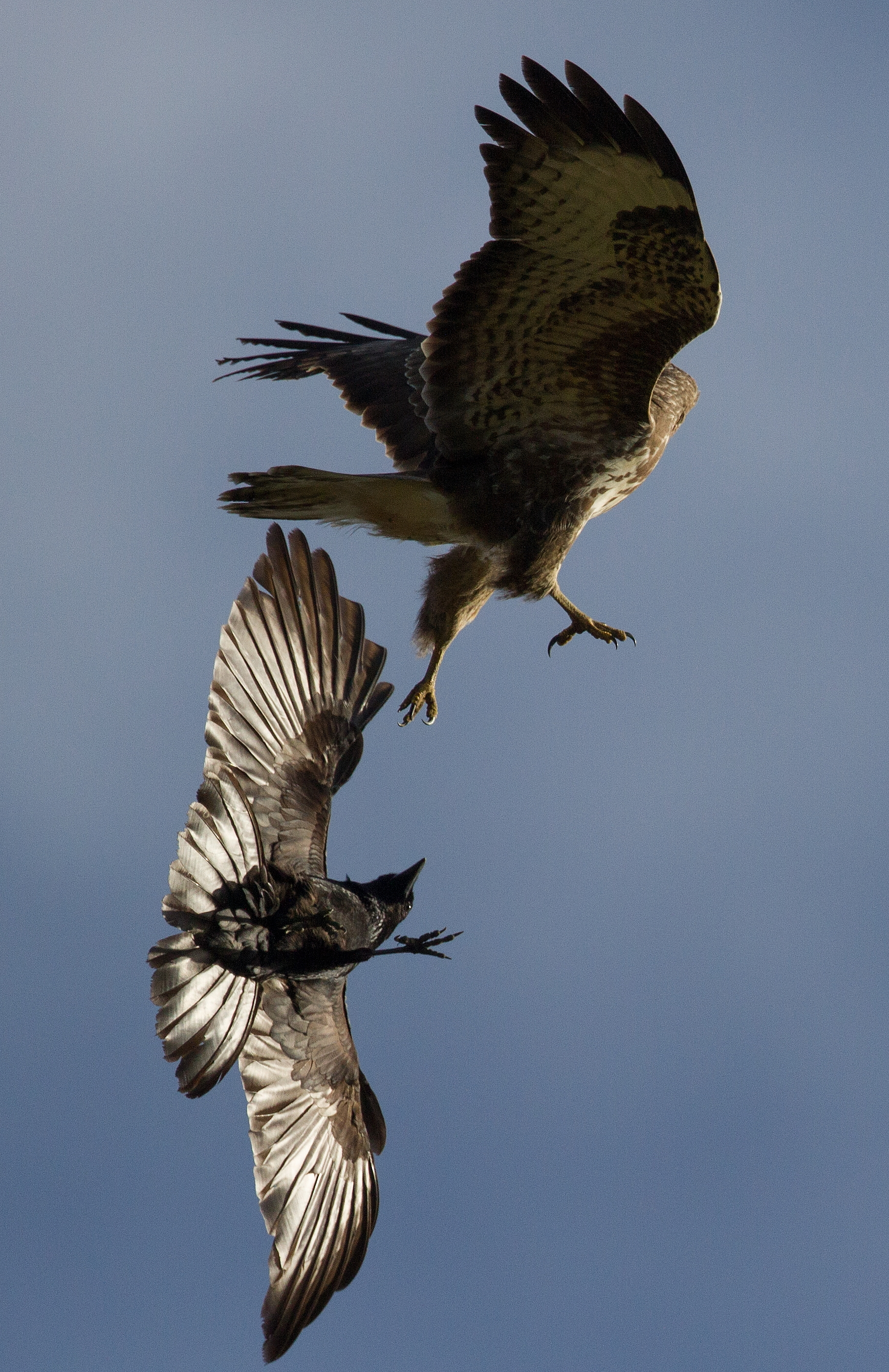
Attaque d'une Buse variable au pays de Galles.

Peu d'animaux menacent réellement une corneille adulte : le plus important prédateur de la Corneille noire est l'être humain. Au-delà, ses principaux ennemis sont les rapaces, en particulier l'Autour des palombes (Astur gentilis) et le Hibou grand-duc (Bubo bubo). La mortalité reste toutefois modeste : une étude allemande publiée en 1939 montre les restes de 93 Corneilles noires et 133 Corneilles mantelées à proximité de 138 nichées de Hibou grand-duc,. Selon une autre étude allemande publiée en 1964, on trouve 91 Corneilles noires et deux Corneilles mantelées sur 3 875 restes relevés en dix ans dans le territoire d'un couple d'Autours des palombes,.
Confrontée à l'un de ses ennemis, la Corneille noire prend généralement de l'altitude pour se placer au-dessus du rapace et derrière lui,. Depuis cette position, elle l'intimide en piquant sur lui, parfois en tentant de le frapper à coups de bec ou de pattes. On parle de houspillage, un comportement que la Corneille noire adopte également vis-à-vis de prédateurs moins sérieux, comme des mammifères terrestres, tels le Renard roux (Vulpes vulpes) ou d'autres rapaces : Milan noir (Milvus migrans), Buse variable (Buteo buteo), Aigle botté (Hieraaetus pennatus) ou Épervier d'Europe (Accipiter nisus). La corneille peut même attaquer des animaux qui ne présentent pas de danger pour elle, comme le Héron cendré (Ardea cinerea), sans doute parce qu'ils ressemblent à des oiseaux de proie.
Le houspillage se confond parfois avec le cleptoparasitisme : la Corneille s'en prend souvent à des faucons ou des milans qui transportent de la nourriture. De même, le Héron cendré a tendance à cracher ses proies quand il est houspillé. Le houspillage se fait plus agressif et plus persistant quand la corneille est en saison de reproduction, en particulier quand elle a des jeunes au nid.
Les mammifères terrestres ne représentent pas une menace sérieuse pour un animal capable de vol, mais des comportements de Renard roux feignant la mort pour attraper des corneilles par surprise ont été rapportés.
La Corneille noire peut être tuée par une proie qui se défend, comme cette corneille noyée par un groupe de Foulques macroules (Fulica atra) ou celle tuée par un héron qui défendait probablement son nid.
Si les affrontements entre Corneilles noires sont fréquents, il est rare qu'ils aillent jusqu'à la mort d'une d'entre elles. Elles se montrent toutefois très agressives pour protéger leur nid lors de la période de reproduction. En 1970, un observateur rapporte un combat d'une vingtaine de minutes à Fitzroy Square, un petit parc au centre de Londres, où le mâle résident, encouragé par sa femelle, pourchasse un intrus avant de l'achever à coups de bec au crâne. En février 2018, un Genevois observe sur les toits face à ses fenêtres une corneille poursuivie à coups de becs par deux autres individus, le tout sous les yeux de 40 à 50 conspécifiques, dont certains très agités. La victime finit par tomber au sol et meurt peu après de ses blessures. Comme dans l'exemple londonien, il est probable que la forte densité en nids induite par l'habitat urbain aggrave la violence des altercations.

#### Longévité
L'Antiquité gréco-romaine considère la corneille comme un oiseau vivant très longtemps : plusieurs générations d'hommes,. En réalité, la plus grande longévité enregistrée sur une Corneille noire baguée en Europe continentale est de 20 ans et 2 mois pour un oiseau vivant, suivie par 17 ans et 10 mois pour un oiseau abattu. En Grande-Bretagne, le record, établi en 2017, est de 20 ans et 10 mois, pour un oiseau trouvé mort en East Lothian.
Le British Trust for Ornithology met en avant une durée de vie typique de 4 ans. Sur une population parisienne baguée, le taux de survie annuel des individus adultes atteint 75 %. Selon des études menées sur la Corneille d'Amérique (Corvus brachyrhynchos), dont la longévité maximum actuellement est de 14 à 16 ans dans la nature, l'abondance de la nourriture en ville a une incidence favorable sur la survie et permet d'envisager une durée de vie allant jusqu'à 40 ans pour les individus urbains.

#### Morbidité
La Corneille noire peut être l'hôte de différents parasites. Pour ce qui est des ectoparasites, une étude menée en Suisse en 1963-1964 sur 92 individus montre que 62 sont porteurs de Mallophages (poux des oiseaux), parfois massivement, avec une à quatre espèces de parasites présentes sur chaque oiseau. Parmi les espèces identifiées figurent Colpocephalum subaequale, Degeeriella varia, Myrsidea anathorax, Myrsidea cornicis et Philopterus corvi. Le plumage des corneilles peut contenir la puce qui leur est spécifique, Ceratophyllus rossittensis, la puce des poules Ceratophyllus gallinae ou la mouche des oiseaux Ornithomya avicularia. Elles peuvent également porter des tiques, comme Ixodes frontalis, une tique spécifique aux oiseaux.
Les endoparasites de la Corneille noire incluent les vers ronds Acuaria depressa, un parasite du gésier, Robertdollfusa paradoxa, un nématode qui se loge dans la chambre antérieure de l'œil, ou encore Oxyspirura mansoni, un parasite dont l'hôte intermédiaire est un cafard : après ingestion du cafard par la corneille, les larves se répandent dans le jabot et se déplacent vers l'œil, leur site final. Les jeunes au nid peuvent être atteints de syngamose, une maladie parasitaire affectant la trachée due au nématode Syngamus trachea ou être infectés par les larves de Neottiophilum praeustum.
Les corvidés, en particulier la Corneille d'Amérique (Corvus brachyrhynchos), sont particulièrement sensibles au virus du Nil occidental (Orthoflavivirus nilense) en Amérique du Nord et sont donc considérés comme espèces sentinelles pour la surveillance des Flavivirus, à la fois aux États-Unis et en Europe. En mars 2004, 80 Corneilles noires ont été trouvées mortes dans un parc de Bruxelles ; elles présentaient des symptômes cliniques similaires à une infection par ce virus. La Corneille noire peut contracter la variole aviaire, maladie extrêmement répandue chez les oiseaux et transmise par un groupe de virus du genre Avipoxvirus. Chez la Corneille noire, elle a été identifiée dès les années 1950 en Grande-Bretagne, et en 2006 au Japon, à Hokkaidō, où elle est responsable d'une augmentation significative de la mortalité de l'espèce. La Corneille noire peut également être atteinte du choléra des poules, une maladie respiratoire due au bacille Pasteurella multocida.
Sur le terrain, il est rare, mais non exceptionnel, de voir des Corneilles noires atteintes de déformations du bec. Selon les auteurs, moins de 0,5 % à moins de 1 % des oiseaux sauvages en général sont atteints de telles déformations. La prévalence de ces anomalies en Alaska, en particulier chez la Corneille d'Amérique (Corvus brachyrhynchos) et la Mésange à tête noire (Poecile atricapillus), a conduit les chercheurs à parler de trouble de la kératine aviaire, dont l'origine n'est pas connue avec certitude.
Les zones non plumées de la Corneille noire, en particulier les pattes, peuvent être plus ou moins recouvertes de papillomes, c'est-à-dire de lésions ou excroissances dures kératinisées. Elles peuvent être dues à une multitude de causes difficiles à déterminer sans examen en laboratoire, comme la variole aviaire, un papillomavirus, des acariens du genre Knemidokoptes ou des mycotoxines.
Comme d'autres corvidés, la Corneille noire peut être atteinte d'albinisme ou de leucisme, total ou partiel. Certains individus présentent des taches ou bandes blanches, le plus souvent symétriques sur chaque aile. Le phénomène, plus fréquent en ville qu'à la campagne, semble être dû à une carence alimentaire, vraisemblablement en lysine, un acide aminé présent surtout dans les protéines animales. Dans une étude menée en Belgique sur 855 corneilles capturées en milieu urbain ou à proximité de décharges, 5,5 % des juvéniles et 8,9 % des adultes montraient des plumes blanches ; ces individus étaient également plus petits en moyenne de 3 % par rapport aux autres.

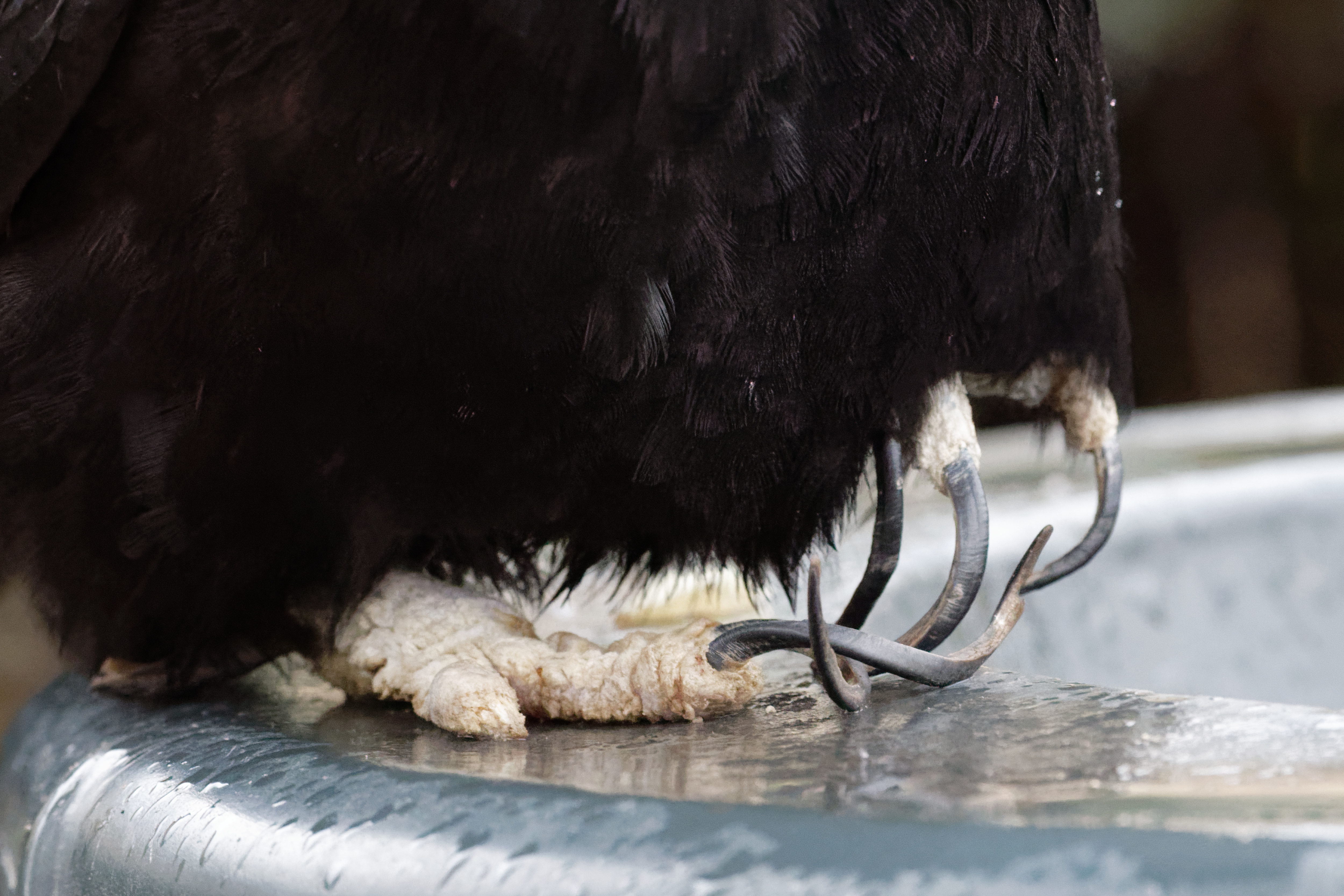
Ongles déformés et lésions de type papillomatose.
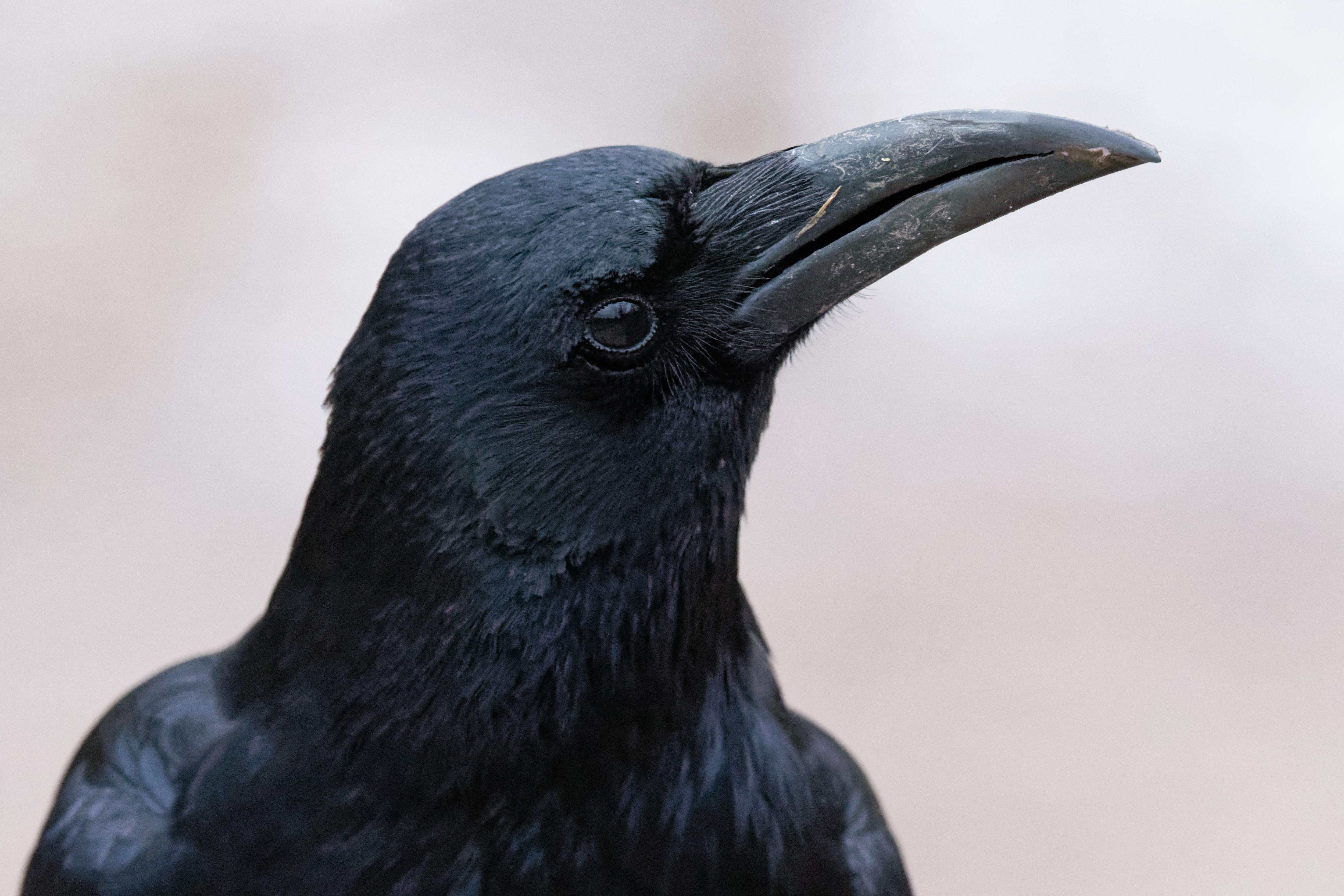
Corneille au bec exagérément allongé.
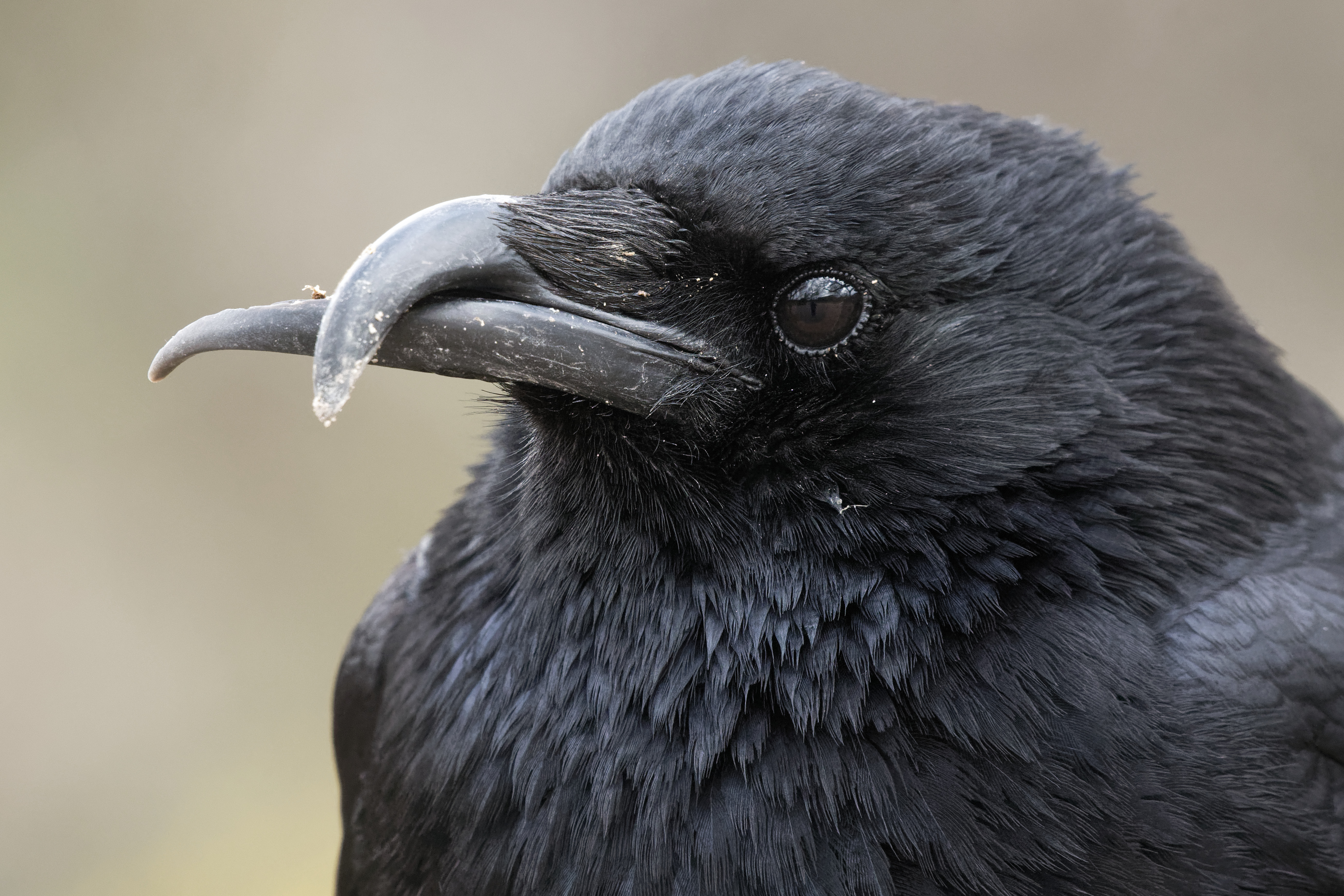
Corneille au bec croisé.
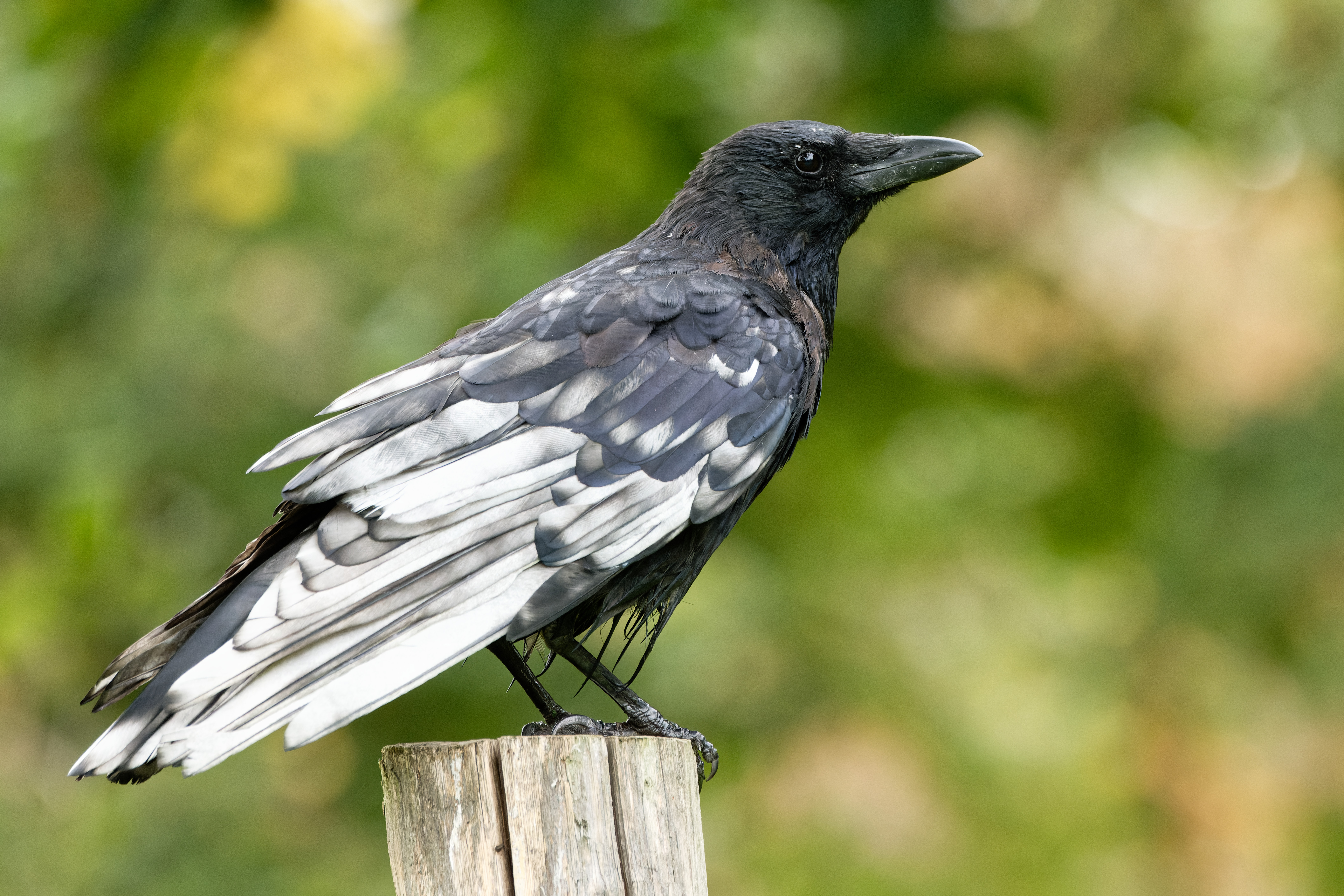
Corneille partiellement leucique.

## Aire de répartition et habitat

### Aire de répartition
La Corneille noire (Corvus corone) se rencontre dans deux régions distinctes.
La sous-espèce nominale (Corvus c. corone) vit dans l'ouest et le sud-ouest de l'Europe : Angleterre, pays de Galles et sud de l'Écosse, Espagne, Portugal, France à l'exception de la Corse, Belgique, Danemark, Pays-Bas, Europe centrale jusqu'à l'Elbe (Tchéquie, Slovaquie, Autriche), Suisse, zone alpine en Italie.
| Pays/Territoire | Nombre de couples      | Tendance depuis 2000 | Qualité des données |
| --------------- | ---------------------- | -------------------- | ------------------- |
| Allemagne       | 660 000 à 1 200 000    | stable               | moyenne             |
| Andorre         | 100 à 200              | ?                    | mauvaise            |
| Autriche        | 50 000 à 75 000        | + 10—20 %            | moyenne             |
| Belgique        | 100 000 à 150 000      | ?                    | mauvaise            |
| Danemark        | 1 000                  | stable               | moyenne             |
| Espagne         | 250 000 à 1 270 000    | - 3 %                | bonne               |
| France          | 900 000 à 1 900 000    | stable               | moyenne             |
| Hongrie         | 20 à 50                | ?                    | moyenne             |
| Italie          | 10 000 à 30 000        | stable               | mauvaise            |
| Liechtenstein   | 50 à 100               | stable               | moyenne             |
| Luxembourg      | 4 000 à 6 000          | + 0–10 %             | moyenne             |
| Pays-Bas        | 73 529 à 105 042       | stable               | moyenne             |
| Portugal        | 100 000 à 500 000      | + 23–51 %            | mauvaise            |
| Royaume-Uni     | 1 000 000              | + 1,6–2 %            | moyenne             |
| Slovénie        | 30 à 50                | + 0–10 %             | moyenne             |
| Suisse          | 80 000 à 150 000       | + 10-33 %            | moyenne             |
| Europe des 27   | 5 860 000 à 9 630 000  | en hausse            |                     |
| Europe          | 8 790 000 à 16 000 000 | en hausse            |                     |

Ses effectifs étaient estimés en 2015 entre 8,79 et 16 millions de couples, soit 17,6 à 33 millions d'individus matures. L'importance de ces effectifs, leur vaste aire de répartition et leur stabilité entraînent son classement en espèce de préoccupation mineure par l'Union internationale pour la conservation de la nature (UICN). Le tableau ci-dessous fournit les effectifs et leur tendance dans tous les pays européens où Corvus corone corone est documentée quantitativement, sur la base des données de Birdlife International en 2015. La qualité des données est décrite comme suit :
- bonne : bon état de connaissance — donnée quantitative fiable disponible pour l'ensemble du pays et sur toute la période ;
- moyenne : état de connaissance moyen — données à disposition médiocres, périmées ou incomplètes ;
- mauvaise : état de connaissance médiocre — peu connu, sans donnée quantitative disponible.

La sous-espèce Corvus c. orientalis, appelée « Corneille d'Orient » dans les années 1970, se trouve de la Sibérie centrale et le nord de la Mongolie jusqu'au Japon (au sud de Kyūshū) en passant par l'Asie centrale : centre du Kazakhstan, est du Turkménistan, nord-ouest de l'Afghanistan, est de l'Iran, Cachemire, Tibet, nord de la Chine (Qinghai, nord du Sichuan et Hebei, avec une population isolée au Yunnan du sud). Les données manquent sur ses effectifs.

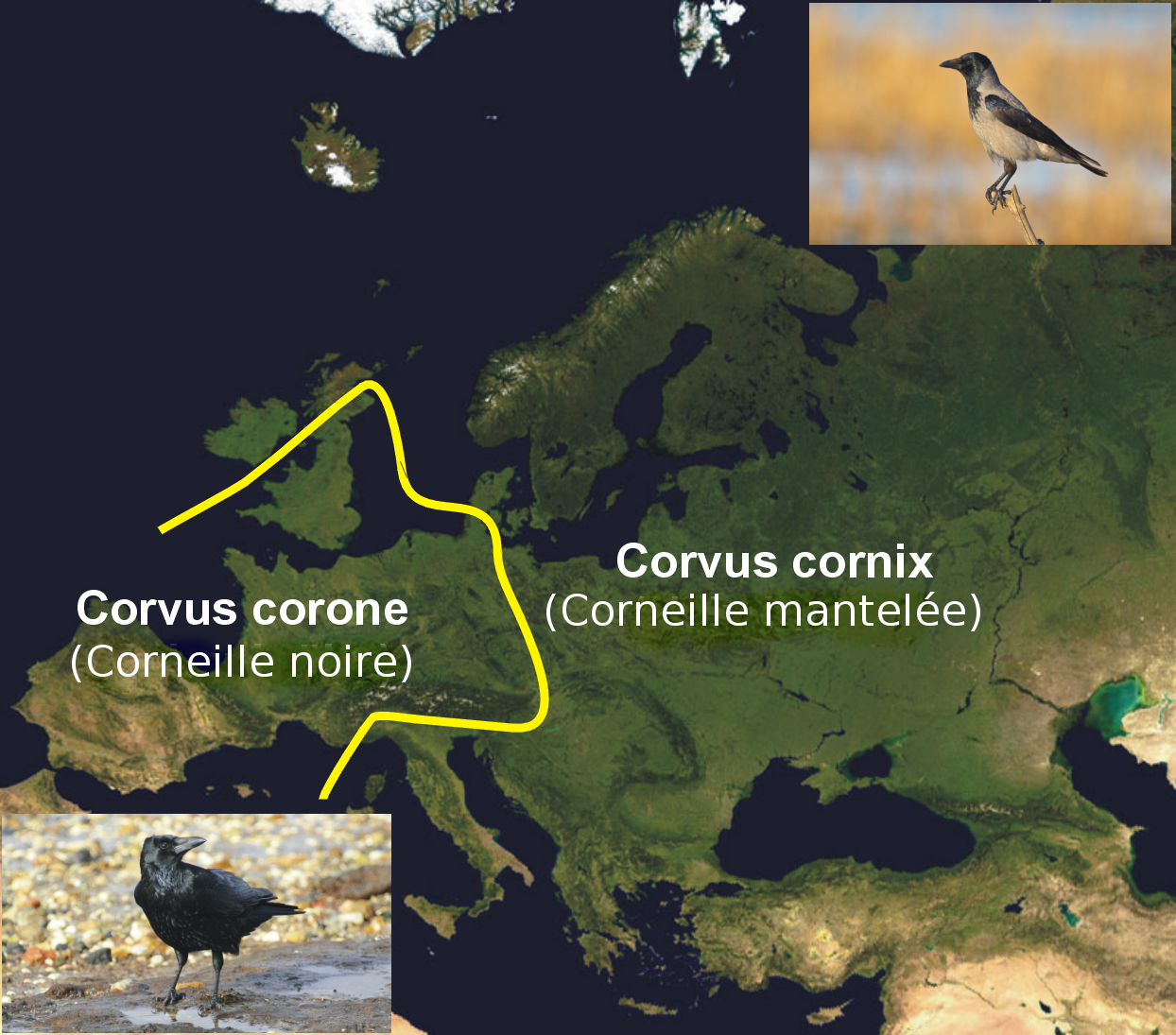
Répartition européenne de la Corneille noire et de la Corneille mantelée.

En Europe du Nord, du centre-est et du sud-est, la Corneille noire est remplacée par sa proche parente, la Corneille mantelée (Corvus cornix), avec qui elle s'hybride sur une zone de contact de 1 300 km de long, large de 24 à 170 km selon l'endroit, allant de l'Apennin ligure, en Italie, jusqu'au nord du Jutland, au Danemark. Une seconde zone de contact européenne existe en Écosse, séparant la Corneille mantelée au nord de la Corneille noire au sud. Enfin, une zone de contact existe en Sibérie, où Corvus cornix s'hybride avec Corvus corone orientalis.

### Habitats
La Corneille noire se trouve dans tous types d'habitats, à l'exception de la haute montagne dont les massifs forestiers compacts ne lui sont pas favorables : elle ne dépasse guère 1 000 m d'altitude. Elle a toutefois été observée jusqu'à 2 645 m dans les Alpes françaises, au col du Galibier et sa nidification a été prouvée à 1 900 m en Engadine supérieure et en Maurienne. Dans les Pyrénées, la construction d'un nid a été observée à 1 600 m. En Asie centrale, C.c. orientalis peut se trouver jusqu'à 3 600 m.

### Corneille noire en ville

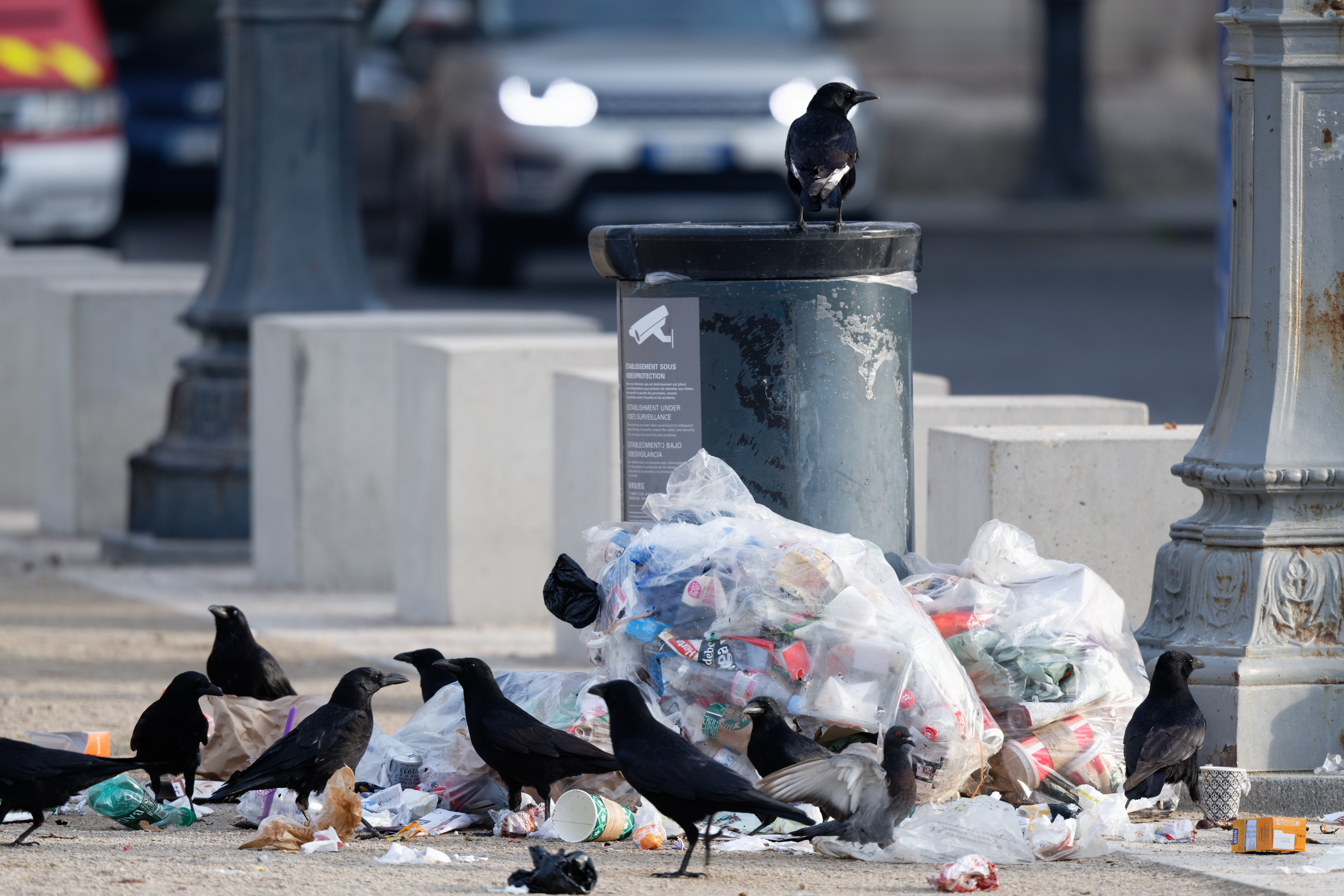
Un oiseau de plus en plus urbain : des corneilles faisant les poubelles au jardin du Carrousel, à Paris.

La Corneille noire est depuis très longtemps une espèce commensale de l'homme et a fait pleinement partie des paysages urbains européens depuis l'Antiquité jusqu'au XVIIe siècle inclus. Pourtant, les descriptions naturalistes du XVIIIe siècle en font un oiseau peuplant les champs, les prés, les forêts et les montagnes, n'approchant des villes que l'hiver. La raison de ce changement remarquable tient sans doute à une persécution humaine intensive contre les corvidés et les rapaces.
Au XXe siècle, elle connaît une urbanisation croissante depuis la fin des années 1970, allant jusqu'à nicher sur les terrasses d'immeubles ou dans une cheminée de chauffage urbain. Ce phénomène, qui touche également la Corneille d'Amérique (Corvus brachyrhynchos) et la Corneille mantelée (Corvus cornix), est attribué à la flexibilité écologique de ces corvidés et à des conditions désormais plus favorables en ville : îlots de chaleur urbains, présence de nourriture abondante, persécution humaine réduite ou inexistante.
À Paris, où elle niche depuis les années 1970, elle a profité de l'installation de sacs poubelles en plastique dans le cadre du plan Vigipirate : les sacs transparents lui permettent de voir la nourriture disponible. En 2018, ses effectifs sont estimés à 450-550 couples nicheurs, en stabilité depuis dix ans, auxquels il faut ajouter des groupes parfois nombreux de non-nicheurs concentrés dans les grands parcs. À Londres, ses effectifs ont crû de 39 % entre 1995 et 2013 et sa densité est l'une des plus fortes enregistrées en Grande-Bretagne. Elle est aussi la quatrième espèce nicheuse la plus commune enregistrée lors des recensements locaux. En hiver, elle peut former des rassemblements de centaines d'individus, avec un record à plus de 3 000 à Beddington Farmlands. À Hambourg, les effectifs de Corneille noire ont décuplé entre 1982-1983 et 1996-2000, avant de connaître une augmentation de 3 % par an entre 1996-2000 et 2007-2008. La croissance est également de 3 % annuels à Bruxelles entre 1992 et 2016, suivie par une relative stabilité depuis 2008.
Une étude auprès de corneilles baguées à Paris a mis en évidence la dépendance étroite de certaines de ces populations urbaines à la nourriture d'origine humaine : les chercheurs ont comparé leur survie apparente et leurs déplacements pendant les confinements de 2020 liés à la pandémie de Covid-19 et en-dehors. Il en résulte que la mortalité des jeunes corneilles, confrontées à des poubelles vides, a été multipliée par quatre, alors que les adultes ont pu survivre en allant chercher plus loin leur nourriture.
Les corneilles vivant en ville pourraient y gagner en longévité par rapport à leurs congénères campagnards (voir la section Morbidité et mortalité). En sens inverse, une étude menée en Suisse met en évidence un gain de poids plus lent et un poids moindre à l'envol des juvéniles en milieu urbain, comparés à des voisins ruraux. 80 % des jeunes mesurés présentent ainsi une taille trop faible pour espérer acquérir un territoire et se reproduire.
Aux côtés des rats ou des Pigeons bisets (Columba livia), les corneilles vivant en ville ont été décrites par les philosophes canadiens Sue Donaldson et Will Kymlicka comme des animaux liminaires, ni domestiques, ni sauvages, que leurs facultés d'adaptation poussent à choisir de vivre aux côtés des humains.

### Mouvements
Très bien adaptée aux écarts de température, comme tous les corvidés, la Corneille noire est quasi sédentaire. En Grande-Bretagne, la quasi-totalité des reprises de bagues, jusqu'en 1965, se faisaient à moins de 30 km du site de baguage, pour une distance moyenne de 7,8 km dans le nord de l'Angleterre et en Écosse et de 4,2 km dans le sud de l'Angleterre et au Pays de Galles. En 1991, aucun mouvement international n'avait été enregistré pour cette espèce.
En Europe continentale, les reprises de bagues ont mis en évidence des déplacements de quelques centaines de kilomètres à l'automne lors de la dispersion post-nuptiale, c'est-à-dire lorsque les jeunes vagabondent à la recherche d'un territoire pour s'établir : d'après les données françaises, des oiseaux belges ont été retrouvés dans l'Orne (260 km), des oiseaux suisses dans le Gers (785 km), des oiseaux allemands dans l'Aveyron (750 km) et la Haute-Vienne (524 km). L'erratisme est variable selon la rigueur de l'hiver, les ressources alimentaires ou la pression démographique locales.

## Taxonomie et systématique

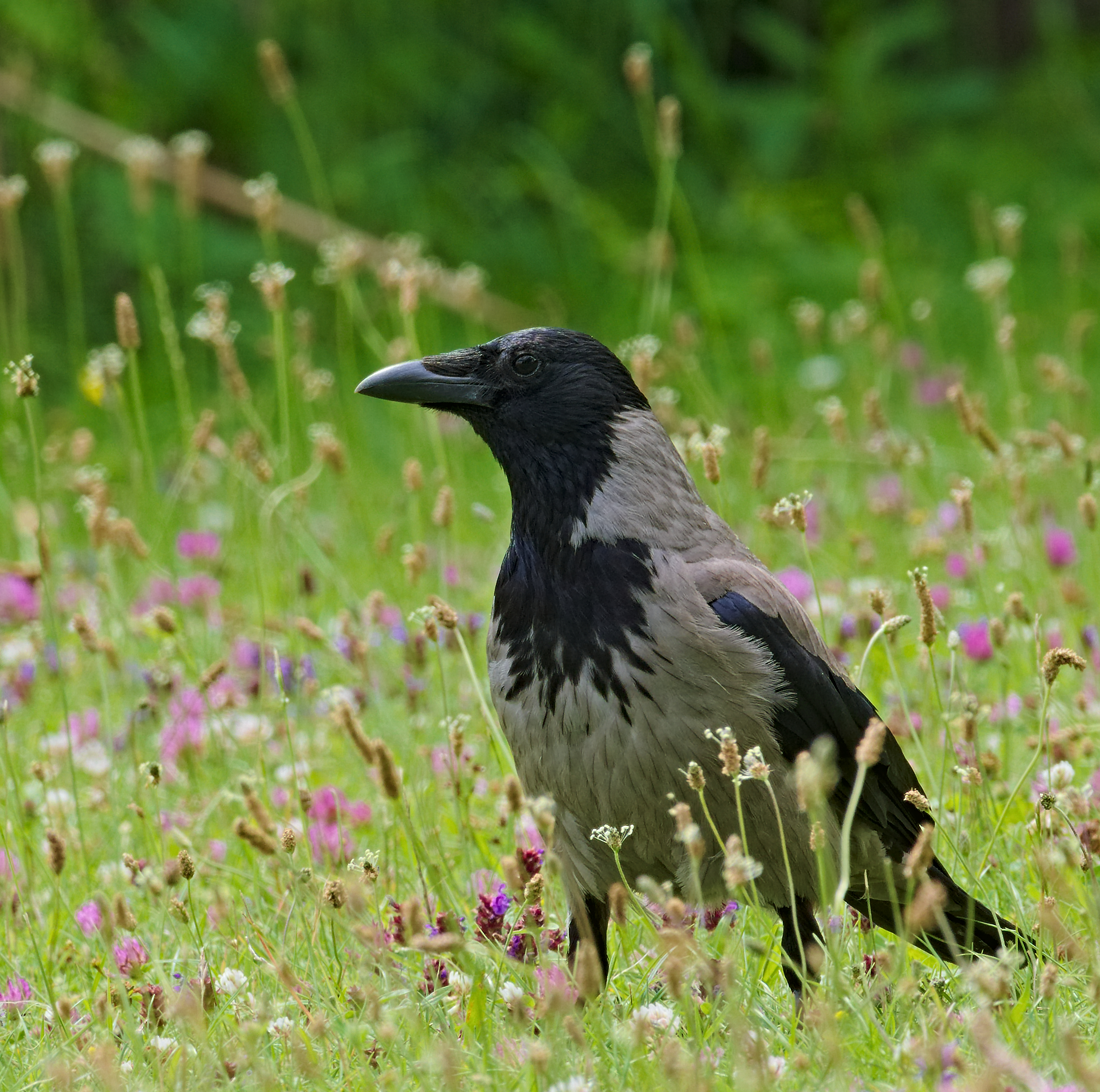
Une Corneille mantelée à Bad Saarow, en Allemagne.

La Corneille noire appartient à la famille des Corvidae et au genre Corvus, dont elle possède les principaux attributs : silhouette typique, pattes préhensiles robustes, aux ongles bien développés, tête assez grosse et bec puissant.
Le statut taxonomique de Corvus corone est un sujet controversé. Elle est extrêmement proche de la Corneille mantelée (Corvus cornix), qui occupe la zone intermédiaire entre les deux aires de répartition de la Corneille noire. Après avoir été décrite par Carl von Linné comme une espèce distincte, la Corneille mantelée a été reclassifiée au début du XXe siècle comme la sous-espèce cornix. 

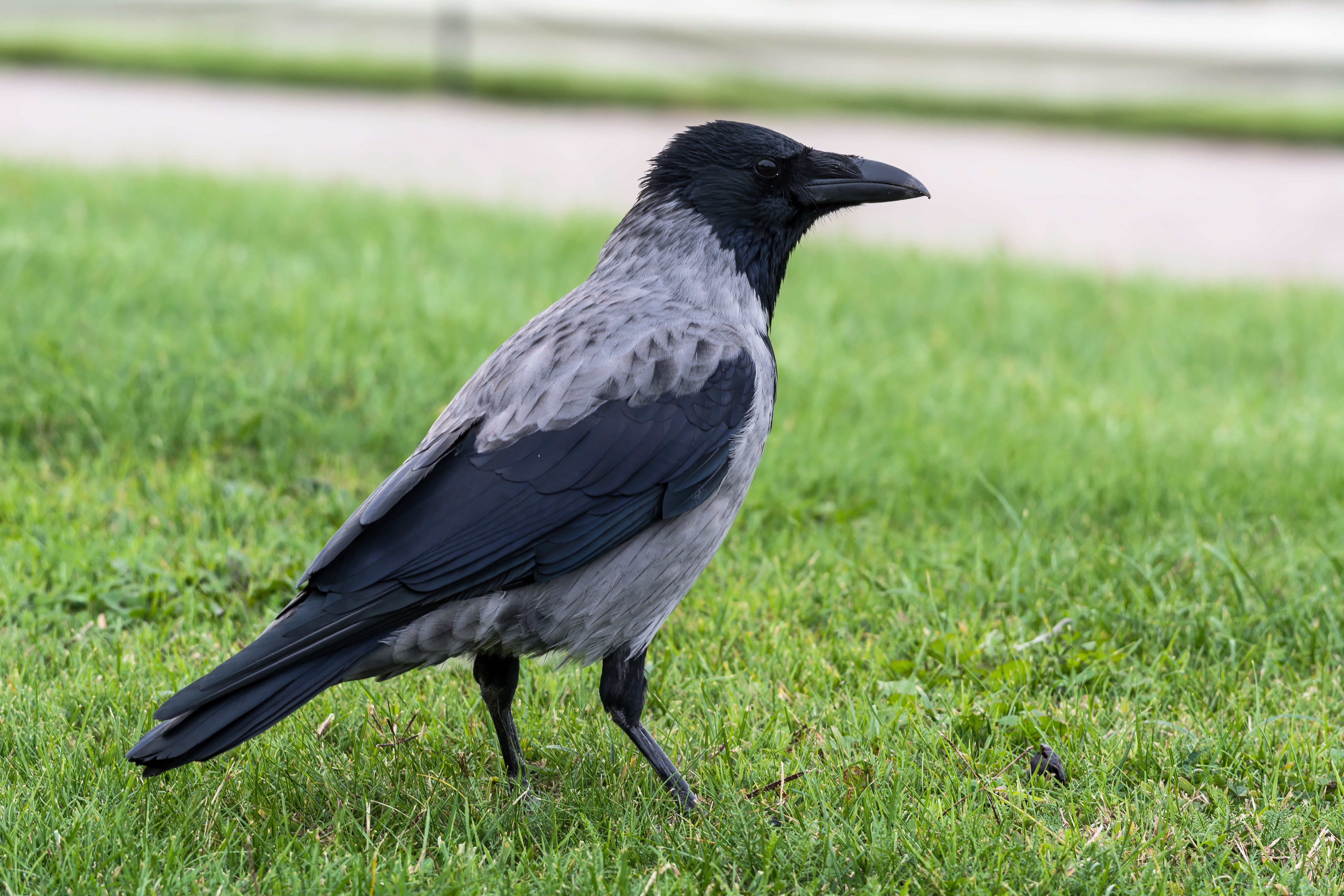
Hybride Corneille noire × Corneille mantelée à Vienne, en Autriche.

À l'échelle du caryotype, les Corneilles noire et mantelée ne présentent aucune différence : chacune possède 80 chromosomes de morphologie identique. Plusieurs techniques de caractérisation génétique (polymorphisme de longueur des fragments de restriction, allozymes) ont également échoué à trouver une différence et une amplification aléatoire d'ADN polymorphe a révélé plus de variation entre hybrides qu'entre corone et cornix. Le séquençage des deux génomes montre un niveau de différenciation génétique très faible, représentant moins de 1 % du génome : seuls une région située dans le chromosome 18 (chr18) et un locus dans le chromosome 1 (NDP) sont à l'origine de la différence de phénotypes — plumage entièrement noir pour la Corneille noire, torse et manteau gris pour la Corneille mantelée,,.
Corneilles noire et mantelée s'hybrident le long d'une zone de contact, étroite et stable dans le temps : leurs derniers ancêtres communs ont probablement survécu à la dernière période glaciaire dans deux zones refuge séparées, avant d'élargir leur portée et de venir au contact lors du réchauffement holocène. Les couples mixtes donnent une descendance fertile, mais les hybrides présentent une dépression hybride, c'est-à-dire une valeur sélective moindre,,. Tous les hybrides « sont féconds entre eux ou lors de croisements avec une des formes d'origine ». Des études menées dans les zones hybrides en Russie centrale et en Italie du nord, montrent que le nombre de couples mixtes est inférieur au seul effet du hasard et que les couples non mixtes restent les plus fréquents. Cette résistance à l'hybridation s'explique largement par le principe d'appariement préférentiel (assortative mating), où les individus préfèrent s'accoupler avec d'autres individus du même phénotype. Des différences dans leurs vocalisations et leur agressivité respective confortent l'idée que la spéciation est au moins partiellement menée à bien. 
En 2024, Corneilles noire et mantelée sont considérées comme deux espèces distinctes dans la liste mondiale des oiseaux de l'Union internationale des ornithologues (COI), eBird/Clements et Avibase. Elles restent conspécifiques dans les listes de Howard & Moore (H&M4) et de Birdlife International.
Corvus corone est usuellement considérée comme polytypique, recouvrant la sous-espèce nominale corone et la sous-espèce orientalis. Elles ne diffèrent entre elles en apparence que par la taille : C. c. orientalis est en moyenne plus grosse que C. c. corone, avec un gradient croissant de taille du bec de l'ouest vers l'est. Une analyse du cytochrome b de C. c. corone, C. (c.) cornix et C. (c.) orientalis  a révélé deux haplogroupes distincts, l'un composé d'individus des trois sous-espèces, issus de la France jusqu'au nord de l'île russe de Sakhaline et l'autre composé exclusivement de C. (c.) orientalis, avec des individus issus de la région russe du kraï du Primorié et du sud de Sakhaline. Certains auteurs proposent C. (c.) orientalis comme une espèce à part entière. 
La Corneille noire est également très proche de la Corneille d'Amérique (Corvus brachyrhynchos), qui occupe la même niche écologique dans l'écozone néarctique : des analyses génétiques montrent une divergence de 5 % seulement des séquences du cytochrome b entre les deux espèces. Il est probable que leur ancêtre commun ait peuplé la Béringie il y a deux ou trois millions d'années avant de se séparer.

## Relations avec l'Homme

### Corneille noire dans la culture

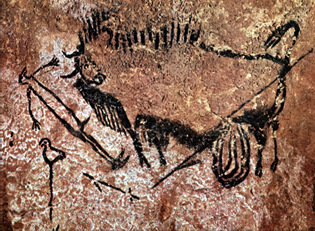
Homme à tête d'oiseau et oiseau dans la scène du puits dans la grotte de Lascaux.

Il est probable que l'interaction de la Corneille noire avec l'homme ait commencé très tôt, quand elle a appris à le suivre pour se nourrir de ses restes ou inversement quand elle a servi, comme d'autres corvidés, à son alimentation. Sa longue histoire d’interaction avec l'homme a ainsi été décrite par le biologiste John Marzluff comme une « coévolution culturelle ».
Les premières traces d'un oiseau du genre Corvus dans une région accueillant actuellement la Corneille noire se trouvent au nord de la Chine et remontent au début du Pléistocène. Ses ossements ont été retrouvés dans la grotte de Tornewton, dans le Devon, en Angleterre, qui date du Pléistocène supérieur. Ils sont fréquemment présents dans les sites occupés par l'Homme de Néandertal au Paléolithique moyen et par Homo sapiens au Paléolithique supérieur, où ils portent les marques d'une exploitation par l'homme. La Corneille noire a été identifiée dans la scène dite du puits de la grotte de Lascaux, qui représente un homme-oiseau et une tête d'oiseau surmontant un bâton.
Elle occupe une place importante dans les mythes et le folklore, où elle est souvent confondue avec les autres représentants du genre Corvus, notamment le Grand Corbeau : la corneille est souvent considérée comme la femelle du corbeau. De même, il est souvent difficile de déterminer si les mentions de corneille se rapportent à la Corneille noire ou à la Corneille mantelée.

#### Antiquité
En hébreu ancien, le mot עֹרֵב / orêb renvoie aussi bien à la corneille qu'au corbeau, mais désigne sans ambiguïté ce dernier dans la Bible. La corneille n'apparaît de manière certaine qu'à une reprise, dans le livre de Baruch, pour parler des faux dieux en bois : « ils sont impuissants comme les corneilles entre ciel et terre. » Il s'agit là de la Corneille mantelée, qui vit actuellement en Israël.
L'Antiquité gréco-romaine distingue bien le corbeau, tout noir, de la corneille décrite par Aristophane comme grise, ce qui désigne là encore la Corneille mantelée, qui vit actuellement en Grèce et en Italie, au sud des Alpes. Pline l'Ancien mentionne comme une curiosité, à Rome, une corneille venue de Bétique (sud de l'actuelle Espagne), « remarquable par sa couleur absolument noire », ce qui montre que la Corneille noire était également connue.
Dans la version de sa légende étiologique rapportée par Ovide, la corneille figure aux côtés du corbeau dans l'histoire de Coronis : Apollon s'éprend de la mortelle Coronis, qui le trompe. Le corbeau veut révéler à son maître l'infidélité, mais la corneille essaie de l'en dissuader en racontant sa propre histoire : prise en pitié par Athéna/Minerve alors qu'elle est poursuivie par Poséidon, elle est changée en oiseau noir pour préserver sa chasteté. Devenue l'oiseau préféré de la déesse, elle lui révèle la trahison des filles de Cécrops, mais par son bavardage elle perd la faveur de Minerve au profit de la chouette. Négligeant cet avertissement, le corbeau raconte tout à Apollon et se voit infliger en punition un plumage tout noir,.
Le corbeau et la corneille jouent un rôle de premier plan dans la mythologie et la littérature celtiques et laissent leur trace dans la toponymie et l'anthroponymie de ces territoires. Bran, nom qui désigne l'un ou l'autre des oiseaux, est le conseiller de Lug, principale divinité des Celtes. Corneille et corbeau se retrouvent également dans le nom de Bran le Béni, l'un des héros des Mabinogion. Dans la mythologie celtique irlandaise, les deux oiseaux sont étroitement associés aux batailles, en particulier au travers de la déesse Morrigan, qui peut apparaître comme un corbeau ou comme un vol de trois corneilles, en l'occurrence des Corneilles mantelées.

#### Moyen Âge

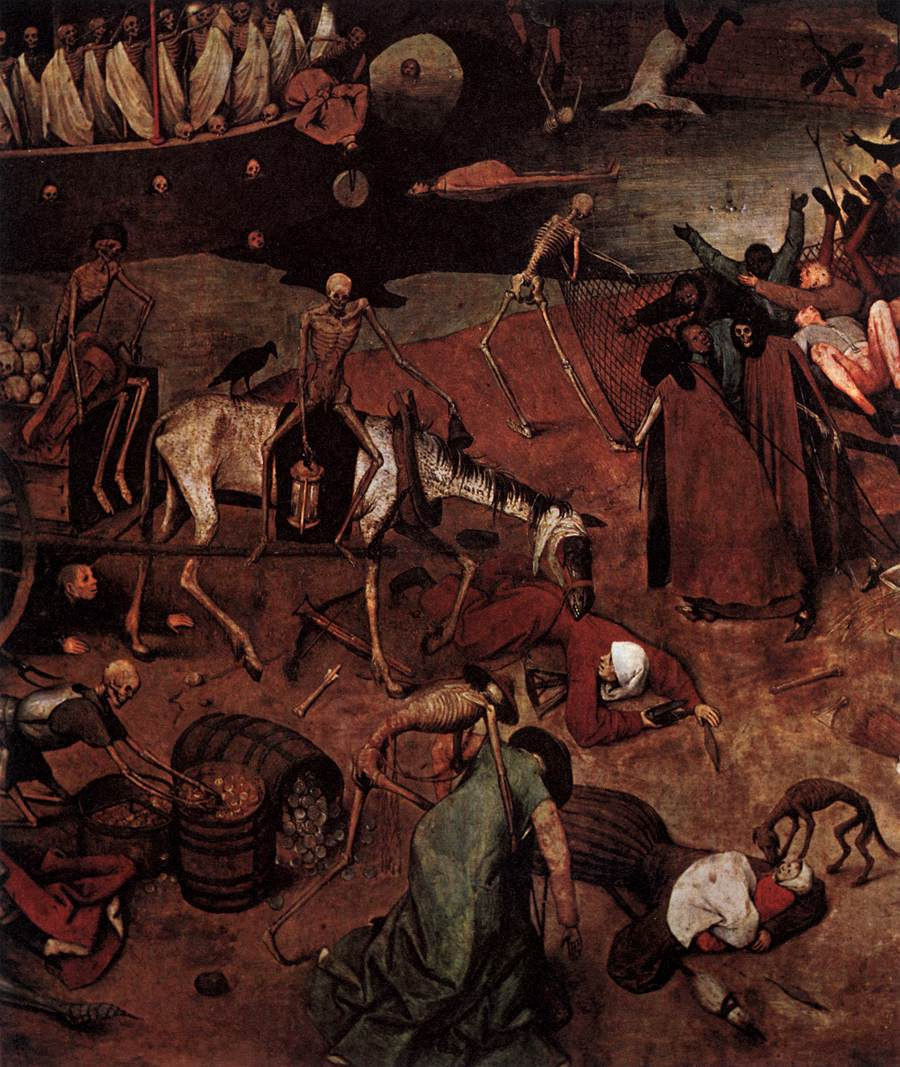
Corbeau ou corneille (sur le cheval) dans Le Triomphe de la Mort de Brueghel l'Ancien.

Étroitement associé aux divinités païennes, c'est surtout le corbeau qui acquiert une image négative avec l'avènement du christianisme. Comme les Corbeaux freux, les corneilles sont épargnées par les grands massacres de corbeaux menés par les armées de Charlemagne en Saxe et en Thuringe, une distinction alors d'autant plus facile à faire que le Grand Corbeau semble avoir alors été plus grand qu'à l'heure actuelle.
Au XIIe et XIIIe siècles, les bestiaires présentent même la corneille comme l'opposé du corbeau. Elle est l'amie de la cigogne, qu'elle protège de ses prédateurs. Contrairement au corbeau, réputé ne pas nourrir ses petits avant qu'ils acquièrent leur plumage noir, la corneille est une bonne mère qui leur voue des soins dès la naissance. Réciproquement, elle nourrit ses vieux parents trop faibles pour le faire par eux-mêmes. Quand ceux-ci perdent leurs plumes, la corneille étend ses ailes pour les protéger. Elle est d'autant plus un modèle de piété filiale qu'elle vit très longtemps : neuf générations d'homme, selon le Liber de natura rerum du dominicain Thomas de Cantimpré (1237-1240 et 1244), reprenant le chiffre cité par Hésiode. Elle est également un modèle de fidélité conjugale. Ses deux seuls défauts sont d'être bavarde et belliqueuse : reprenant les sources antiques, les auteurs de bestiaires la montrent livrant une véritable guerre à la chouette.
Malgré tout, en raison de son rôle de charognard, qu'elle partage avec le corbeau, la corneille s'attire durablement une image négative dans une culture chrétienne où il est important d'être inhumé convenablement pour accéder à la vie éternelle. Un vol de corneilles perché près de l'échafaud devient une image classique. Dans Le Triomphe de la Mort (1562), Brueghel l'Ancien représente un corbeau ou une corneille perché sur le cheval de la Mort, qui tient un sablier. Ces deux oiseaux sont aussi une représentation de la mort dans les superstitions : dans l'est du Yorkshire, par exemple, on dit que voir une corneille perchée sur un cimetière signifie une mort avant la fin de l'année.
Dans l'Islam, corneilles et corbeaux ont également une image négative. Selon une histoire populaire, le prophète Mahomet se réfugie un jour dans une grotte pour échapper à ses ennemis. Une corneille, alors un oiseau blanc, l'aperçoit et le dénonce en criant ghar ghar (« grotte ! grotte ! »). Les ennemis n'y prêtent pas attention, mais Mahomet condamne la corneille à avoir un plumage noir et à répéter toujours le même cri. De fait, corneilles et corbeaux figurent parmi les oiseaux qu'il est permis de tuer, y compris en état de consécration rituelle (ihram) pendant un pèlerinage.

#### Époque moderne
À l'époque moderne, son rôle de charognard est apprécié en Angleterre pour la régulation sanitaire des villes. Le voyageur vénitien Capello, après y avoir passé l'hiver 1494-1497, remarque que les corneilles, corbeaux, freux et choucas ne sont pas persécutés comme ils le sont en Italie, mais qu'il est au contraire interdit de les tuer parce qu'ils se chargent de nettoyer les rues. Pierre Belon fait la même remarque dans son Histoire de la nature des oyseaux (1555), premier traité d'ornithologie écrit en français.
Dans la culture savante, l'idée que le Grand Corbeau et la Corneille noire, outre qu'ils se ressemblent beaucoup, forment une même famille avec les choucas et les freux n'apparaît pas avant le XVIe voire le XVIIe siècle. Les naturalistes s'intéressant moins aux oiseaux des campagnes qu'à ceux des terres inconnues, et les dictionnaires et encyclopédies ne décrivent que brièvement les corvidés en reprenant encore des éléments antiques ou médiévaux.

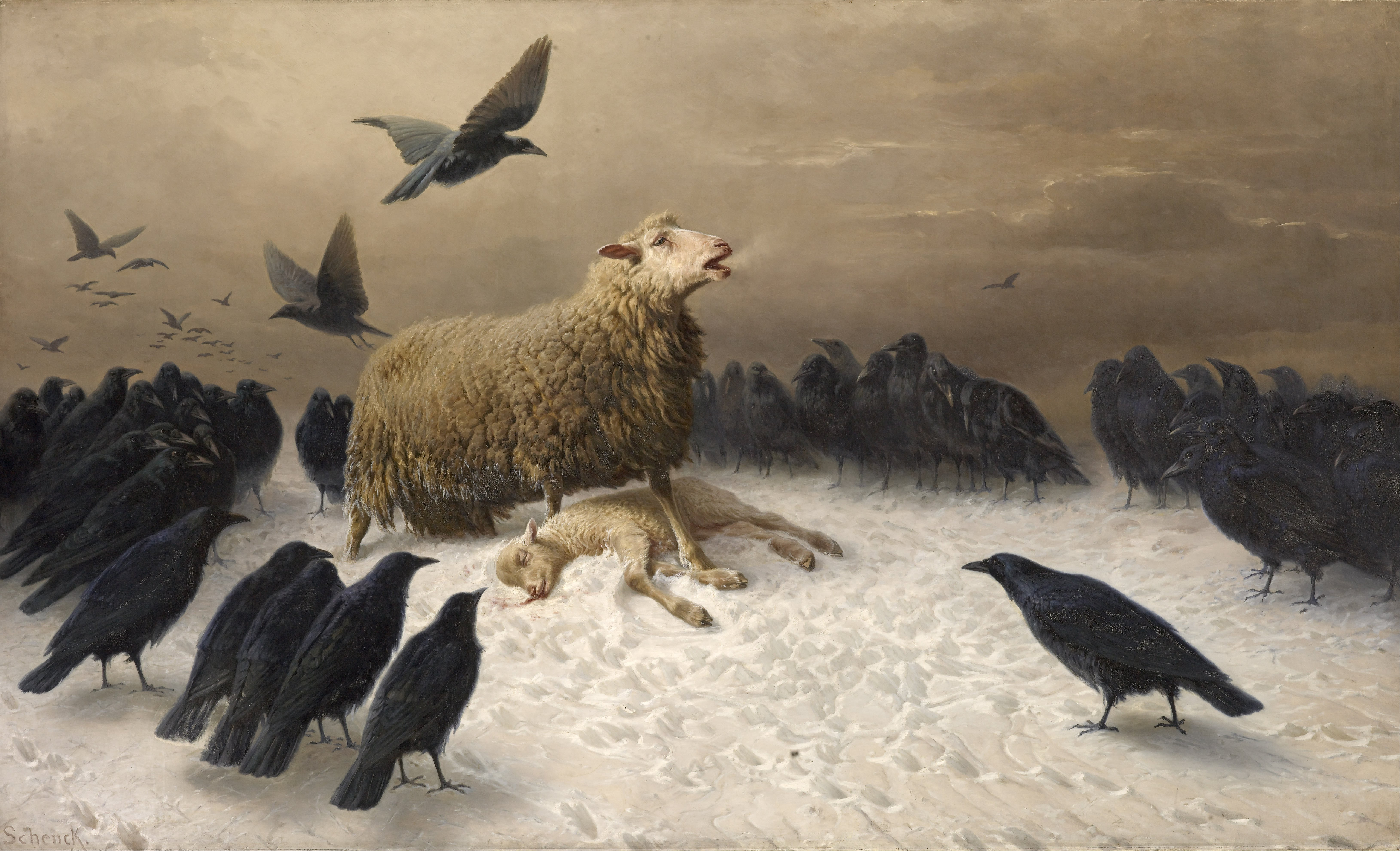
Angoisses d'August Friedrich Schenck, vers 1878.

Le savoir ornithologique progresse donc surtout dans les traités d'économie rurale. Ceux-ci abordent souvent les corvidés, surtout les corneilles et les freux, pour les présenter comme nuisibles et détailler les moyens de s'en débarrasser, de les piéger ou de les empoisonner. Alors que l'Angleterre était traditionnellement indulgente vis-à-vis des corvidés, les survivants du grand incendie de Londres de 1666 sont horrifiés de voir corbeaux et corneilles se nourrir des cadavres dans les rues et réclament leur extermination. À la campagne, les corneilles figurent en bonne place sur la liste des oiseaux les plus détestés, car elles sont réputées tuer les agneaux, les poulets, les lapins et le gibier.
Dès le début du XVIe siècle, des édits d'Henri VIII et d'Élisabeth Ire enjoignent aux paroisses de se doter de filets anti-corvidés et de les détruire par tout moyen. Toutefois, on ne trouve pas de preuve de campagnes massives de destruction. Les récompenses attribuées pour les corneilles tuées se concentrent dans les régions d'élevage ovin, comme le Westmorland, le pays de Galles, le Lincolnshire et le Devon, et elles restent modestes. La régulation la plus stricte s'exerce dans les grands domaines de chasse, notamment ceux de l'Est-Anglie et les landes à Lagopède d'Écosse de l'Écosse et du nord de l'Angleterre.
L'historien Michel Pastoureau note que parmi les superstitions concernant les corvidés, « celles des XVIIIe et XIXe siècles ne sont guère différentes de celles du Moyen Âge mais elles sont mieux documentées ». Ainsi, dans sa Faune populaire de la France (1879), l'ethnologue Eugène Rolland consacre plusieurs pages au folklore sur le genre Corvus. La corneille prédit le temps qu'il fait : « Quand une corneille se baigne / Ce nous est un présage d'eau / Et quand elle chante en la campagne / C'est un grand signe de temps beau ». Elle sert également dans plusieurs proverbes équivalents de « tel père, tel fils », par exemple : « Ce que chante la corneille, si chante le corneillon ». Divers comptines servent à conjurer le malheur si l'on rencontre un corbeau ou une corneille. « Dans le Languedoc, on croit que les mauvais prêtres deviennent des corbeaux après leur mort et les mauvaises religieuses, des corneilles ».

#### De nos jours
Les corneilles font généralement partie des oiseaux peu appréciés du public, aux côtés des pies, des goélands (espèces du genre Larus) et des pigeons (espèces du genre Columba),. Une étude menée au Royaume-Uni en 2023 sur les oiseaux des jardins montre que les plus populaires sont le Rouge-gorge familier, la Mésange à longue queue et le Chardonneret élégant, tandis que les trois moins aimés sont la Corneille noire, la Pie bavarde et le Pigeon ramier. Dans une enquête réalisée dans le Grand Paris, 70 % des personnes interrogées citent la Corneille noire (fréquemment qualifiée de « corbeau ») parmi les oiseaux vus dans la zone. L'espèce se classe en deuxième position des espèces les plus rejetées par les enquêtés, derrière le Pigeon biset : 42 % déclarent ne pas l'apprécier ou la décrivent négativement.
Cette désaffection se fonde notamment sur le caractère peu mélodieux des cris des corvidés, considérés comme durs et rauques. Les corneilles sont également associées à des torts causés aux humains, comme l'agressivité, le bruit ou la salissure. Dans l'étude menée dans le Grand Paris, la Corneille noire est décrite comme faisant peur à cause de sa couleur noire, de sa taille et de sa présence en trop grand nombre. Les descriptions témoignent également de la persistance de représentations culturelles négatives : 14 % des personnes interrogées pensent qu'elles sont de mauvais augure. En sens inverse, 12 % déclarent les apprécier, principalement pour leur intelligence.
La Corneille noire a été représentée sur sept timbres émis par autant d'administrations postales différentes, : Bequia (2011), Dominique (2001), France (2020), Pays-Bas (1938), Sénégal (2006), Serbie (2012) et Yémen (1983).

### Conservation

#### Fonctions écosystémiques

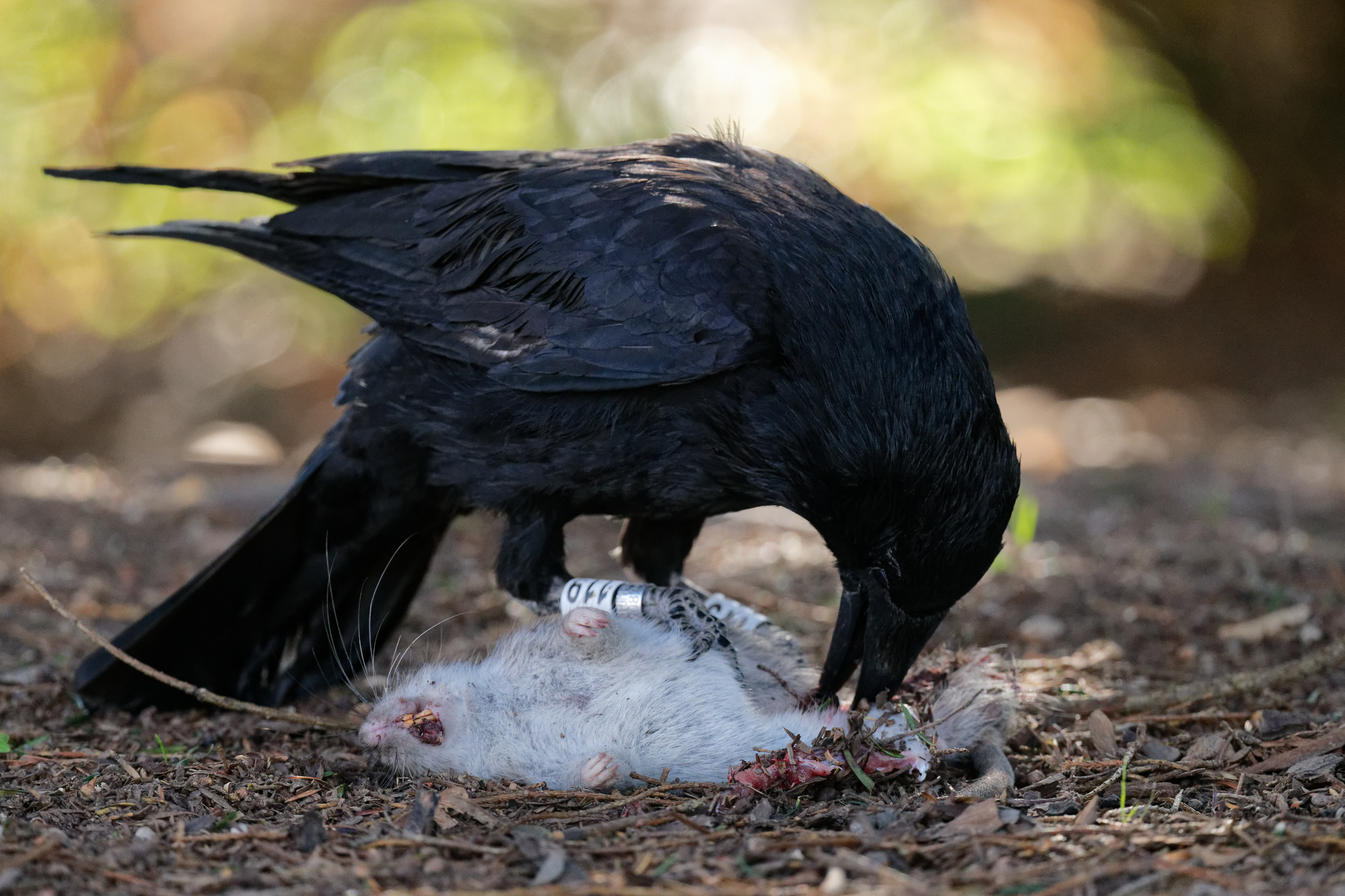
Corneille noire mangeant un rat mort.

Comme charognarde, la Corneille noire joue un rôle important dans la régulation des écosystèmes : elle améliore la connectivité et donc la stabilité des réseaux trophiques et favorise la circulation des nutriments. En participant à l'élimination des cadavres avant qu'ils ne pourrissent, elle prévient le développement de toxines et autres pathogènes qui représentent un risque sanitaire pour l'homme et les animaux d'élevage ou sauvages. Dans une expérience menée en Angleterre en milieu urbain, avec des pièges photographiques et des cadavres de Rats bruns (Rattus norvegicus) servant d'appât, la Corneille noire a été le vertébré le plus fréquemment observé autour des carcasses (41 % des cas) et celui qui en a le plus consommé (19 % de la biomasse).
Espèce omnivore à tendance carnivore, la Corneille noire peut contribuer à la régulation d'autres espèces considérées comme nuisibles, particulièrement des rongeurs et des invertébrés, ce qui a poussé certains auteurs du XIXe siècle à lui attribuer un rôle favorable aux cultures. L'auteur folkloriste Joseph Defrecheux écrit ainsi dans son Vocabulaire de noms wallons d'animaux : « Le rôle des corneilles est très discuté. On les accuse de causer les plus grands dégâts, tandis que, d'autre part, on vante les services qu'elles rendent. Elles sont en somme plus utiles que nuisibles ». L'introduction de nouvelles cultures comme le maïs a toutefois entraîné une hausse des nuisances. Au XXIe siècle, son rôle a été mis en évidence au Japon dans la régulation de l'escargot-pomme (Pomacea canaliculata), un mollusque introduit causant des dégâts importants dans les rizières.
La Corneille noire contribue à la dissémination des graines en mangeant des fruits et en excrétant les graines (endozoochorie). Dans le cas du Faux merisier (Prunus mahaleb) par exemple, elle assure cette dispersion à longue distance (au-delà de 110 mètres) et dans des microhabitats ouverts. Comme la Pie bavarde (Pica pica), elle participe à la colonisation par l'amandier (Prunus dulcis) des terres en déprise agricole dans les régions semi-arides de la Méditerranée occidentale. Aux côtés du Corbeau à gros bec (Corvus macrorhynchos), elle joue un rôle crucial dans l'expansion du Néflier du Japon (Eriobotrya japonica), plante envahissante à Tokyo. Son rôle a été mis en évidence au Japon dans le cycle de l'azote entre les zones urbaines et rurales : elle consomme de la nourriture en ville et dépose des fientes en forêt, où elle tient ses dortoirs.

#### Nuisances

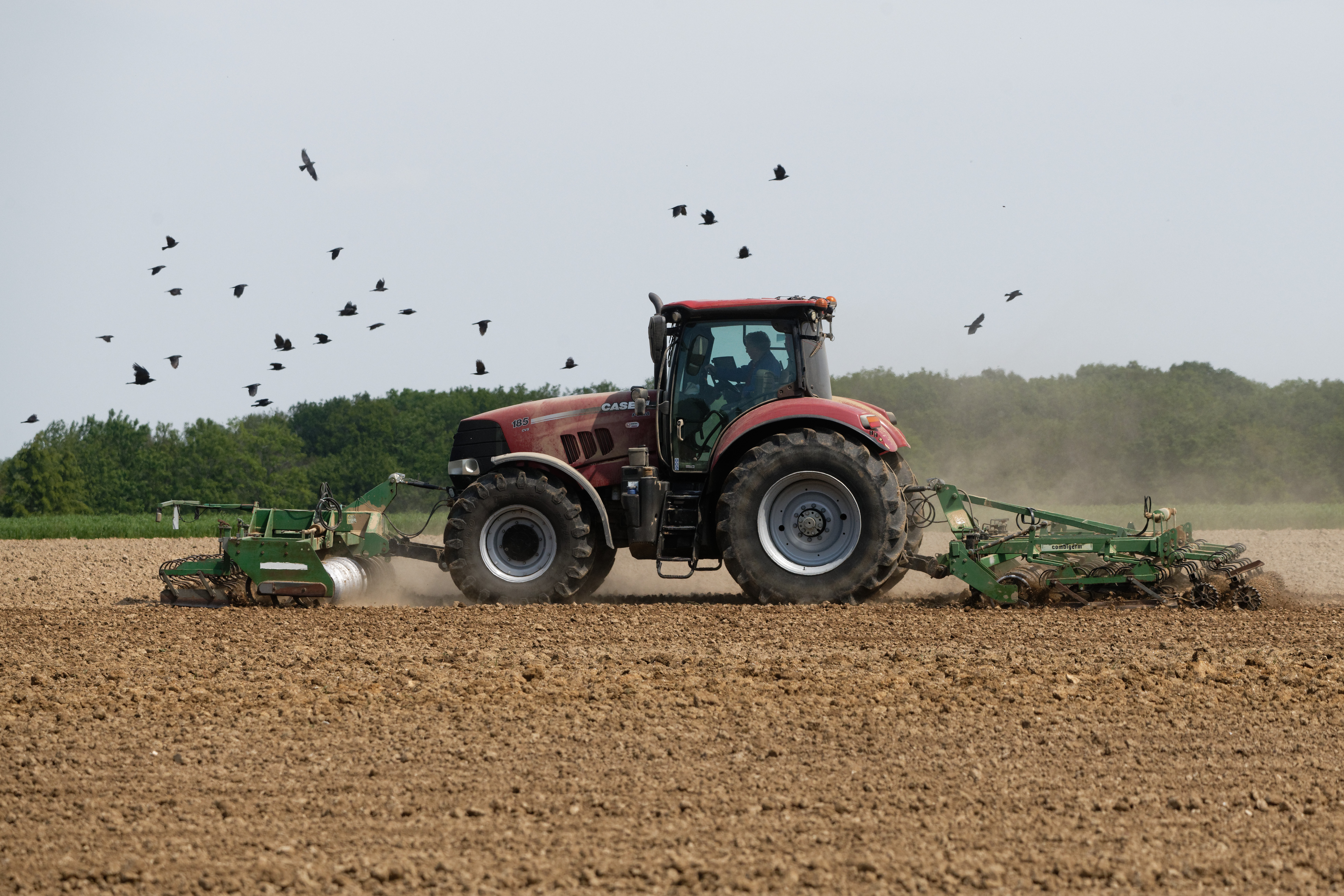
Nuée de Corneilles noires et de Choucas des tours autour d'un tracteur préparant le lit de semences.

La Corneille noire fait partie des oiseaux les plus régulés dans le monde en raison des dommages qu'elle cause aux cultures, aux oiseaux de basse-cour ou au petit gibier.
S'agissant des cultures, selon une enquête française menée par Arvalis - Institut du végétal auprès de 2 750 agriculteurs français ayant déclaré des dommages en 2009, la Corneille noire est impliquée dans 74 % des cas aux côtés du Corbeau freux, notamment sur le maïs, les céréales à paille et le colza. Leurs attaques se produisent essentiellement au semis et lors de la levée des cultures : ils déterrent les plantules pour consommer la graine, entraînant la mort du plant. Ils peuvent suivre les lignes de semis et causer des pertes telles qu'il faut ensuite resemer. Une étude réalisée en 2006 par la Haute école des sciences agricoles, forestières et alimentaires à Zollikofen évalue à 0,6-1 % les dégâts des corvidés sur la valeur totale du maïs dans le canton de Berne. En France, les dommages ont été chiffrés en 2022 entre 25 et 45 millions d'euros annuels. La Corneille noire et le Corbeau freux sont également la deuxième source de nuisances sur le tournesol, derrière le Pigeon ramier, en mangeant les graines et en arrachant les jeunes plants. Les leviers de lutte contre ces dégâts incluent des techniques culturales adaptées, l'effarouchement, l'usage de substances corvifuges, le piégeage et le tir.
Prédateur généraliste, la Corneille noire a un impact connu sur les autres espèces d'oiseaux, notamment ceux qui nichent au sol. Contrôler ses effectifs peut donc présenter un intérêt pour améliorer le succès reproducteur, voire l'abondance d'espèces qu'on souhaite préserver, que ce soit dans un but économique (gibier, élevage) ou de conservation. Dans une expérience menée pendant huit ans dans le nord de l'Angleterre, la réduction de respectivement 78 % et 43 % de l'abondance des corneilles et des renards a conduit à un triplement du succès reproducteur de cinq des sept espèces considérées. Toutefois, le contrôle des populations de corneilles est une opération délicate : la destruction des couples territoriaux peut être compensée par l'arrivée de troupes de non-reproducteurs. Dans l'ensemble, une méta-analyse menée en 2015 sur 42 études montre que dans 81 % des cas, les corvidés n'ont pas d'impact négatif significatif sur la présence ni l'abondance d'autres espèces d'oiseaux, dont la baisse des effectifs est liée avant tout à d'autres facteurs, comme la détérioration des habitats.
En ville, les nuisances de la Corneille noire incluent l'éventrement des poubelles,, le retournement des pelouses et, plus rarement, l'attaque de passants. En réponse, des villes comme Paris installent des poubelles en dur. Une étude menée au Jardin des plantes de Paris montre qu'une meilleure gestion de la tonte réduit les dommages causés aux pelouses urbaines. Enfin, les attaques de corneilles, qui vont du vol d'intimidation aux coups de pattes effectifs, sont le fait de parents défendant leur progéniture au sol et sont donc circonscrites à la période de reproduction.

#### Statut juridique

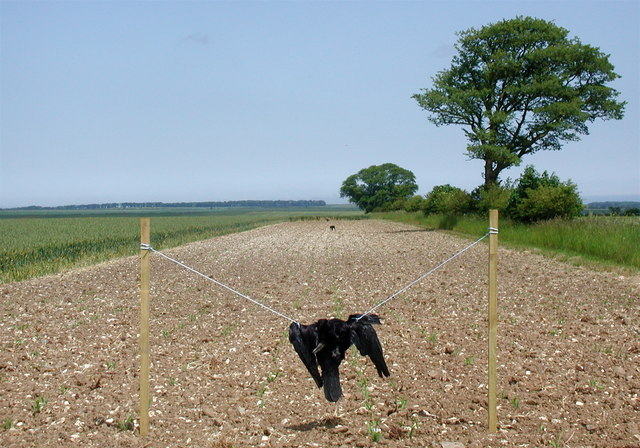
Cadavre de Corneille noire utilisé comme épouvantail dans le Yorkshire.

Déclarée commune sur son aire de répartition, la Corneille noire a été classée dans la catégorie LC (préoccupation mineure) par l'Union internationale pour la conservation de la nature (UICN).
Au niveau européen, la Corneille noire est protégée par les dispositions de la directive CEE no 79-409 du 2 avril 1979 concernant la conservation des oiseaux sauvages. Elle figure à l'annexe II/B de la directive Oiseaux, qui autorise sa chasse dans la majorité des États membres de l'Union européenne, zone où ses effectifs sont en expansion modérée. Chaque année, 1,15 million de Corneilles noires et mantelées sont ainsi détruites en Europe.
En Belgique, selon la législation régionale de Wallonie, la Corneille noire est de fait protégée au même titre que « tous les oiseaux, normaux ou mutants, vivants, morts ou naturalisés, appartenant à une des espèces vivant naturellement à l'état sauvage sur le territoire européen ». Elle est également protégée dans la région de Bruxelles-Capitale. Une autorisation de destruction peut toutefois être accordée aux titulaires d'un permis de chasse.
En France, la Corneille noire n'est pas protégée, mais considérée comme une espèce gibier. Dans 86 départements, elle est également classée comme espèce susceptible d'occasionner des dégâts. Conformément à l'arrêté du 3 août 2023 pris pour l'application de l'article R. 427-6 du code de l'environnement, elle peut être détruite par tir de l'ouverture de la chasse jusqu'au 31 mars, avec possibilité de prolongation jusqu'au 30 juillet sur autorisation préfectorale. Elle peut également être piégée toute l'année au moyen de cages à appelants, dites « corbeautières ». On estime à 380 000 le nombre d'individus tués chaque année. Grâce à ses capacités d'adaptation, la Corneille noire voit néanmoins ses effectifs nicheurs rester stables entre 1989 et 2018,.
Au Royaume-Uni, les effectifs de Corneille noire sont en forte croissance. Comme tous les oiseaux, l'espèce est protégée par le Wildlife and Countryside Act de 1981. Ce texte accorde néanmoins une dérogation générale (general licence) pour les oiseaux considérés comme nuisibles en raison des dégâts occasionnés aux cultures ou à d'autres espèces, ou encore pour des raisons sanitaires. La Corneille noire peut être concernée par de telles dérogations, qui ont été levées en 2019 puis réinstituées en Angleterre en 2022.
En Suisse, la Corneille noire est une espèce chassable, aux termes de la loi fédérale sur la chasse et la protection des mammifères et oiseaux sauvages de 1986, entrée en vigueur en 1988. Ces dispositions peuvent être restreintes ou limitées de manière saisonnière par les cantons. 16 500 Corneilles noires et mantelées ont été abattues en moyenne entre 2001 et 2005, et 11 400 entre 2007 et 2011.
Au Japon, la Corneille noire est protégée, comme tous les oiseaux sauvages, mais les populations jugées problématiques peuvent faire l'objet de mesures de contrôle ciblées, sur approbation de la municipalité concernée. Plusieurs villes, comme Hirosaki, Monbetsu, ou Sapporo se sont dotées d'agents municipaux chargés de gérer à la fois la Corneille noire et le Corbeau à gros bec. À Monbetsu (20 490 habitants en 2023), ces agents sont chargés de détruire les nids, essentiellement dans les zones résidentielles du centre-ville. Le coût de ce programme de contrôle est estimé à 300 000 dollars américains par an, correspondant à la masse salariale et à l'équipement de trois agents.